# Arte visionario

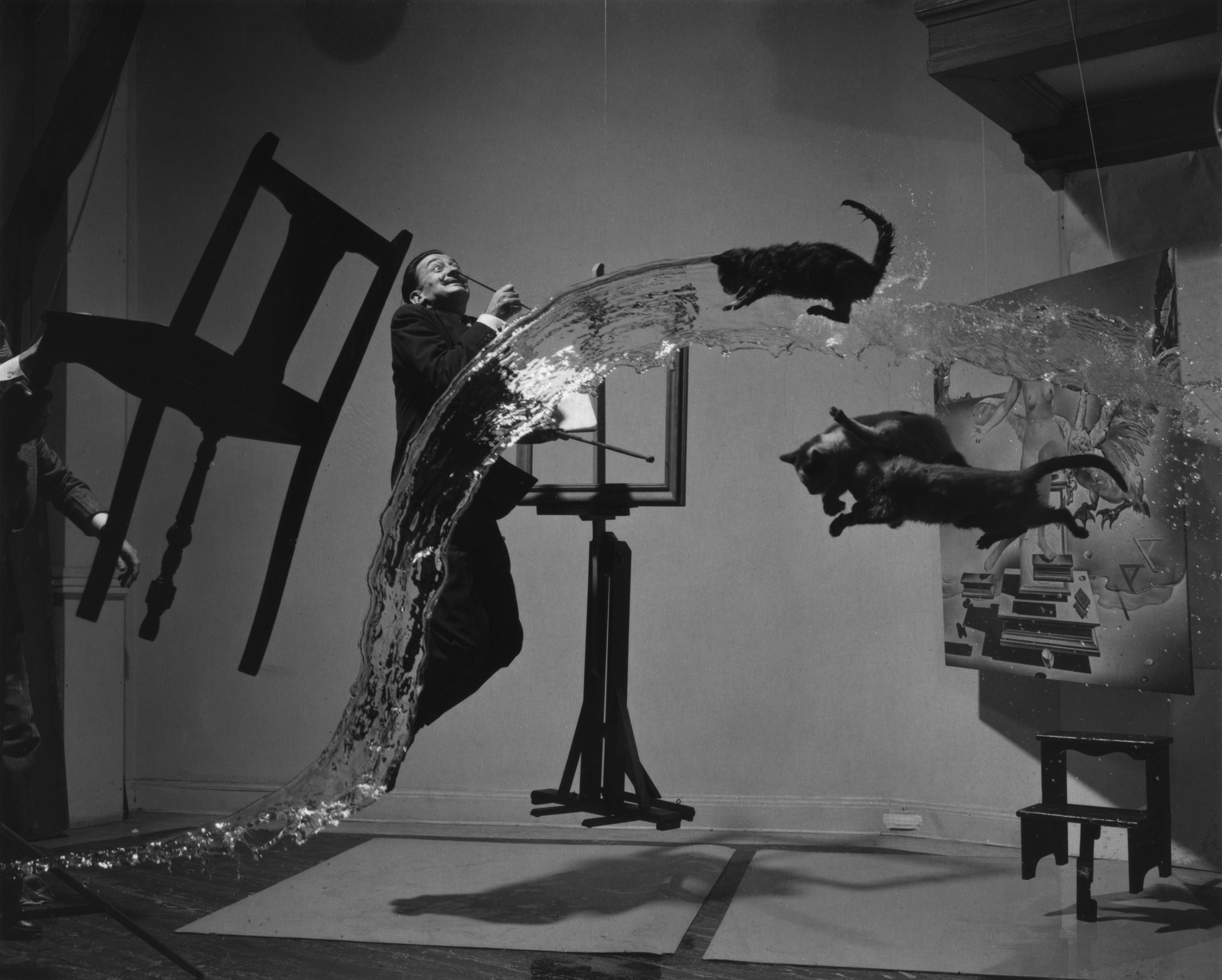
Dalí Atomicus, de Philippe Halsman, 1948.

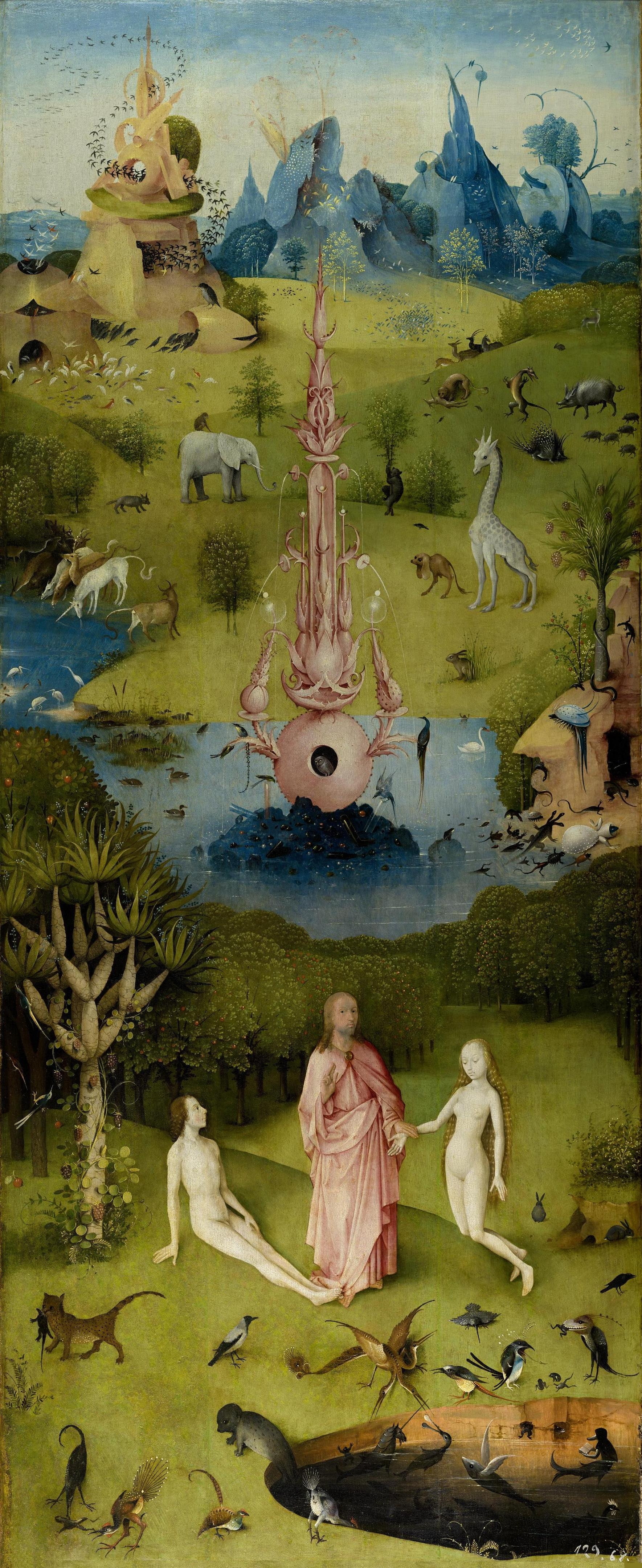
El jardín de las delicias, del Bosco, ca. 1500-1505.

Angelus Novus, de Paul Klee, 1920. Considerándolo de un particular significado fue adquirido por Walter Benjamin. Se ha interpretado como expresión de una "utopía mesiánica" y de la tragedia del hombre moderno que, al perder el contacto con el pasado, no encuentra su lugar en la historia y se enfrenta a una catástrofe interminable.

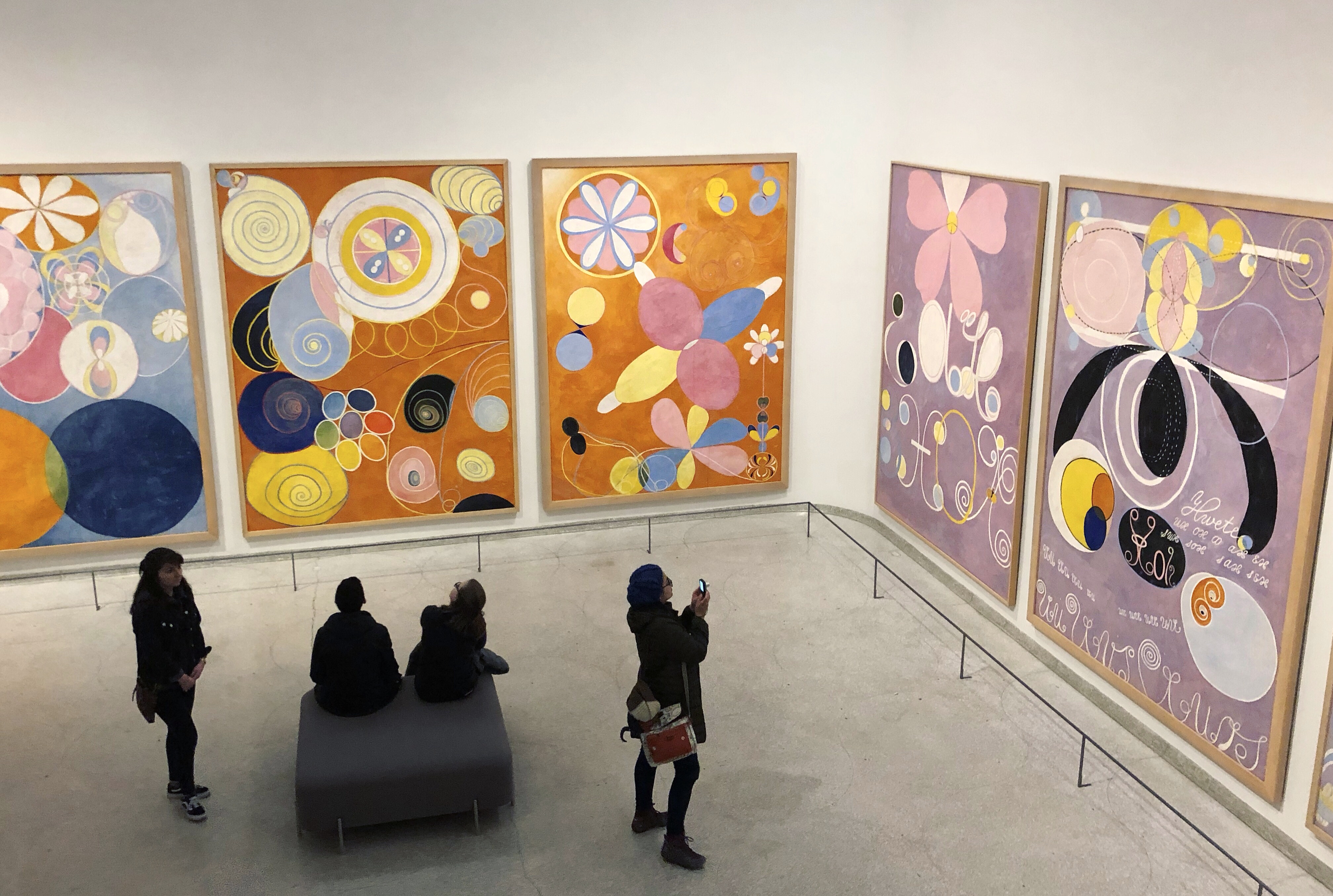
Exposición de la obra de Hilma af Klint, oculta por voluntad de su autora hasta que pasaran veinte años de su muerte.

Arte visionario es una ambigua calificación que se aplica a determinados artistas o a movimientos artísticos completos (el simbolismo, el expresionismo, el dadá y el surrealismo o distintas modalidades del arte abstracto) que producen obras de arte que por su contenido, o bien por la técnica utilizada para su creación (ascetismo -u otras prácticas espirituales- desinhibición, técnicas surrealistas, estados alterados de la mente o de la consciencia, intoxicación alucinógena -esté asociada a los movimientos contraculturales del arte psicodélico o la música psicodélica, al interés intelectual en la psicodelia o psiconáutica, o al simple uso médico o recreativo de las drogas-, etc.), parecen resultado de una especial percepción (como la que implicaría tener "visiones" o "alucinaciones") o la parecen comunicar al espectador, relacionándose de una forma particularmente potente con el mundo de los sueños o de la imaginación. La creatividad en el arte y la literatura, desde sus inicios en la Antigüedad, siempre se ha vinculado con el prestigioso concepto de "inspiración", sea inspiración divina o su alternativa terrenal, la inspiración artística.
El arte visionario puede identificarse como una de las muchas manifestaciones (muy distintas entre sí) que se han calificado de "arte primitivo" (como el arte prehistórico, el de las culturas primitivas de la actualidad, el art brut -que se asocia a marginados y personas con problemas mentales o uso de drogas-, el arte naíf -que también puede confundirse o no con el de niños y personas que no han recibido una educación artística formal-, etc.) También puede asociarse al malditismo de los artistas que no son entendidos en su época porque se anticipan a su posteridad. 
Salvador Dalí ejemplifica el tipo de artista "visionario" que no reclama para sí mismo una particular condición primitiva, arcana, esotérica o pseudo-religiosa, más allá de su método creativo, que denomina "método paranoico-crítico". De forma opuesta, hay artistas que pretenden trascender el mundo físico por haber alcanzado una visión más amplia del conocimiento o que pretenden realizar obras basadas en experiencias espirituales o místicas, o que surgirían de escuchar voces internas o de una autopercepción del alma. Entre estos artistas estarían (por orden cronológico) Samuel Palmer, Gustave Moreau, Edward Burne-Jones, Odilon Redon, Adolf Wolfli, Jean Delville, Max Ernst, Stanley Spencer, Henry Darger, Brion Gysin o Ernst Fuchs, entre otros. Algunos fueron líderes de su propio movimiento místico, como fue el caso de William Blake. De otros se ha intentado encontrar alguna explicación a su obra en su relación con algún grupo místico, como fue el caso de El Bosco (los Hermanos del Libre Espíritu) o de Hilma af Klint (la teosofía, que también atrajo a Nikolái Roerich, a Kandinsky o a Mondrian, sin que en ellos se atribuya una relación tan estrecha entre obra y misticismo). Algunos artistas han preferido acuñar sus propias denominaciones, como "pintura metafísica" (Giorgio de Chirico), "transhylismo" o "mensaje reencontrado" (Louis Cattiaux) o "precisionismo" (Georgia O'Keeffe). Por último, de otros importantes artistas no parece necesario atribuir su desbordante capacidad imaginativa a recursos ajenos a su propio trabajo artístico, como son los casos de El Greco, Heinrich Füssli, Francisco de Goya o Vincent van Gogh.

## Definiciones
El Museo de arte visionario americano (American Visionary Art Museum -AVAM-) define arte visionario como "... el arte producido por individuos autodidactas, generalmente sin el entrenamiento formal, cuyos trabajos se presentan como una visión personal y natural que revela principalmente en el acto creativo en sí mismo."
Tanto en la formación autodidacta como en la dirigida, los artistas continúan creando obras con visión de futuro, refinación y entrenando con intensidad. Esto potencia aún más el argumento del American Visionary Art Museum como una definición fuera de lugar, por lo que se conoce simplemente como arte outsider ("marginal"), o naïf ("ingenuo"); aunque de vez en cuando muestran que los artistas de este género se redefinen continuamente.[cita requerida]
Walter Schurian, profesor en la Universidad de Münster, precisa brevemente las dificultades en la descripción del arte visionario como si fuera un género distinto, donde "es difícil saber dónde comenzar y dónde parar. Las tendencias reconocidas tienen todo su componente fantástico, así que la demarcación es convenientemente borrosa."[cita requerida]
A pesar de esta ambigüedad, allí parece emerger una cierta definición de qué constituye la visión contemporánea de arte "escénico" y que los artistas pueden ser considerados especialmente influyentes.[cita requerida]
Alex Grey teoriza acerca del papel que el arte "visionario" (y en particular, en el suyo) tienen la imaginación, la conexión con el cuerpo amado y la divinidad trascendental, en relación con distintas tradiciones espirituales.
Laurence Caruana publicó un "manifiesto del arte visionario" (Manifesto of Visionary Art, 2001), donde diferencia entre la aproximación de los surrealistas y la de los visionarios que, según él, intentan encontrar nuevos lenguajes visuales para "ver lo no visto" o "expresar en forma visual lo supra-visual" (término que enfatiza, utilizándolo en inglés -lengua en la que se escribe igual que en castellano- y en francés: sur-visuel); y lo hacen por todos los medios a su disposición y afrontando grandes riesgos personales. Para ello se combinan y funden las imágenes artísticas con las de sueños, mitos y símbolos culturales.

## Psicobiología y arqueología cognitiva
La psicobiología (desarrollada, entre otros, por Heinrich Klüver, que hacia 1928 acuñó el término form-constant -"forma-constante"- para los elementos geométricos recurrentes que se observan durante los estados iniciales de la experiencia visual alucinatoria del mezcal) y la arqueología cognitiva (desarrollada, entre otros, por David Lewis-Williams) identifican patrones visuales típicos de los estados no ordinarios de conciencia (patológicos, chamánicos y psicodélicos) en las pinturas rupestres, petroglifos y otros diseños del arte prehistórico y de culturas todavía existentes en la actualidad (por ejemplo, el arte rupestre san), evidenciando que la necesidad humana de representar en el arte las "visiones" se remonta al pasado remoto y sigue existiendo.

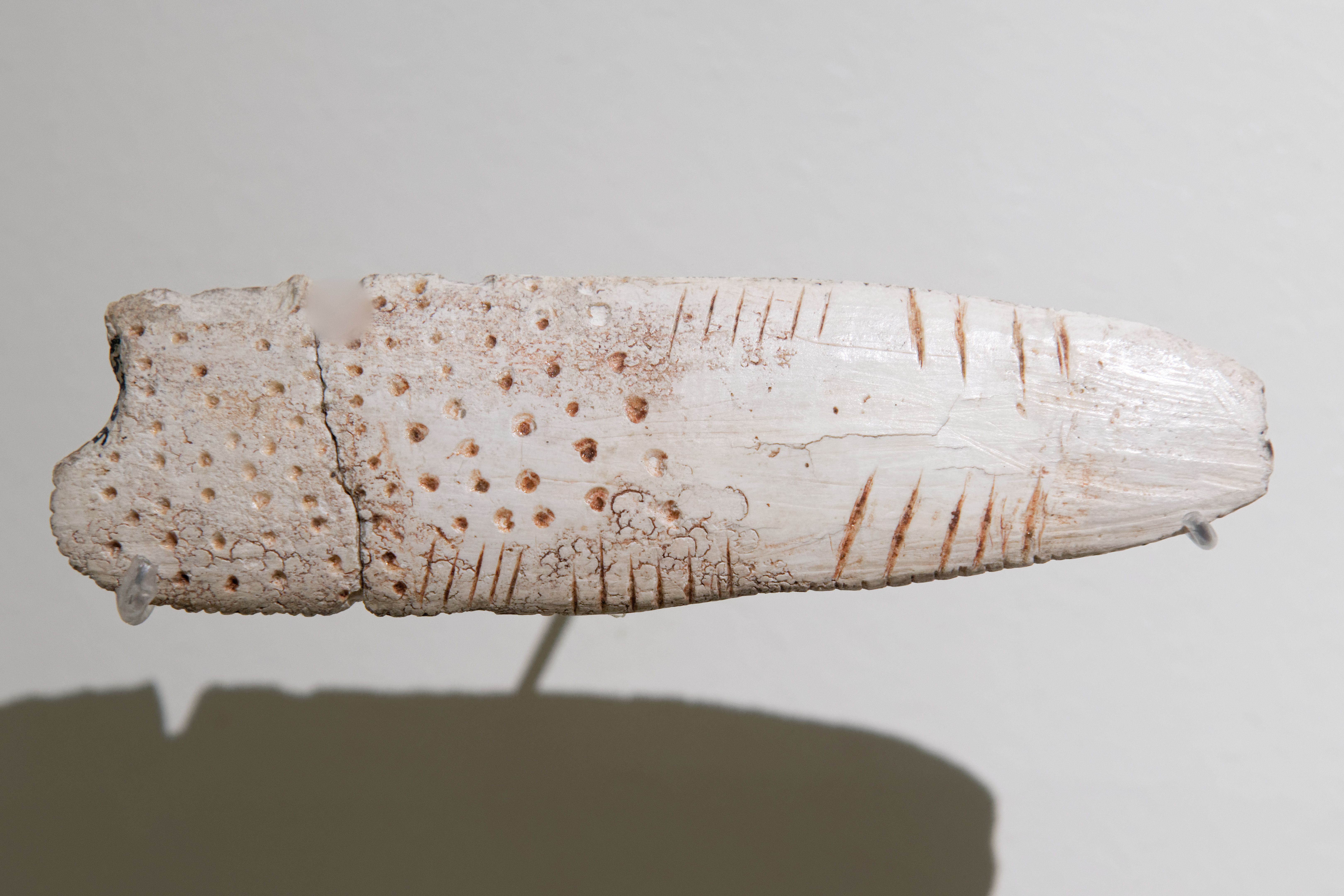
Hueso decorado con motivos geométricos procedente del Abrigo de La Madeleine (Les Eyzies, Dordogne, Francia) con una antigüedad de 40.000-35.000 años.
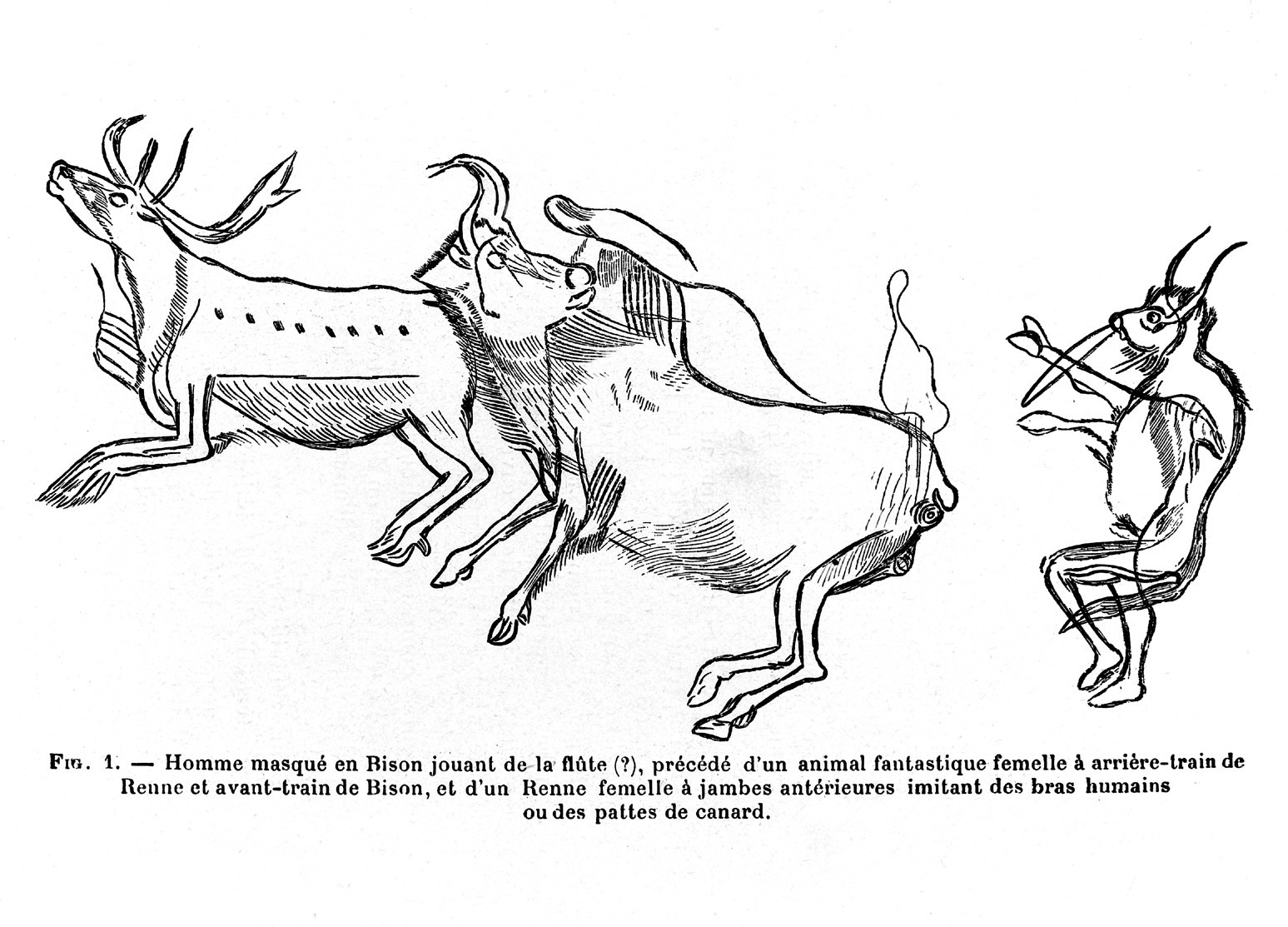
Pinturas de la Grotte des Trois-Frères, entre 17.000-10.000 a. C.
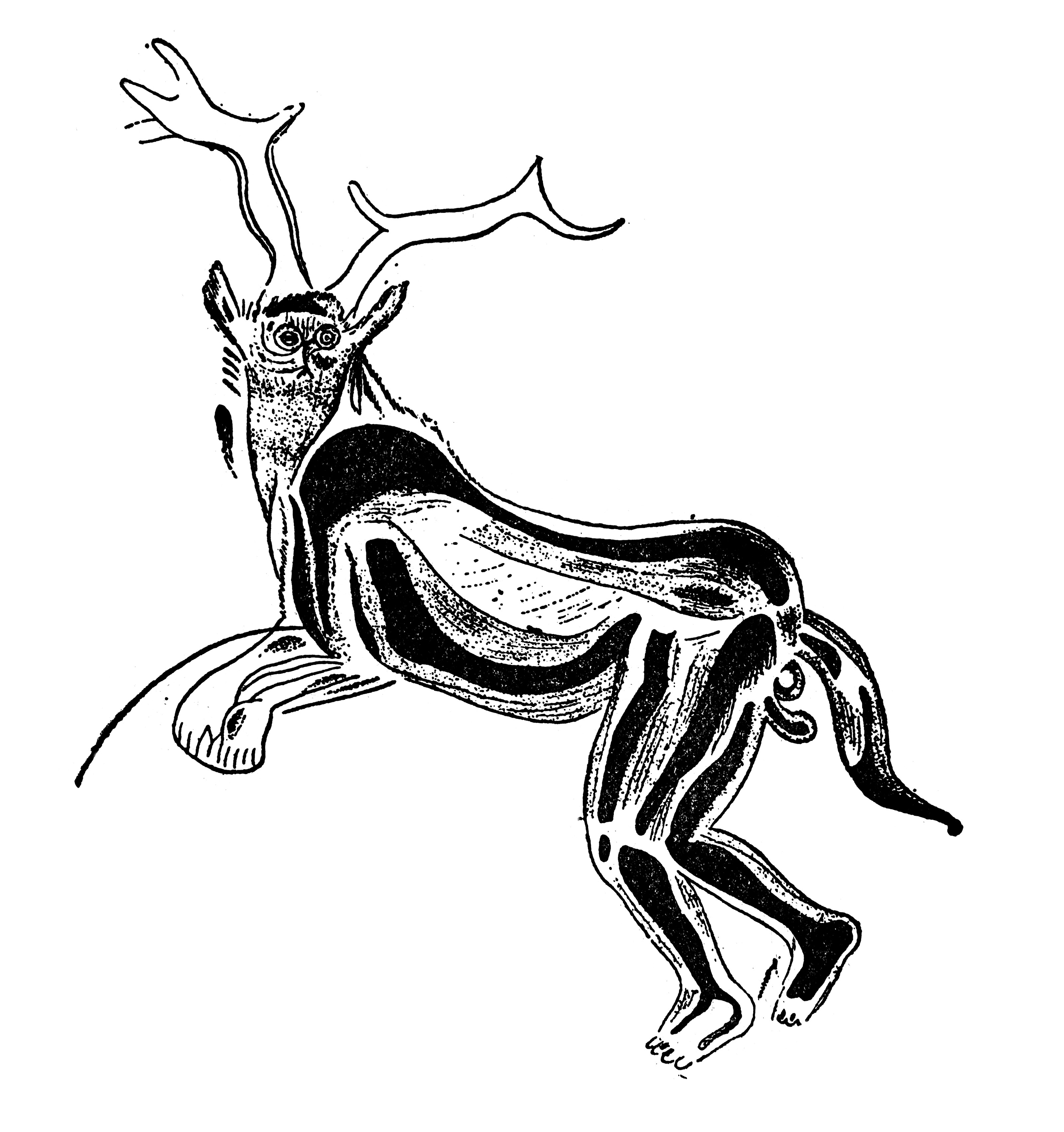
Ídem.
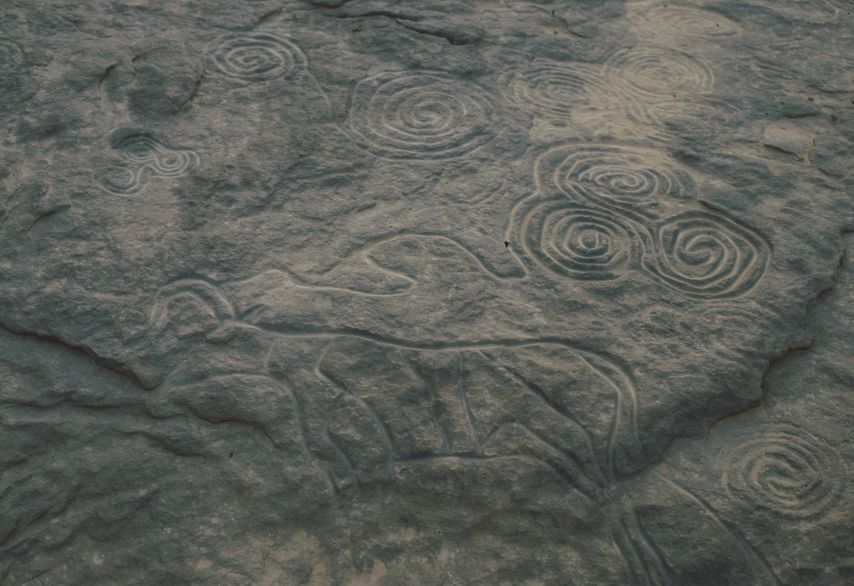
Petroglifos con la representación de un antílope y formas espirales en Oued Djerat (Argelia), período Bubalus, entre 10.000-7.000 a. C.
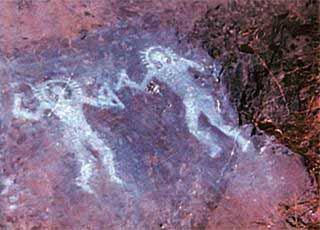
Figuras antropomorfas llamadas "astronautas", Area di Zurla (Nadro), Riserva naturale Incisioni rupestri di Ceto, Cimbergo e Paspardo, arte rupestre de Val Camonica (Italia).
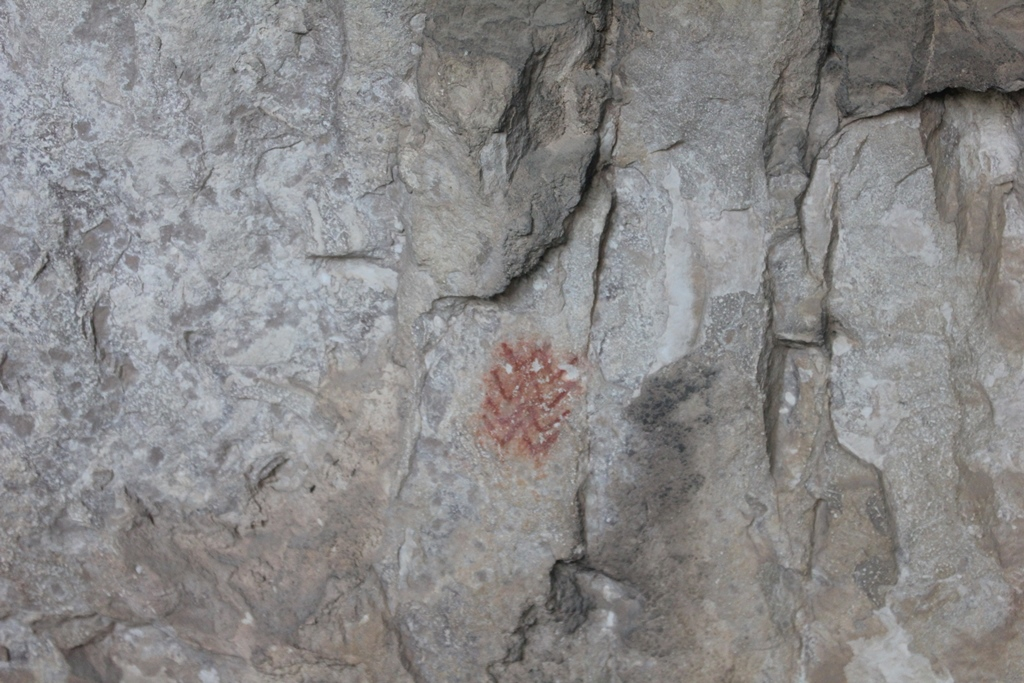
Pinturas del Abrigo de Barfaluy (Sierra de Guara, Huesca, España).
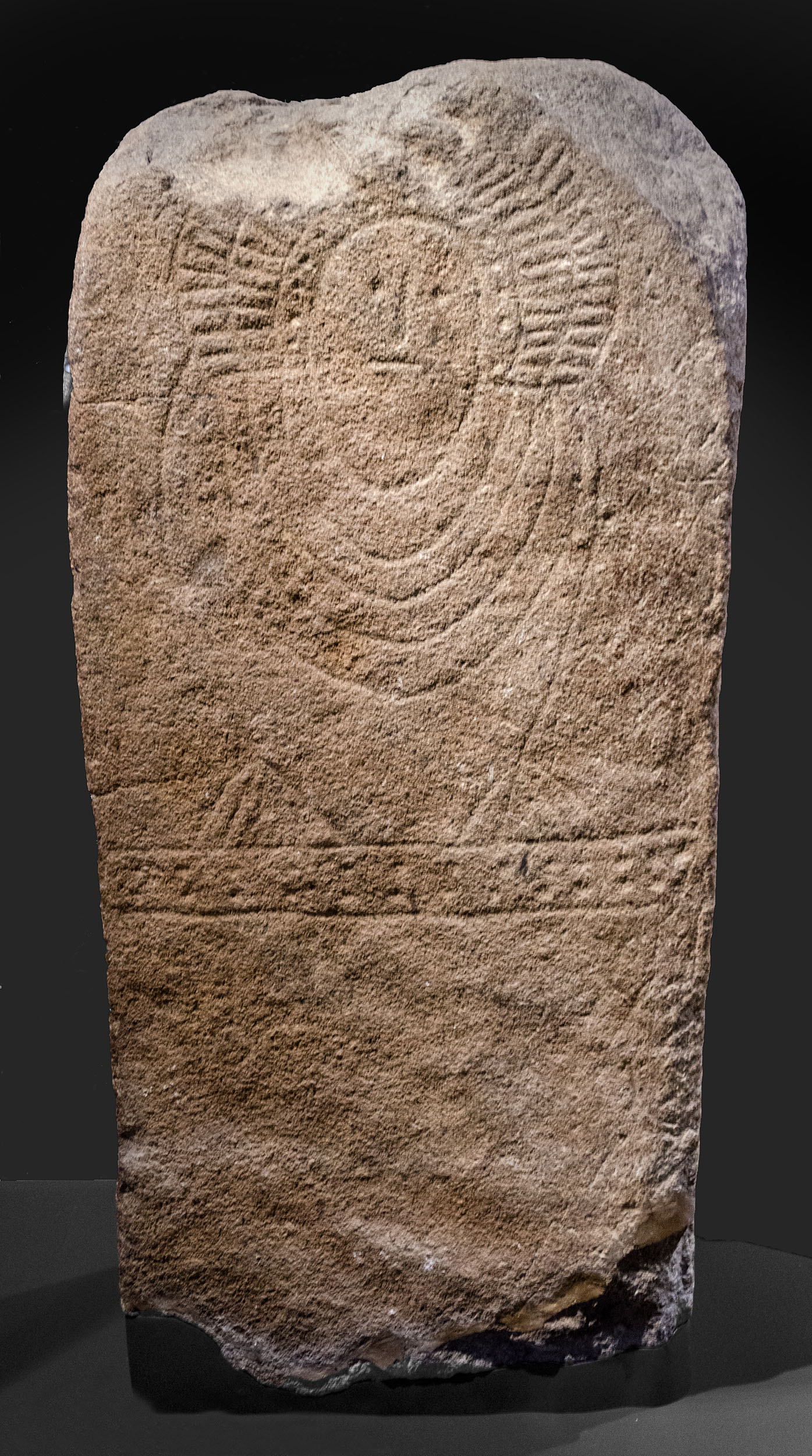
Estela de la Granja de Toriñuelo (Badajoz, España).
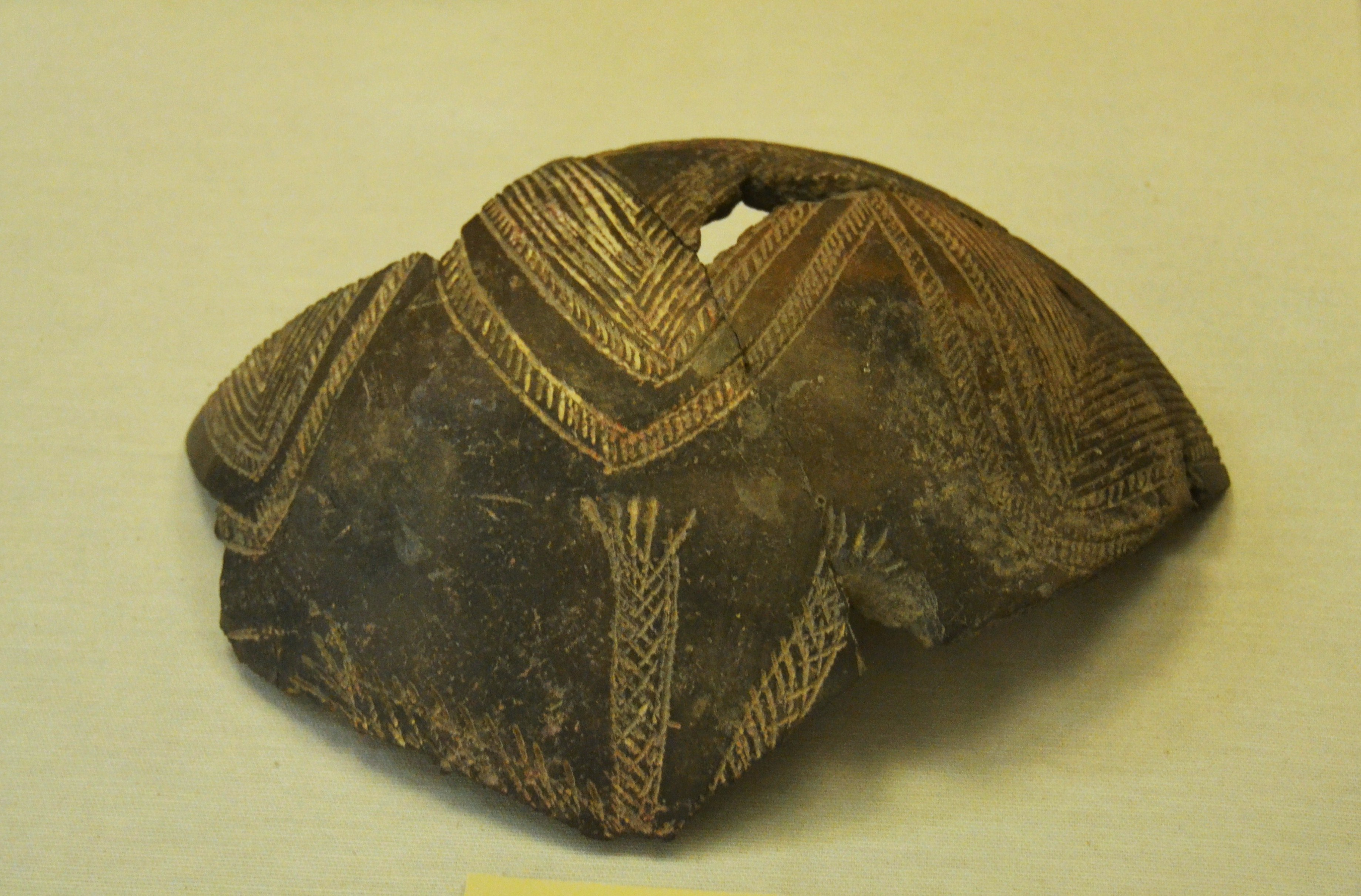
Fragmento de cerámica con decoración geométrica y antropomorfa, Cova de l'Or (Beniarrés, Valencia, España).
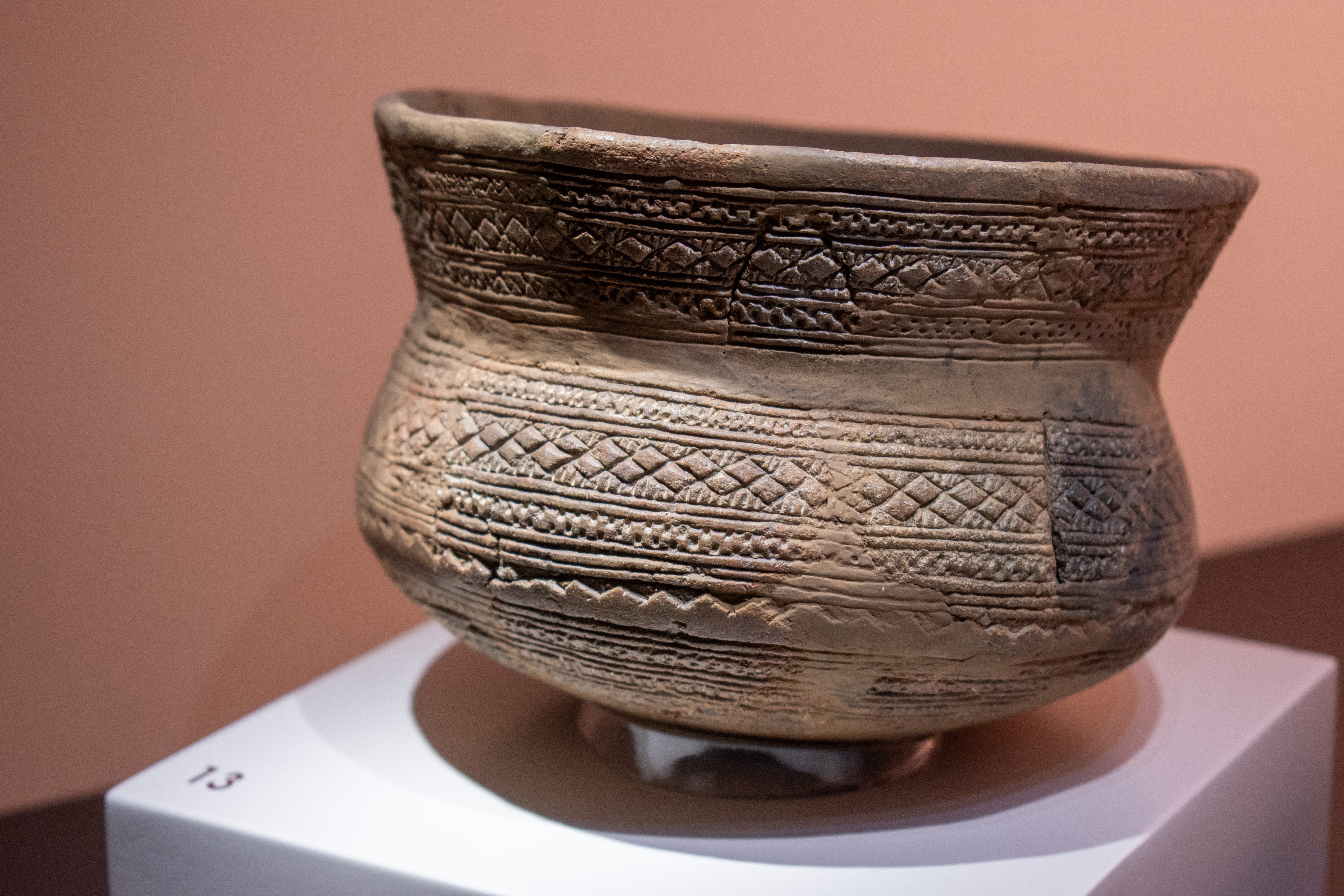
Cerámica campaniforme procedente de Chabola de la Hechicera (Álava, España).
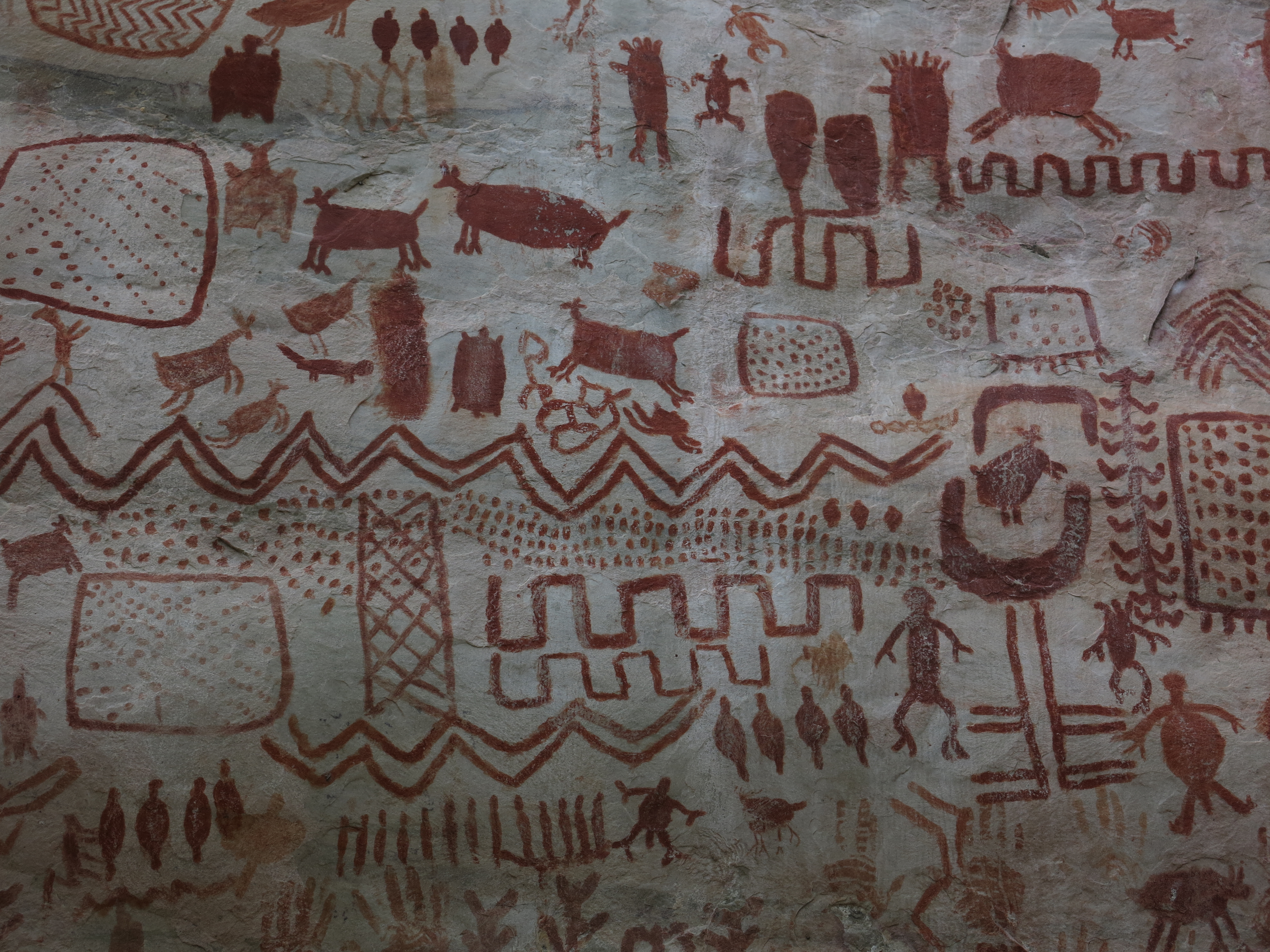
Pinturas rupestres de los nukak (Colombia).
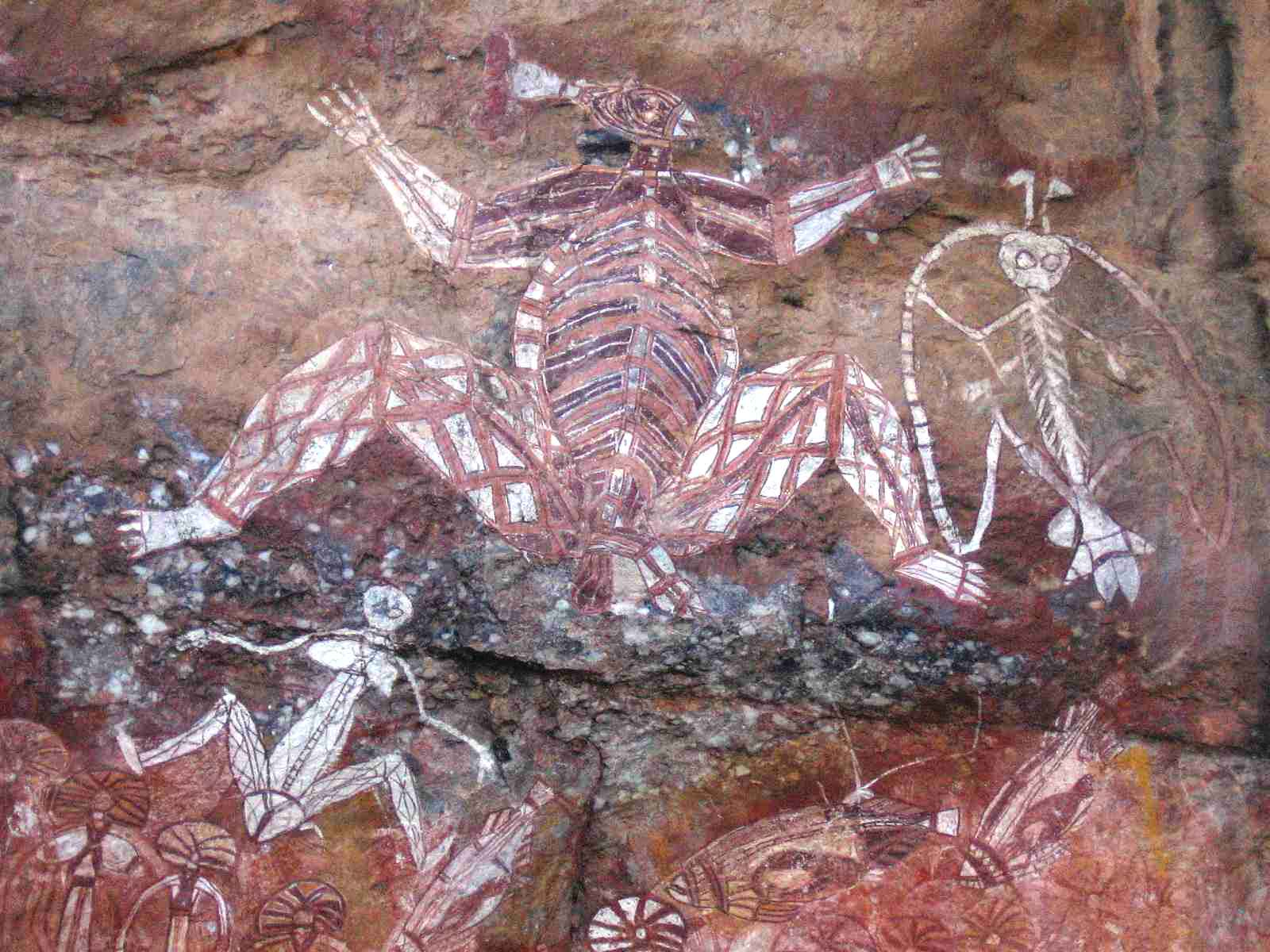
Pinturas rupestres de los aborígenes australianos en Anbangbang Rock Shelter, Kakadu National Park.

## Arquitectura visionaria
Se ha llamado arquitectura visionaria a algunos proyectos de Étienne-Louis Boullée (1728-1799) y Claude-Nicolas Ledoux (1736-1806); así como a la serie de grabados Carceri d'Invenzione (1745-1760) de Giovanni Battista Piranesi, que diseñan arquitecturas intrincadas, como las que (ya totalmente imposibles en la tridimensionalidad) imaginó M. C. Escher dos siglos después.
A la denominada "arquitectura naíf" también se la llama "paisajismo visionario"

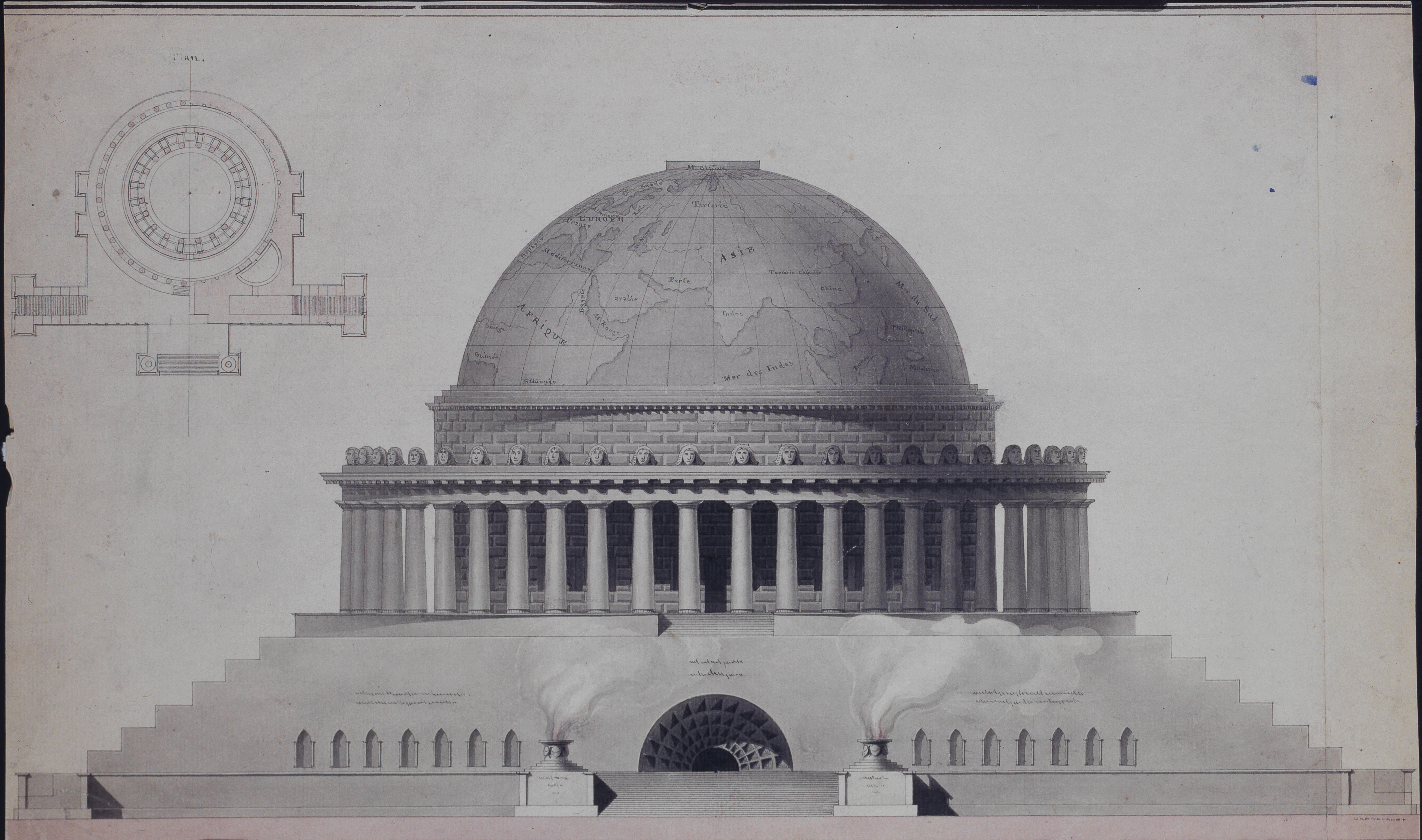
Proyecto de edificio, de Boulée.
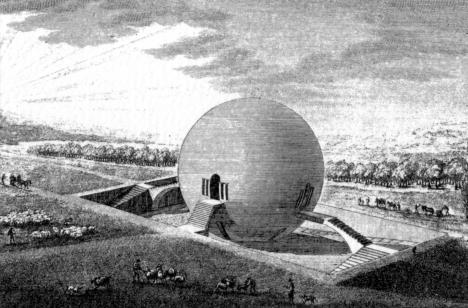
Proyecto para la casa de los guardas agrícolas del parque de Mauperthuis, de Ledoux.
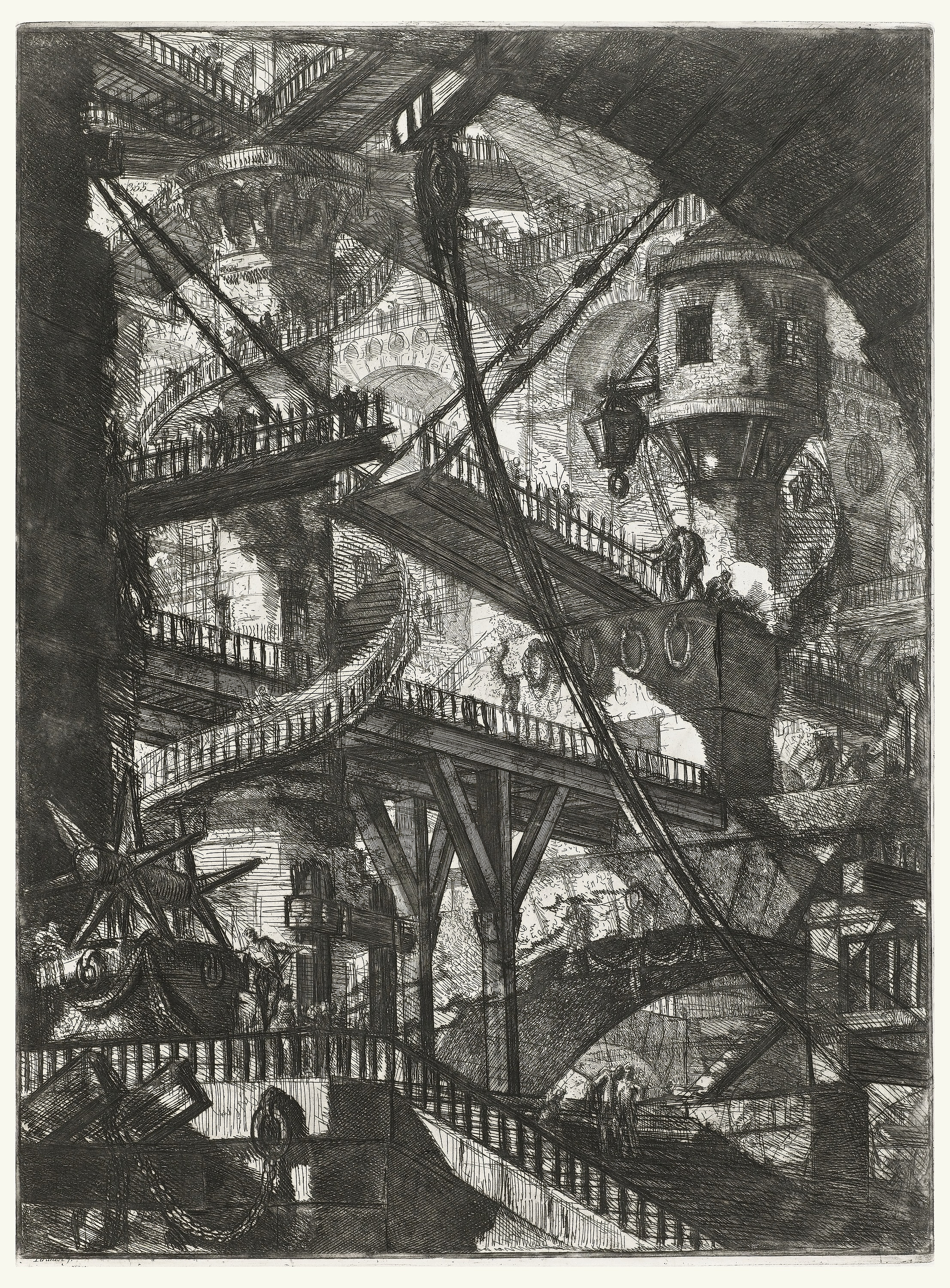
Plancha VII de Carceri d'Invenzione, de Piranesi, 1745.

## Pintura visionaria

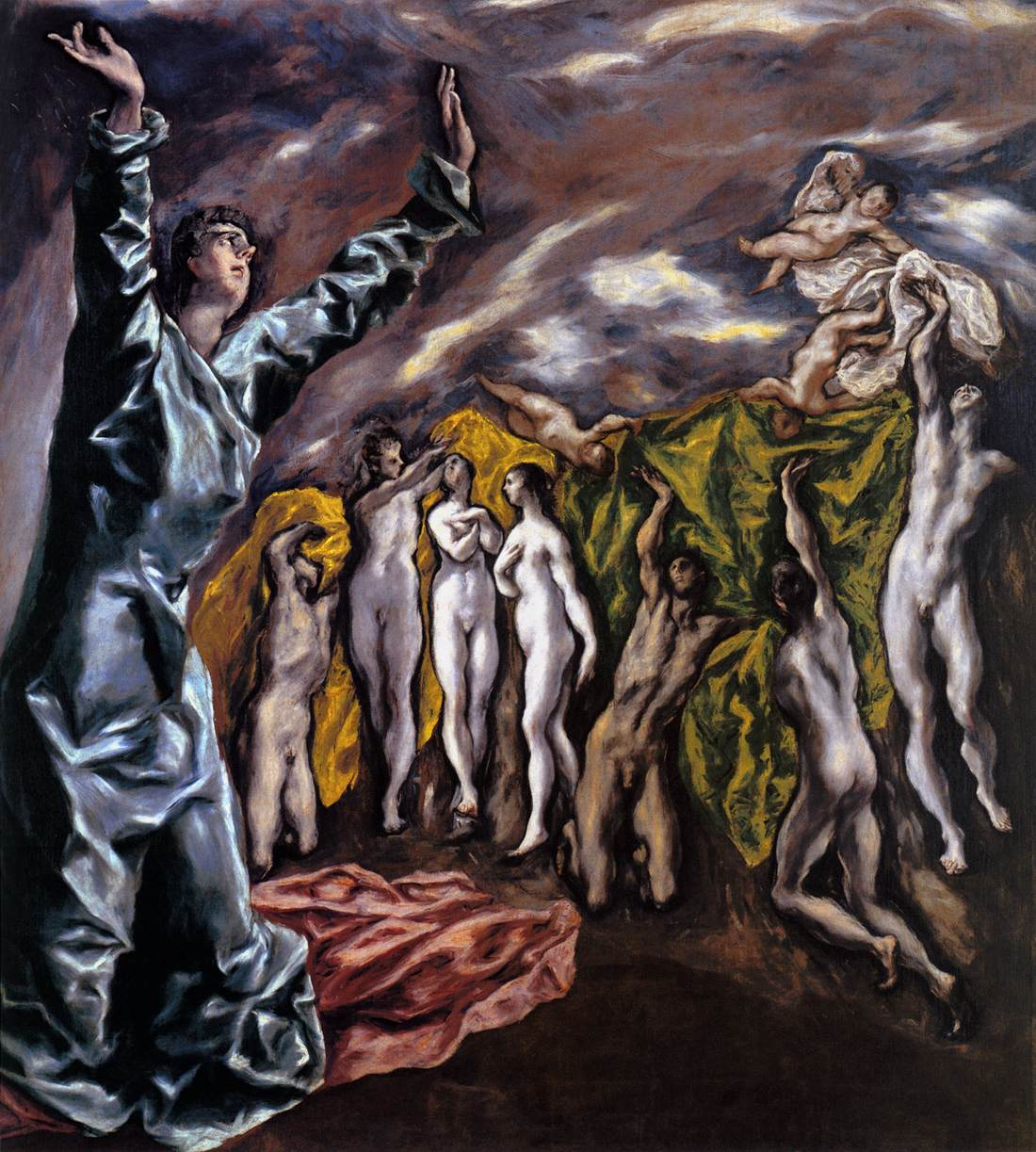
Visión del Apocalipsis, del Greco, ca. 1608-1614.

### El Greco
Es tópico considerar la pintura y personalidad de El Greco como anticipatoria de artistas y movimientos posteriores, después de ser rechazada por considerarla excéntrica, extravagante e incluso vanidosa o absurda. Ramón Gómez de la Serna le llamó "visionario iluminado", mientras que Gregorio Marañón imaginó que usaba como modelos quizá a los judíos de Toledo (cosa difícil, dado que nadie hubiera querido ser identificado con tal condición desde su expulsión, sucedida un siglo antes, y por la discriminación social a que se sometía a los conversos desde antes incluso), aunque posteriormente, de forma más segura (y siguiendo una idea que atribuye a Manuel Bartolomé Cossío, lo que se ha discutido) propuso que lo habría hecho con los internos del manicomio de Toledo. La distorsión y alargamiento de sus figuras no parece que fuera resultado de un defecto visual o de una patología neurológica, como se ha planteado en algunos estudios y descartado por otros. Es significativo que una de sus obras (Visión del Apocalipsis, también llamada Visión de San Juan o Apertura del quinto sello) fuera comprada por Ignacio Zuloaga, que la ubicó en su casa de Zumaya donde recibía a un selecto círculo artístico y literario que incluía a Marañón; lo representó (junto con el cuadro del Greco) en una de sus obras, titulada Mis amigos, que dejó inacabada.

### Füssli y Blake
Se ha calificado de "visionarios" a dos artistas inclasificables de finales del XVIII y comienzos del XIX: Heinrich Füssli y William Blake. Solo en parte pueden ser asociados a la estética del Prerromanticismo. Para giulio Carlo Argan son "los dos pilares de la poética de lo sublime... al igual que Füssli vive de pesadillas, Blake vive de visiones".

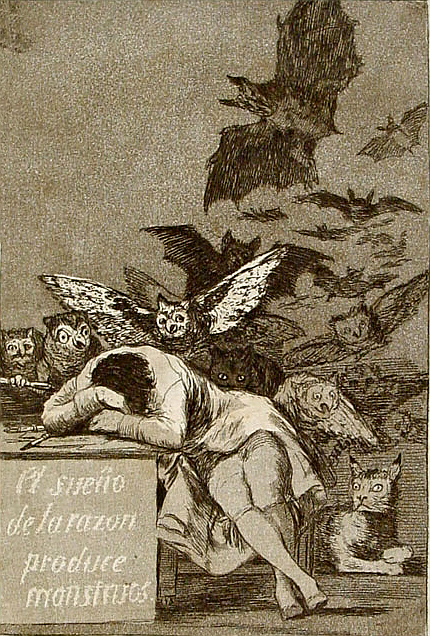
Capricho n. 43 ("El sueño de la razón produce monstruos"), de Francisco de Goya, 1799.

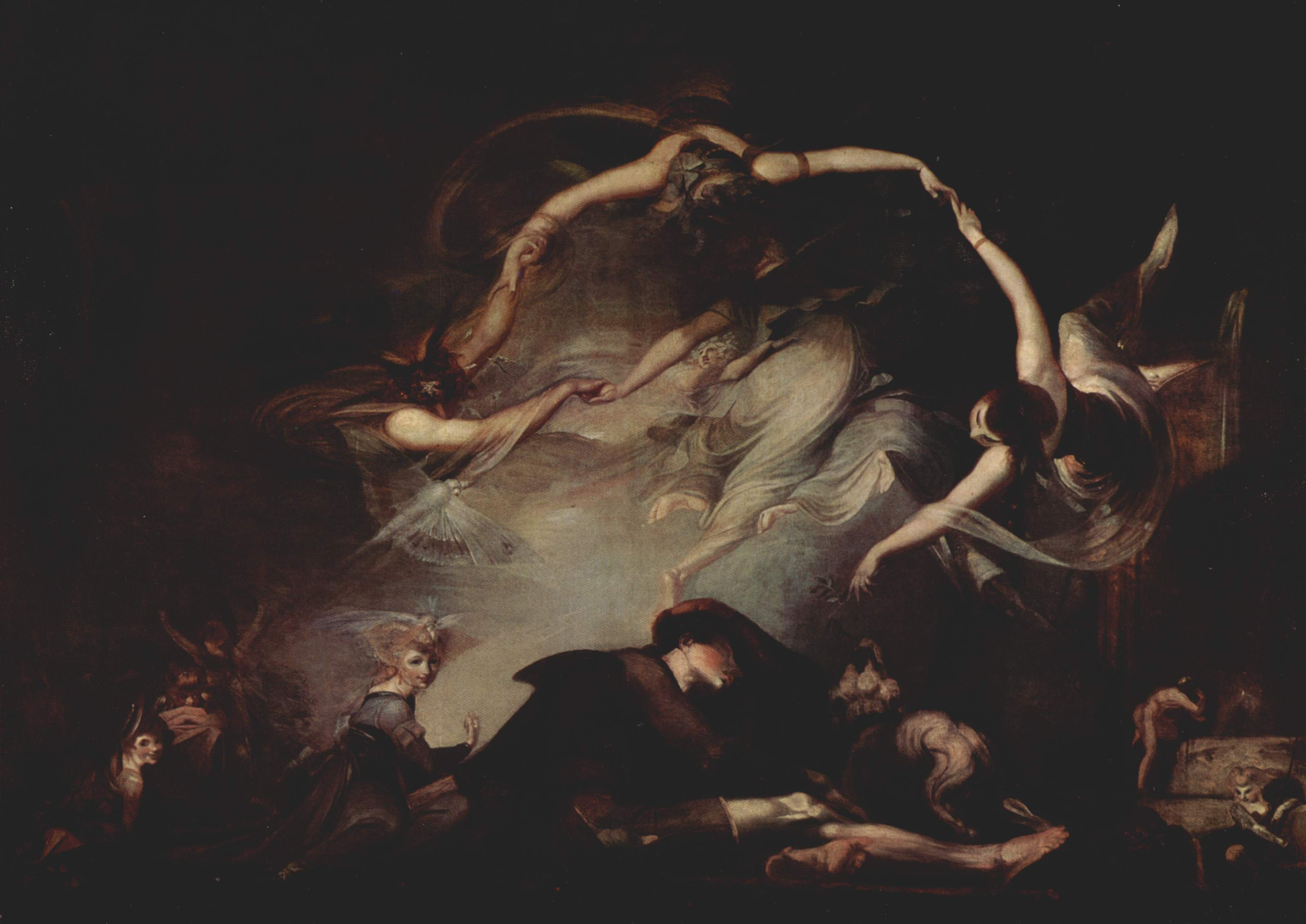
El sueño del pastor, de Heinrich Füssli, 1793
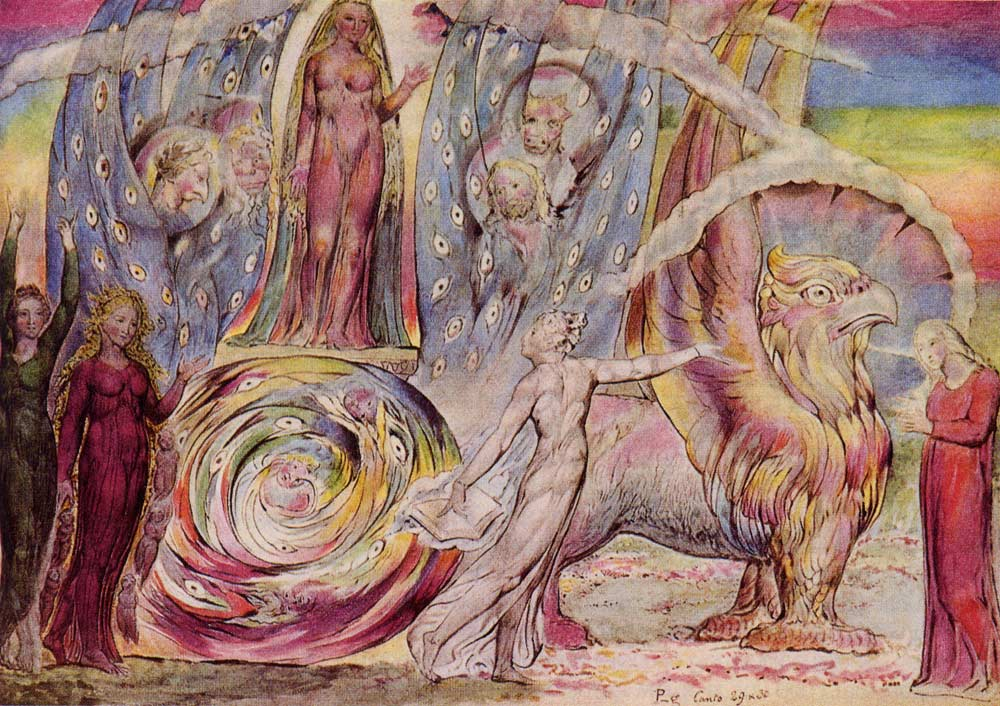
Beatriz dirigiéndose a Dante, de William Blake, 1824.

## Goya
Contemporáneo de Füssli y Blake, Francisco de Goya tiene una parte de su amplia producción que se ha calificado de "visionaria": series de grabados como Los caprichos, Los disparates o Los desastres de la guerra, la intervención en los muros de su propia casa (Quinta del Sordo) que se han denominado Pinturas Negras, y algunas otras obras aisladas, como la estampa El gigante (similar al cuadro El coloso, de discutida atribución) o Los prisioneros.

La noche estrellada, de Van Gogh, 1889.

## Van Gogh
Vincent van Gogh tuvo en su atormentada vida personal y espiritual un estímulo para su arte, pero no pretendía que sus obras tuvieran componentes más allá de lo material. Alguna de ellas, particularmente La noche estrellada, fue fruto de una tensión psicológica que expresó en una carta a su hermano Theo: "tremenda necesidad de, diré la palabra, de religión, de modo que salgo por la noche a pintar las estrellas". A pesar de todo, él la consideraba "un fracaso"; aunque mucho más adelante fuera considerada "visionaria" por la crítica y la historiografía del arte. En algunos periodos de su vida consumía alcohol en exceso, pero no mientras pintaba; en cambio, fumaba constantemente.

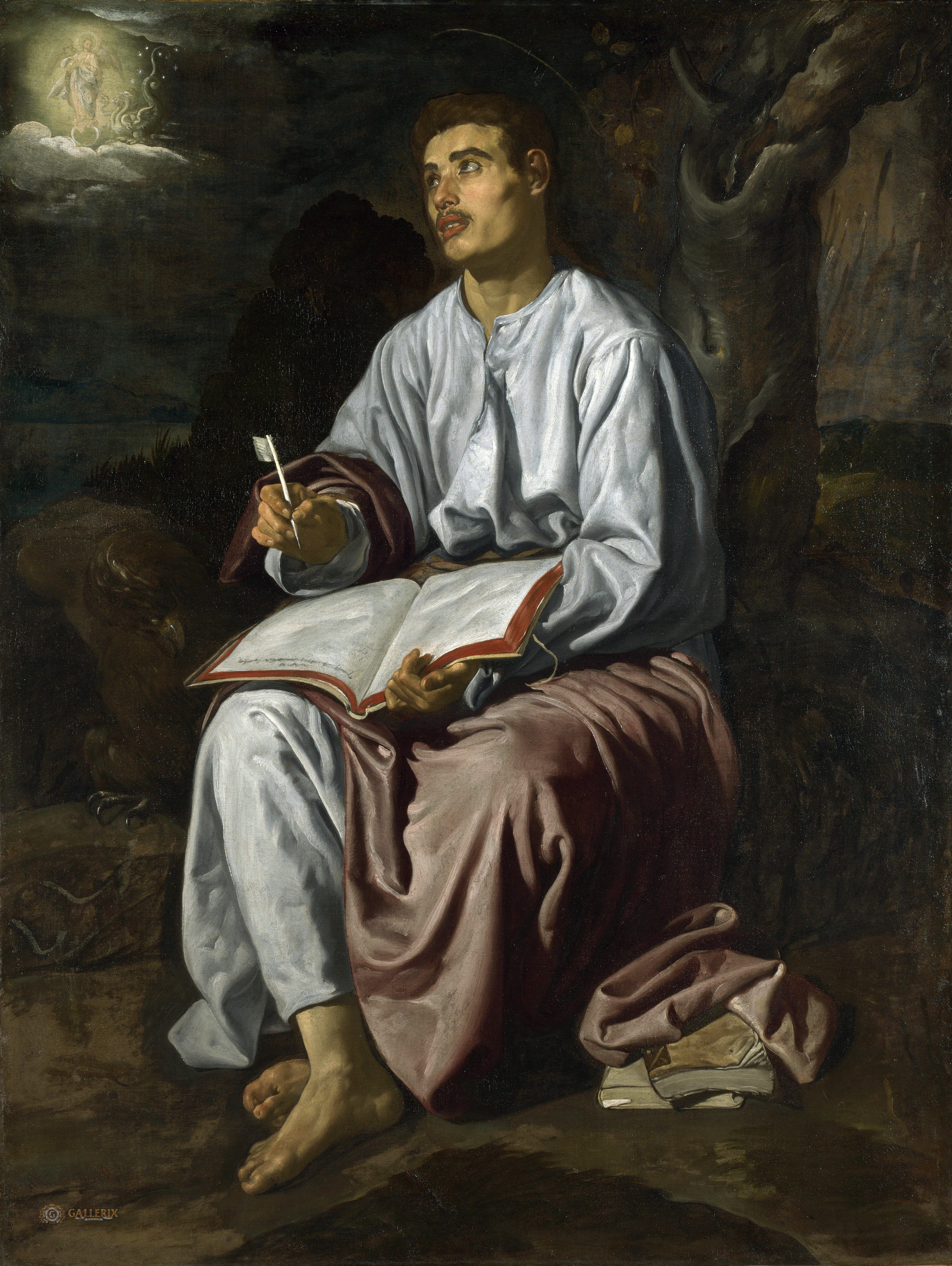
San Juan en Patmos, de Diego Velázquez, ca. 1619-1620.

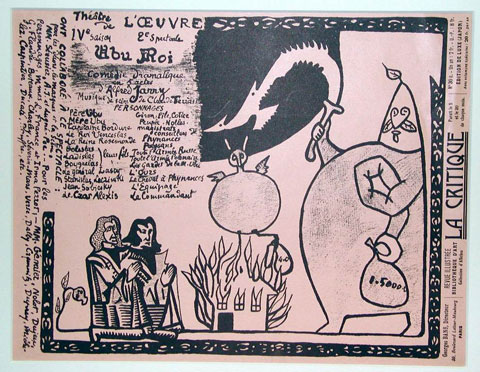
Programa del estreno de Ubú rey de Alfred Jarry en el Théâtre de l'Œuvre, 10 de diciembre de 1896.

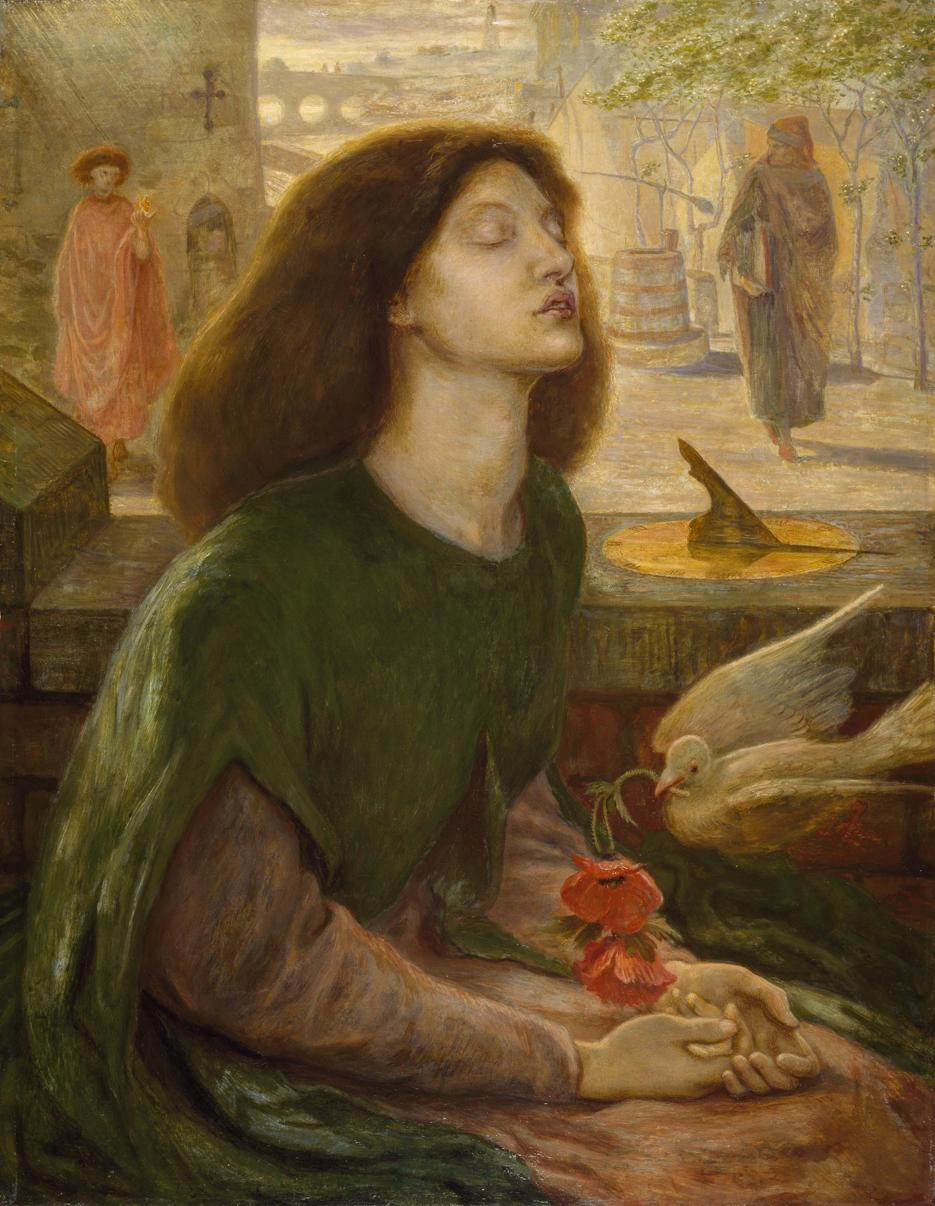
Beata Beatrix. En esta pintura prerrafaelita, entre otras alegorías, Beatriz, la musa de Dante (el poeta medieval), recibe de una paloma las flores del opio. Es una de las versiones de esta obra con la que el pintor y poeta Dante Gabriel Rossetti quería recordar a su difunta esposa. La dejó inacabada, y tras su propia muerte (1882) fue terminada por Ford Madox Brown.

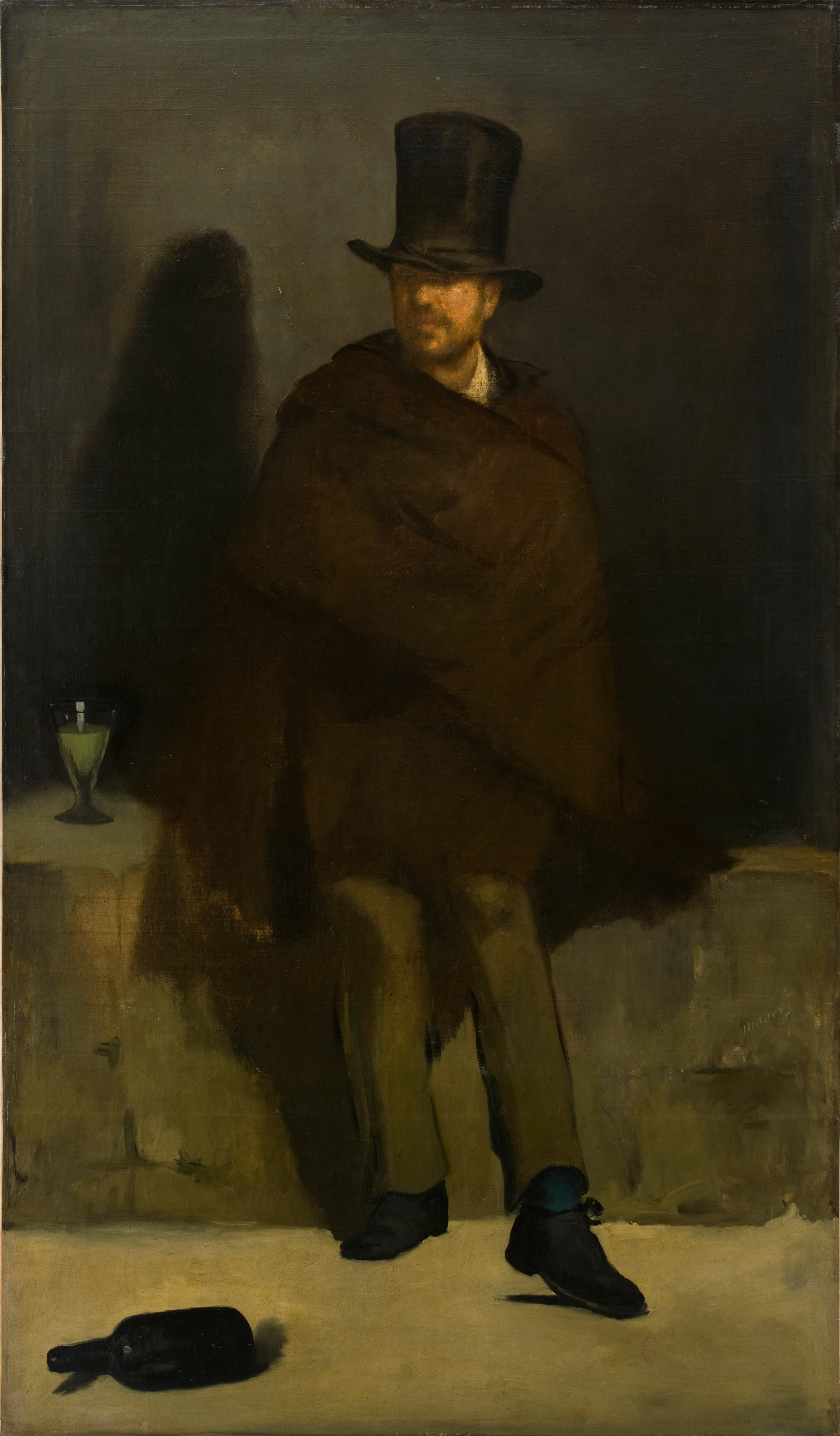
El bebedor de absenta, de Edouard Manet, 1859.

## Literatura visionaria
La literatura visionaria incluiría los textos sagrados de la mayor parte de las religiones, que se suponen inspirados por la divinidad; otros géneros de literatura religiosa, como la profecía o la literatura mística; y ejemplos más o menos alejados de ellos, como la Divina comedia de Dante o El paraíso perdido de John Milton. De hecho, también la poesía homérica se autoproclamaba inspirada: "Canta ¡oh diosa!, la cólera del pélida Aquiles...", comienza la Ilíada, aludiendo a la función atribuida a las musas; la Odisea comienza: "Musa, dime del voluble varón..."; Hesiodo comienza su Teogonía: "De las musas helicónides comencemos el canto..."; y Virgilio continúa la tradición en la Eneida: "Musa, recuérdame las causas..."
También hay una evidente identidad entre lo visionario y lo mistérico que se expresa en la literatura alquímica y en textos inclasificables, como el manuscrito Voynich (que ni siquiera ha podido ser descifrado, aunque sí datado en el siglo XV) o la Hypnerotomachia Poliphili (Francesco Colonna, 1467).
La nueva relación de artista y sociedad que trae la Edad Contemporánea y la nueva estética del "arte por el arte" permitieron nuevas posibilidades de expresión visionaria, como la de Los paraísos artificiales (Charles Baudelaire, 1858-1860) o Los poetas malditos (Paul Verlaine, 1884-1888). También es común considerar "visionarios" a escritores atormentados de estética romántica e imaginación desbordante, como Edgar Allan Poe, o posteriores, como Lewis Carroll, Franz Kafka o J. R. R. Tolkien. Harold Bloom llamó "poetas visionarios del romanticismo inglés" a William Blake, lord Byron, Percy B. Shelley y John Keats.
La escritura automática y otras estrategias de alejamiento de las convenciones literarias son propias de la literatura experimental, que coinciden con las vanguardias artísticas en el tiempo, la estética y, a menudo, los mismos autores-artistas.
Géneros narrativos como la literatura fantástica, utopías, ucronías, distopías, la novela gótica, la ciencia ficción o el realismo mágico se han considerado en mayor o menor medida como "visionarios". Menos frecuentemente, en el teatro se ha calificado de "visionarias" algunas obras especialmente rupturistas, como las del teatro del absurdo o el teatro de la crueldad.

### Estupefacientes, alcohol y literatura
La Arabia entera es un paraíso de fragancia suavísima, y casi divina
Herodoto, Los nueve libros de la Historia, Libro Tercero, CXIII

En cuanto a la relación del uso de drogas en literatura y la condición visionaria de las obras producidas bajo su influjo (o al menos por los literatos que experimentaron con ellas), se remonta a la Antigüedad (los oráculos que emitieron las sentencias de Delfos se valían de ello, y su uso es descrito por Homero, Hipócrates, Heródoto, Teofrasto, Dioscórides, Cicerón, Plinio el Viejo o Galeno) y continúa en las épocas siguientes con más o menos visibilidad (lo recogen, por ejemplo, santa Hildegard von Bingen, François Rabelais -que era médico e hijo de boticario con plantaciones de cáñamo-, Paracelso, Nostradamus o Miguel de Cervantes -hijo y nieto de médicos-).
En la Edad Contemporánea se hace explícito en la obra de Thomas de Quincey (Confesiones de un opiófago inglés, 1821) y en muchos otros (por orden cronológico): Walter Scott, Samuel Taylor Coleridge, Percy B. Shelley, Mary Shelley, Honoré de Balzac, Alexandre Dumas, Gérard de Nerval, Alfred de Musset, Théophile Gautier, Charles Baudelaire, William Wilkie Collins, Jules Verne, Bram Stoker, Robert Louis Stevenson, Guy de Maupassant, Oscar Wilde, Arthur Conan Doyle, Ramón del Valle Inclán, Guillaume Apollinaire, D. H. Lawrence, Blaise Cendrars, Jean Cocteau, Aldous Huxley, Ernst Jünger, Antonin Artaud, Henri Michaux, André Malraux, Klaus Mann, Jean-Paul Sartre, Tennessee Williams, Octavio Paz, William Burroughs, Paul Bowles, Timothy Leary, Jack Kerouac, Álvaro Mutis, Allen Ginsberg, Hubert Selby Jr, Philip K. Dick, Fernando Arrabal, Françoise Sagan, Ken Kesey, Fernando Sánchez Dragó, Hunter S. Thompson, Antonio Escohotado, Stephen King, Leopoldo María Panero, Luis Alberto de Cuenca, Roberto Bolaño, Mark Leyner, Will Self, Bret Easton Ellis, Frédéric Beigbeder, James Frey etc. Más extensa sería la nómina de los escritores que, sean o no usuarios ellos mismos, toman las drogas como tema literario, en géneros que más que "visionarios" se asocian a la literatura de costumbres o de la criminalidad; o  el llamado "periodismo Gonzo", al menos en su iniciador, Hunter S. Thompson.
Más allá de las loas al vino, la embriaguez de alcohol ha sido la más generalizada de las drogadicciones de los escritores en todas las épocas; y una de sus variantes más peligrosas, el uso de la absenta, fue un lugar común entre los escritores y artistas de la bohemia parisina del siglo XIX: Victor Hugo, Arthur Rimbaud, Paul Verlaine, Charles Cros, Rubén Darío, Alfred Jarry, Fernando Pessoa, Mário de Sá-Carneiro, Ernest Hemingway (ya en la época de la lost generation), etc. Según Oscar Wilde, «tras el primer vaso, uno ve las cosas como le agradaría que fueran. Tras el segundo, uno ve las cosas que no existen. Por último, uno termina viendo las cosas como son y eso es lo más terrible que puede acontecer».

## Cine visionario
Existe alguna utilización de la expresión «cine visionario» para algunas producciones cinematográficas particularmente innovadoras, perturbadoras o de alguna manera identificadas con las demás manifestaciones de lo visionario en las artes. Aunque pueda coincidir en ciertos casos, no tiene por qué restringirse al cine experimental o al de arte y ensayo; y en otros puede convertirse en verdaderos éxitos comerciales. Algunas de ellas fueron resultado de la colaboración de Salvador Dalí (como Un perro andaluz, con Luis Buñuel -1929-, Destino, con Walt Disney -1945-, o Spellbound -Recuerda-, con Alfred Hitchcock -1945-). Otro ejemplo, bien distinto, es Ballet mécanique ("Ballet mecánico"), resultado de la colaboración entre Fernand Léger y Dudley Murphy (1924). En realidad, todo el cine primitivo (hermanos Lumière, Georges Méliès) fue en sí mismo un experimento visionario que sus contemporáneos no deslindaban del campo técnico-científico o del ilusionismo mágico y escenográfico, y solo con el paso del tiempo acabó siendo entendido como un "séptimo arte"; aunque siempre ha mantenido una estrecha relación con el mundo de la fantasía (la fantasmagoría, la ensoñación) los sueños y el soñar despierto.

El cine es un sueño dirigido.
Luis Buñuel.

Entre los directores que han sido calificados como "visionarios" en toda o parte de su filmografía están Friedrich Wilhelm Murnau, Fritz Lang, Luis Buñuel, Edgar Neville, Stanley Kubrick, Ridley Scott, David Lynch o Pierre Clémenti. También se han identificado con el término algunos artistas plásticos que se expresaron en los efectos especiales, como H. R. Giger.

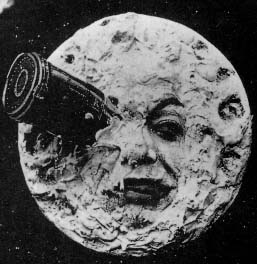
Fotograma de Viaje a la Luna (Georges Méliès, 1902).
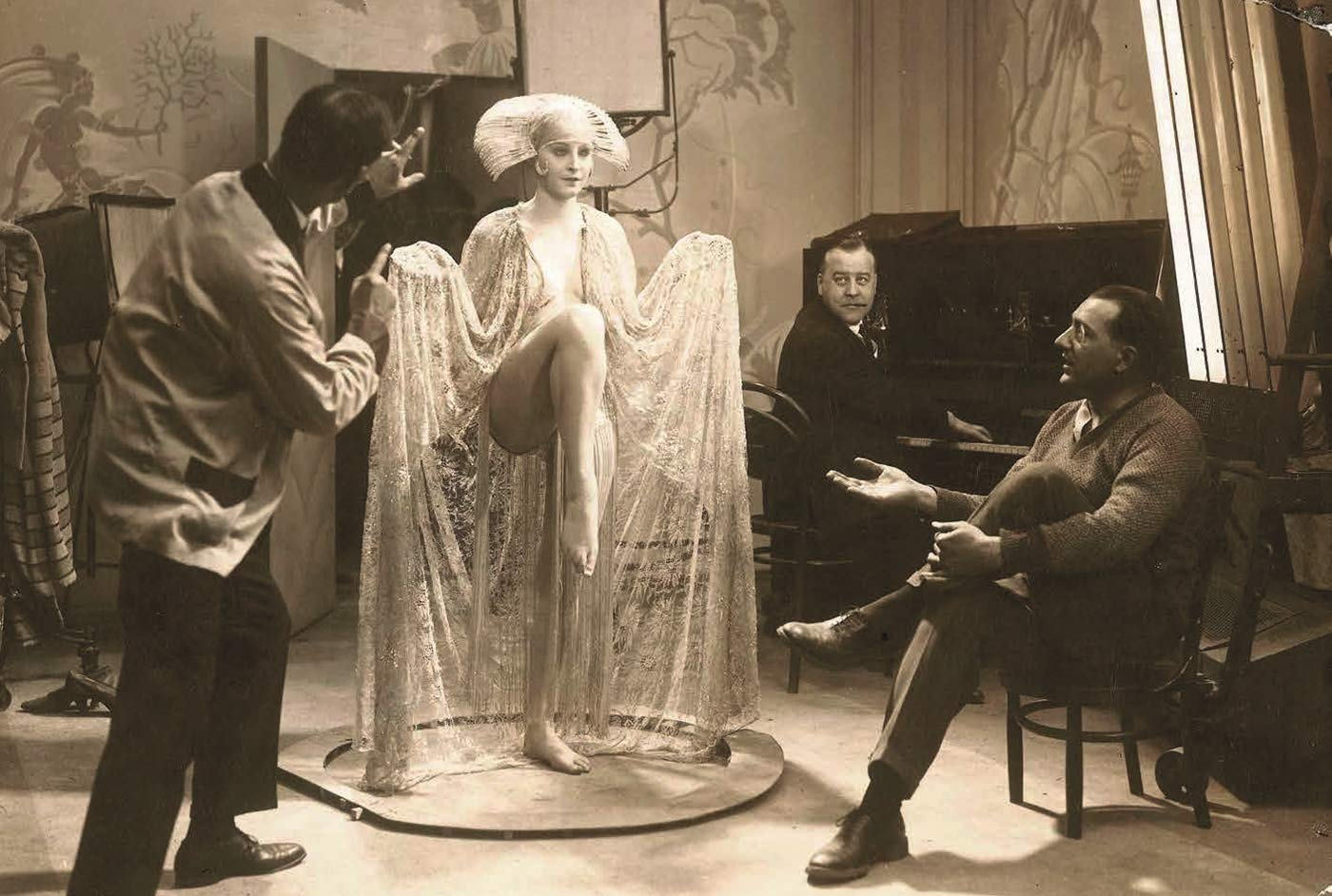
Rodaje de Metrópolis (Fritz Lang, 1927).
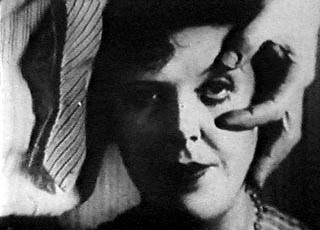
Fotograma de Un perro andaluz (Luis Buñuel, 1929).
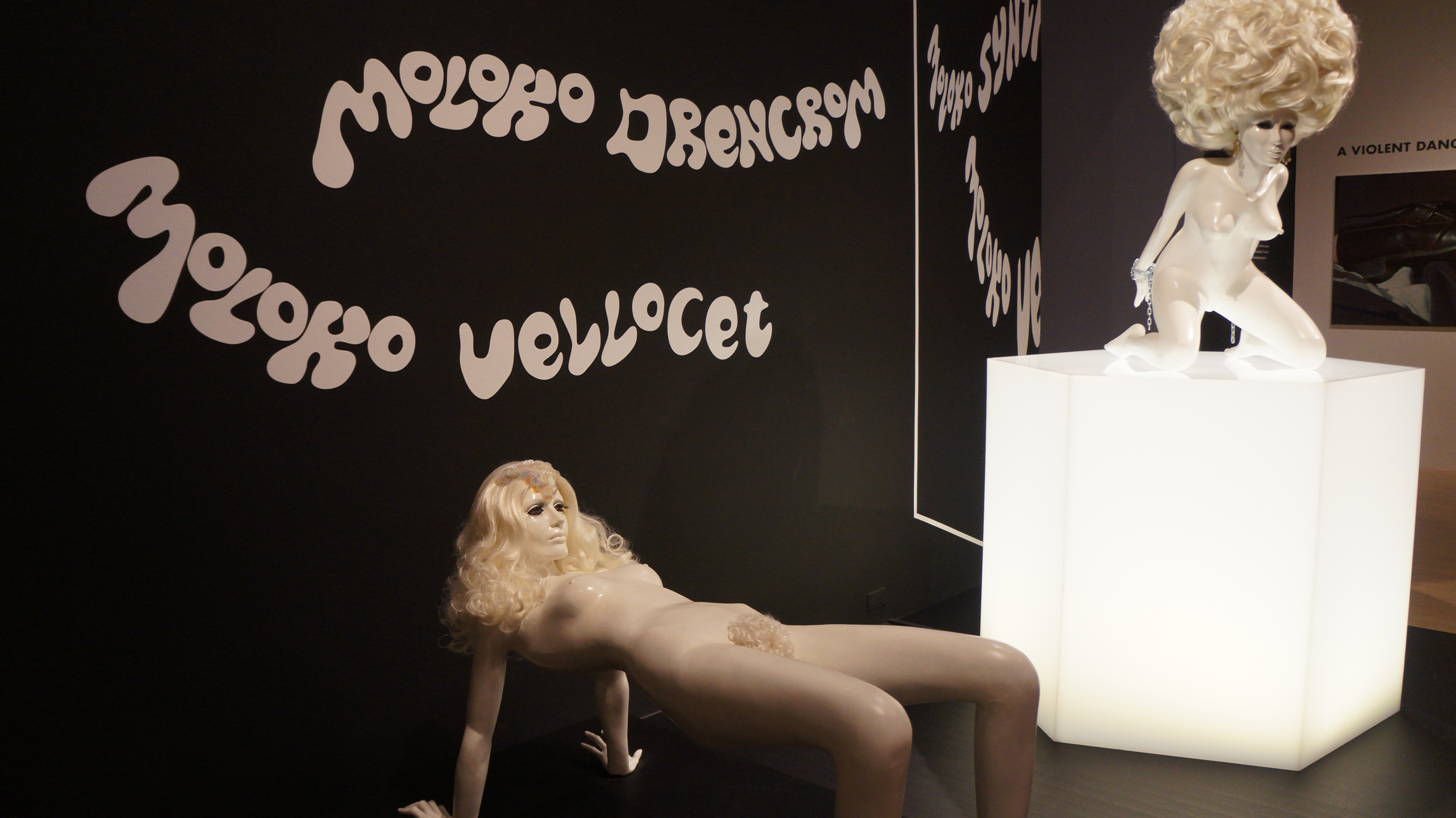
Recreación del local Moloko de La naranja mecánica (Stanley Kubrick, 1971 -adaptación de la novela de Anthony Burgess, 1962-).
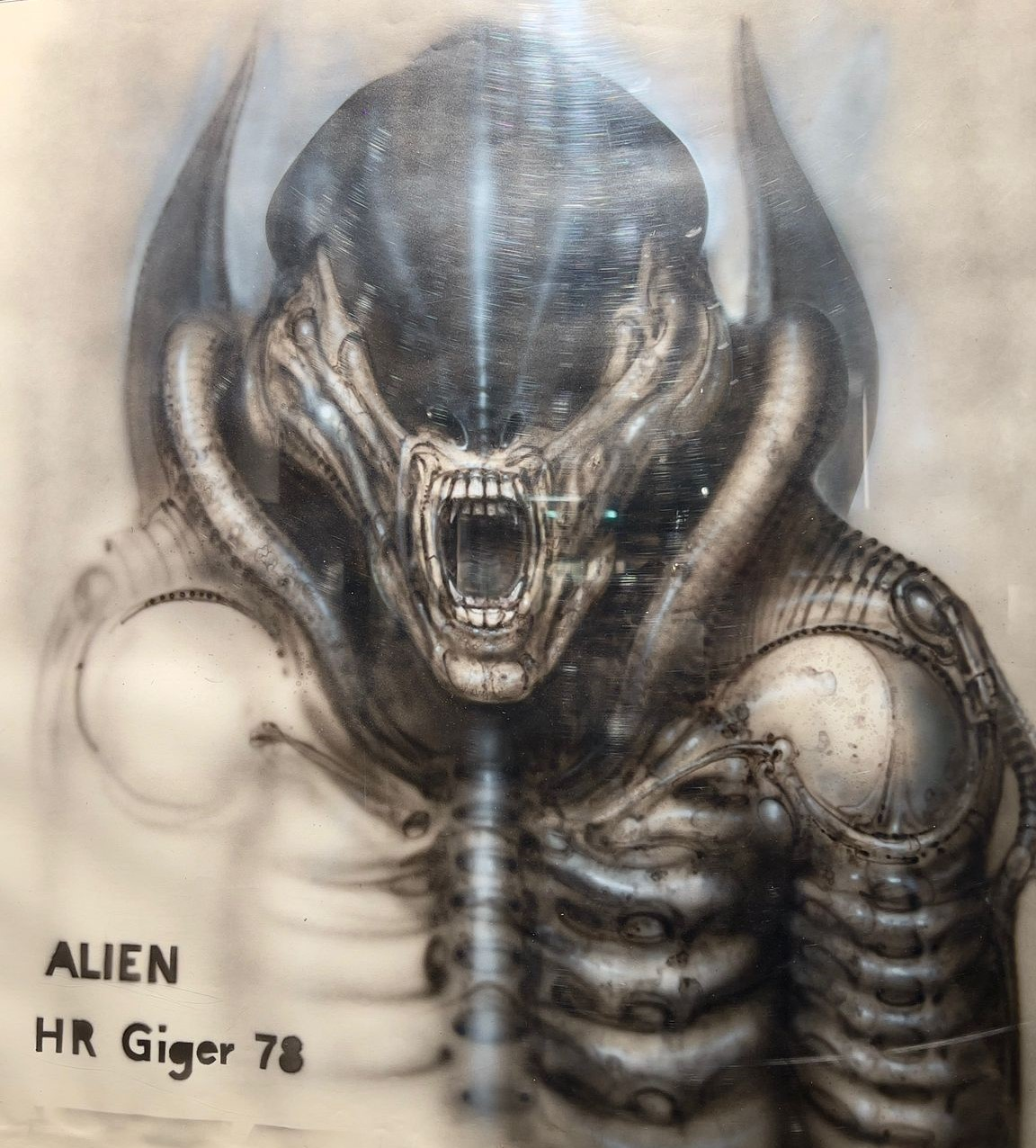
Dibujo de H. R. Giger para Alien: el octavo pasajero (Ridley Scott, 1979).

## Escuelas y organizaciones

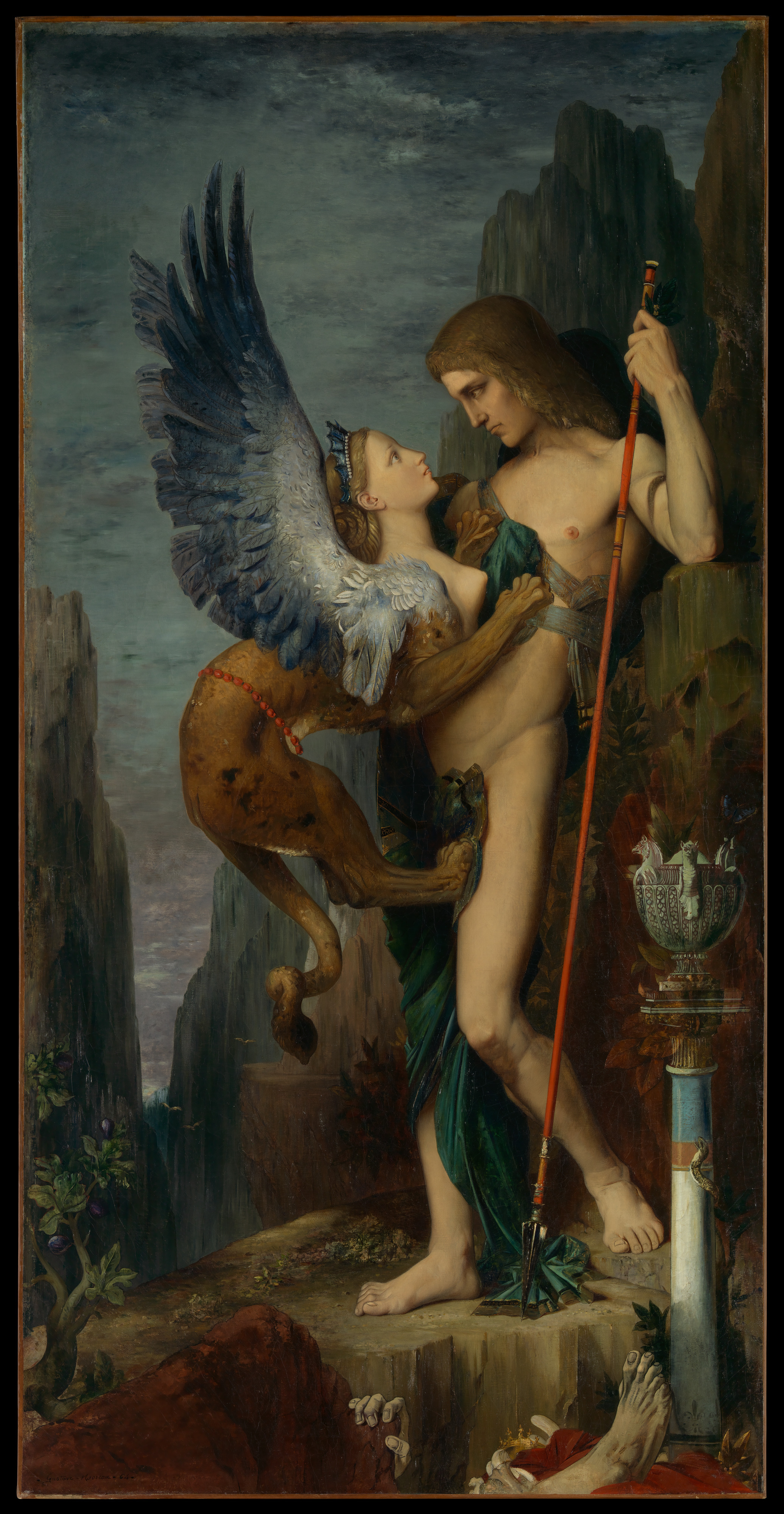
Edipo y la esfinge, de Gustave Moreau, 1864.

### Movimiento visionario
En los años 1970 se formó en París un denominado "movimiento visionario" (mouvement visionnaire) como grupo de artistas informal. Compartían referencias artísticas similares y trabajaban y exponían en los mismos espacios. Su técnica más usual de expresión fue el grabado. Michel Random teorizó el movimiento, identificó a sus componentes (Hélène Csech, Dado, Érik Desmazières, Yves Doaré, François Houtin, Étienne Lodého, François Lunven, Philippe Mohlitz, Jacques Le Maréchal, Mordecaï Moreh, Jean-Pierre Velly, etc.) y acuñó su denominación en su obra L'Art visionnaire, inicialmente una película documental (1976), que posteriormente se prolongó en una obra literaria con una primera edición de 1979 y una segunda de 1991.

### Realismo fantástico
Con la etiqueta de "realismo fantástico" se identifica un movimiento del que se considera representante al artista polaco autodidacta Zdzisław Beksiński.

#### Escuela de Viena del realismo fantástico
La Escuela de Viena del realismo fantástico (Wiener Schule des Phantastischen Realismus), que incluye a Ernst Fuchs y Arik Brauer, deben también ser consideradas un catalizador técnico y filosófico importante en su influencia fuerte sobre la cultura visionaria contemporánea. Puede también ser considerado su versión europea, con sus nombres intercambiados.[cita requerida]

### Sociedad para el arte de la imaginación
La Sociedad para el arte de la imaginación (Society for Art of Imagination -AOI-), fundada en 1961 por Brigid Marlin y un grupo de artistas del grupo Inscape, sirve como un portal importante para los acontecimientos del arte visionario.[cita requerida]

### Otras
Más recientemente, una nueva ola de artistas visionarios colabora en "cooperativas modernas" involucradas en publicaciones propias y promoción de "artistas visionarios" a través de internet y por medio de festivales como Burning Man y Boom Festival; y en espacios como Templo de las Visiones, Tribu 13, Synergenesis y el Movimiento de Arte de Interdimensional.[cita requerida]

## Arte fantástico y arte onírico
Existe algún uso de denominaciones similares como "arte fantástico" y "arte onírico" (o "arte de los sueños"). De muy laxa definición, se cita entre ellos incluso las ilustraciones para la literatura fantástica o los paisajes imaginarios del Renacimiento alemán (Weltlandschaft). 

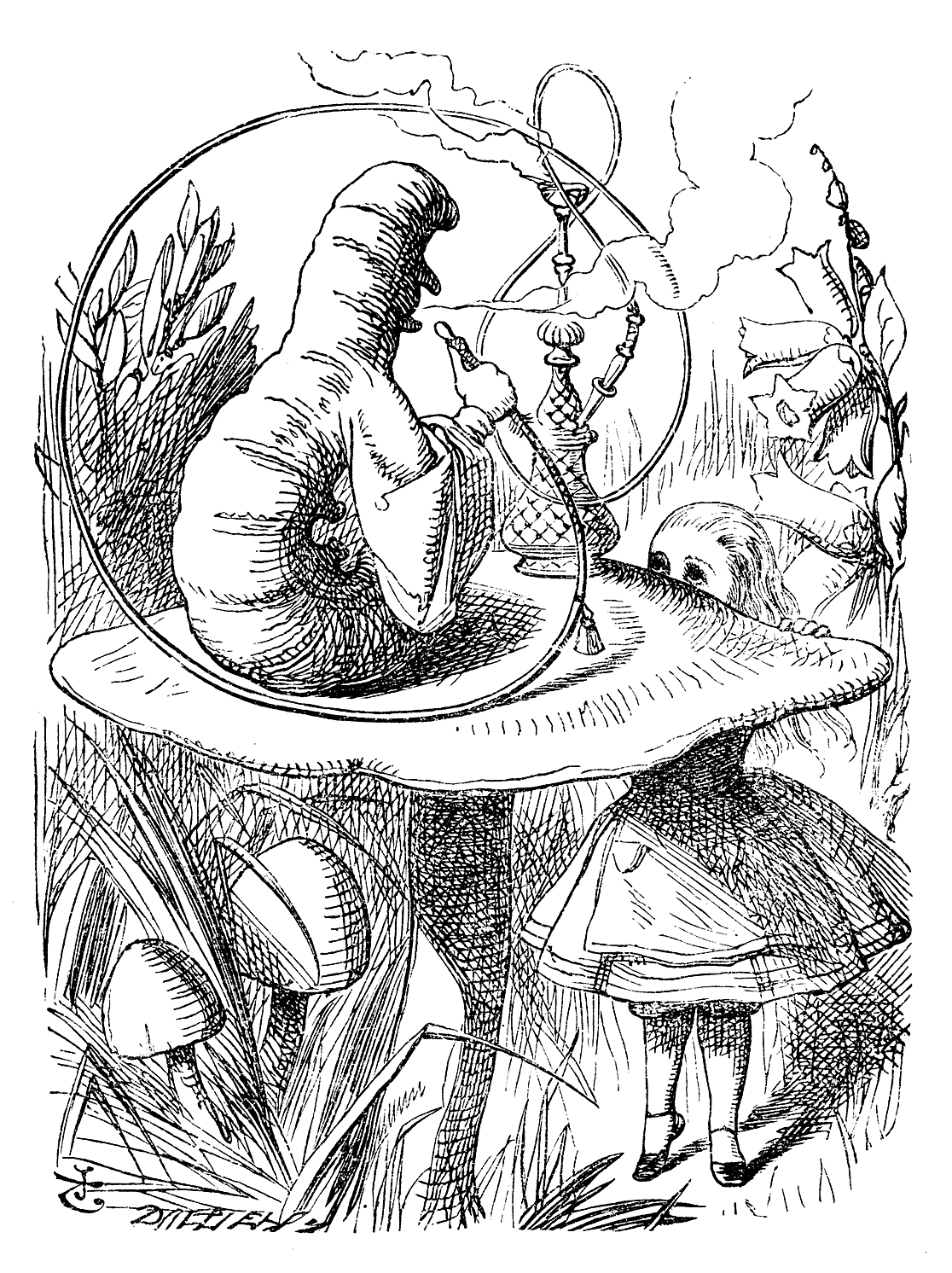
Ilustración de John Tenniel para la primera edición de Alice's Adventures in Wonderland, 1865.
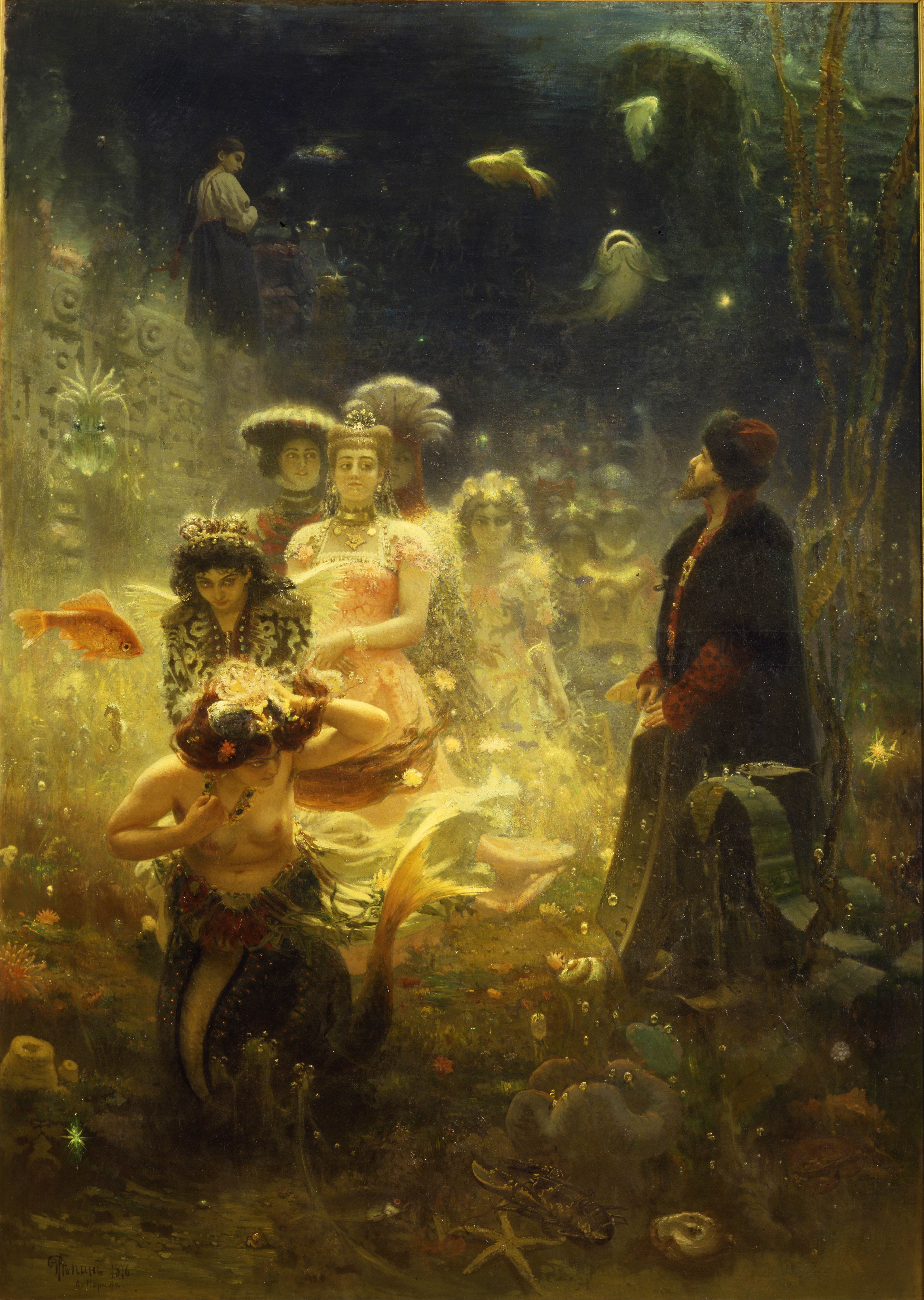
Sadko en el reino subacuático, de Ilya Repin, 1876.
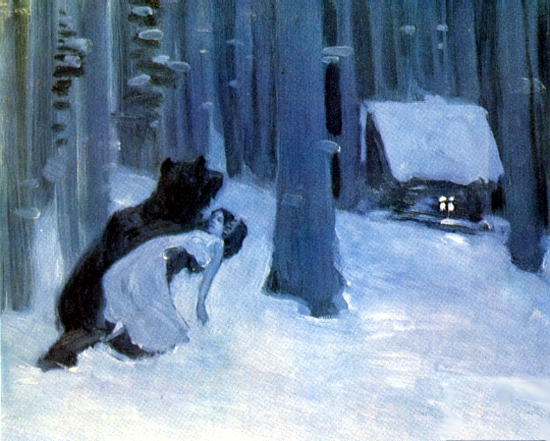
Ilustración de Konstantín Korovin para "el sueño de Tatiana" en Eugenio Onegin, 1899.
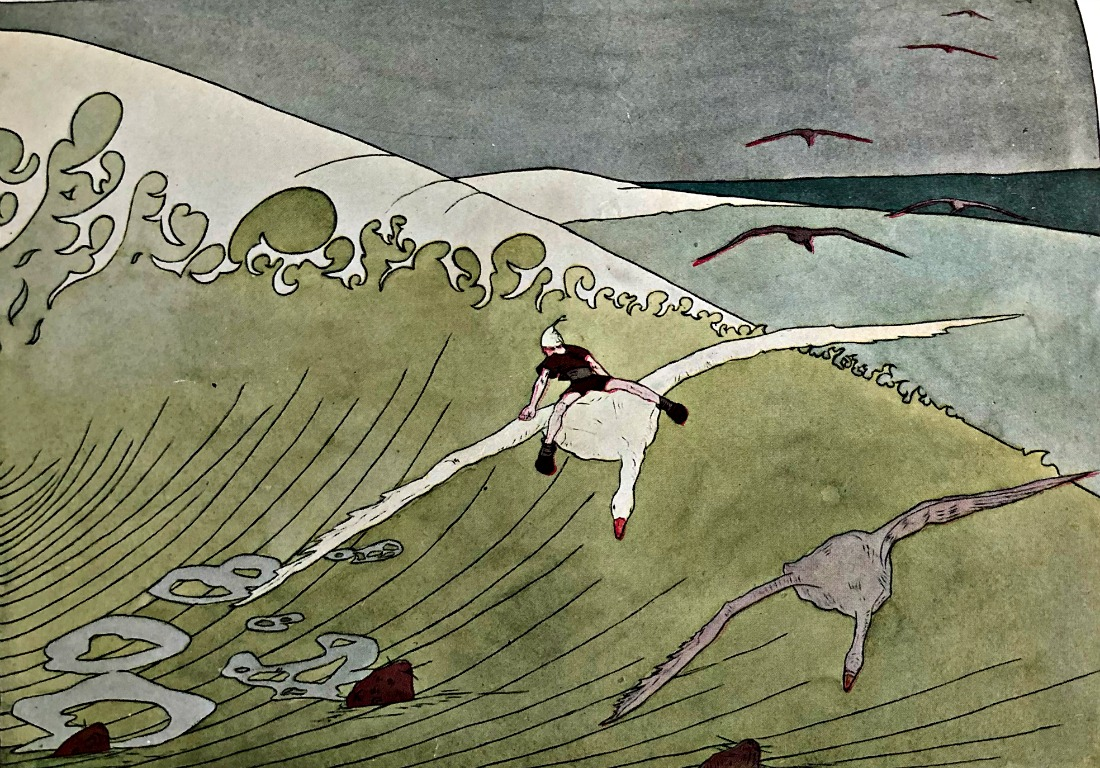
Ilustración de Mary Hamilton Frye para Las aventuras de Nils, 1907.
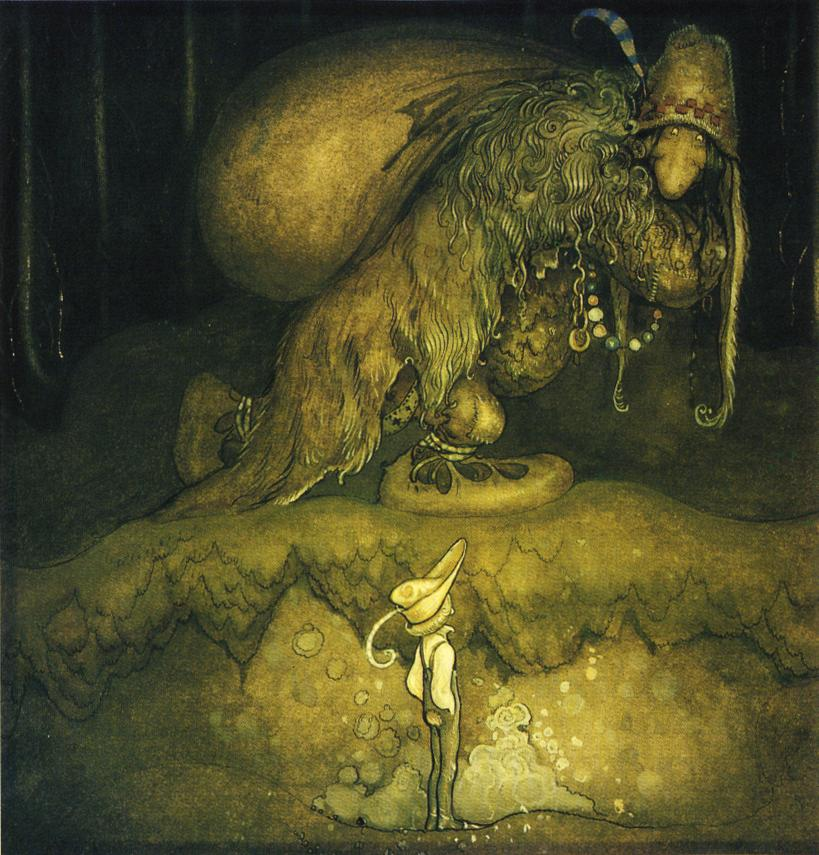
Ilustración de John Bauer para The boy and the trolls, 1915.

### Los sueños en el arte

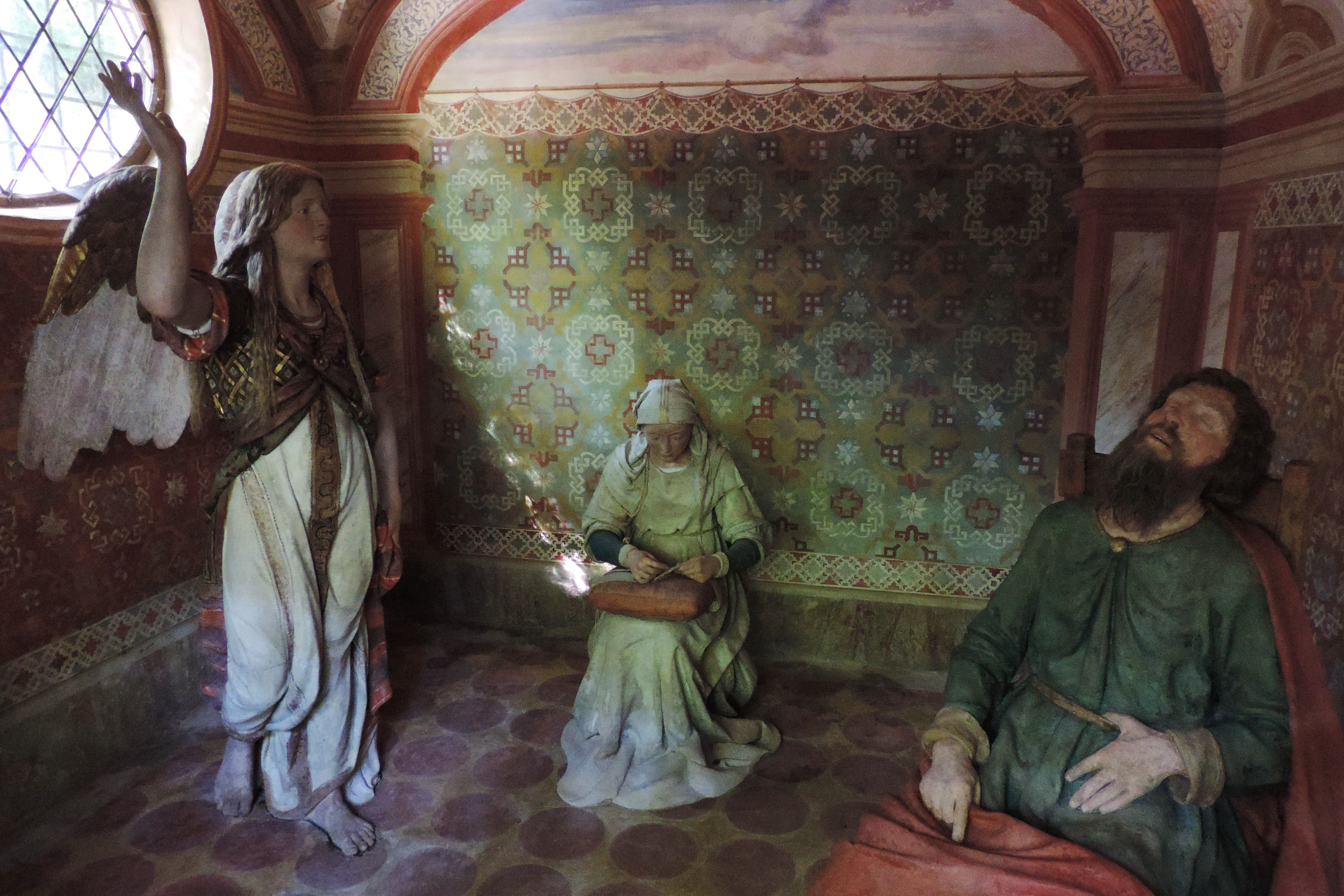
Poco frecuente en escultura, en la capilla cuarta del Sacro Monte de Varallo Sesia se representa el sueño de San José.

La representación de sueños en el arte cristiano se ha dado con motivos basados en la Biblia o en tradiciones (como el sueño de Abraham, el sueño de Jacob, el sueño del faraón, el sueño de Salomón, el sueño de Elías, el sueño de Nabucodonosor, el sueño de los Reyes Magos, el sueño de San José, el sueño de Constantino, el sueño de Santa Elena, el sueño del patricio Juan, el sueño de Santa Úrsula, el sueño del papa Sergio, el sueño de Santa Catalina de Alejandría -y otros desposorios místicos-, etc.) De un modo similar, la pintura mitológica representó escenas de sueño en su ámbito temático. La inclusión de ángeles, nimbos luminosos o símbolos (que puedan entenderse como elementos iconográficos apropiados) suele indicar que en una parte de la escena se representa un sueño. A partir de la pintura del Renacimiento el recurso más utilizado para ello es la difuminación de los contornos, la presencia de un vapor o de nubes (que pueden separar planos como en el rompimiento de gloria).

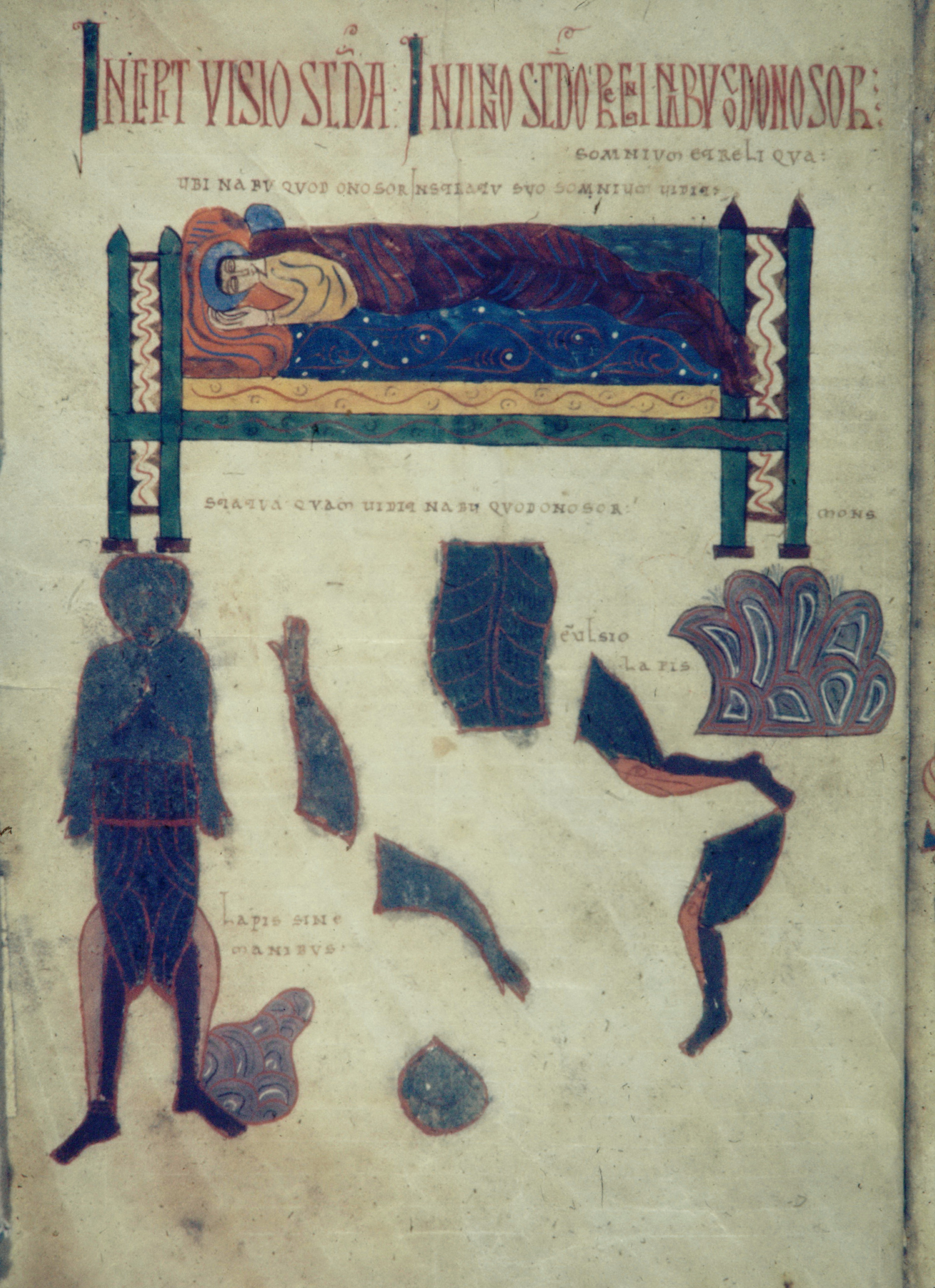
El sueño de Nabucodonosor en el beato de Valcavado, 970.
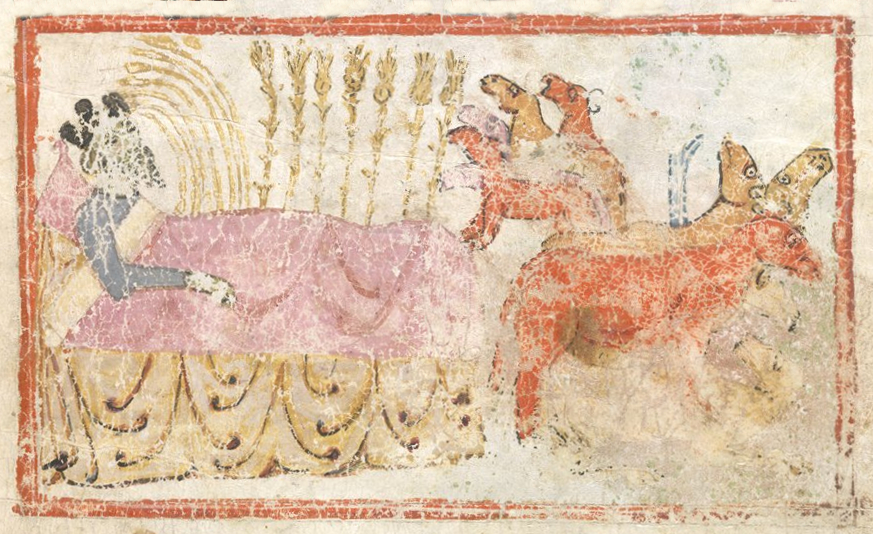
El sueño del faraón, ilustración del Hagadá para Pesaj, manuscrito hebreo del siglo XIV.
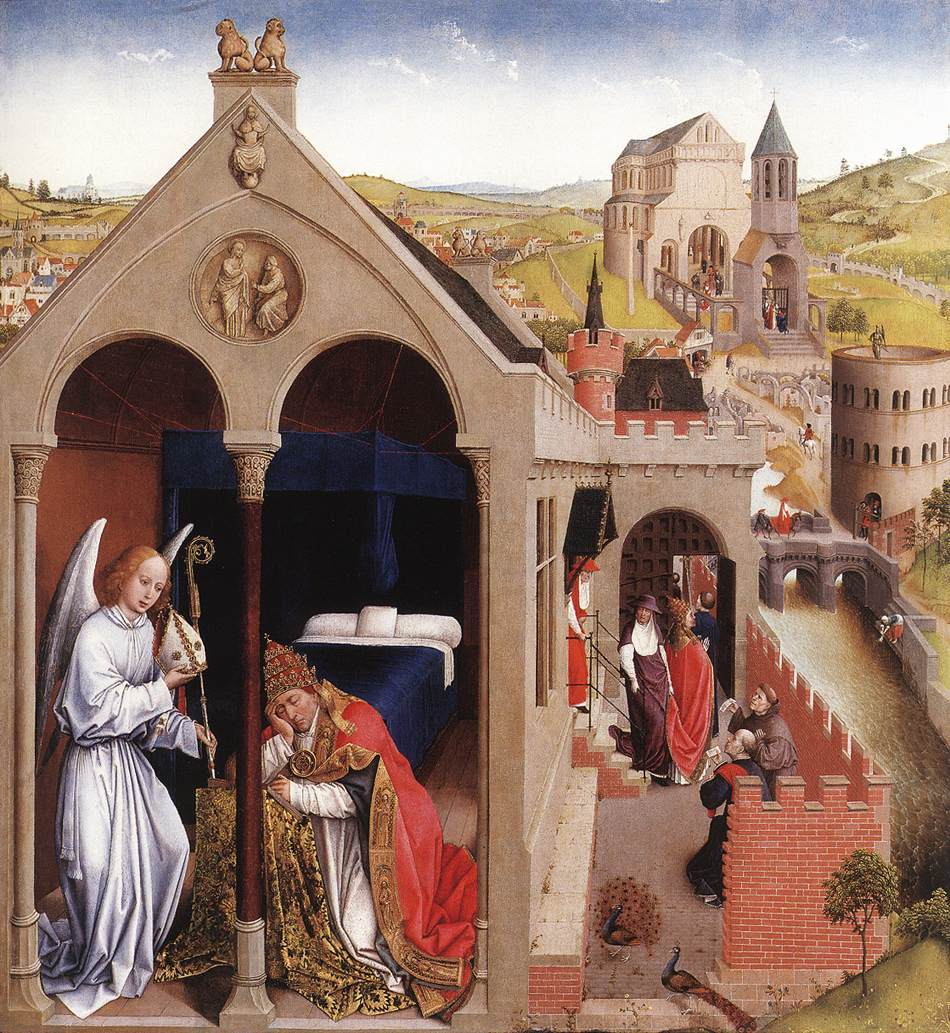
El sueño del papa Sergio, de Rogier van der Weyden , ca. 1437-1440.
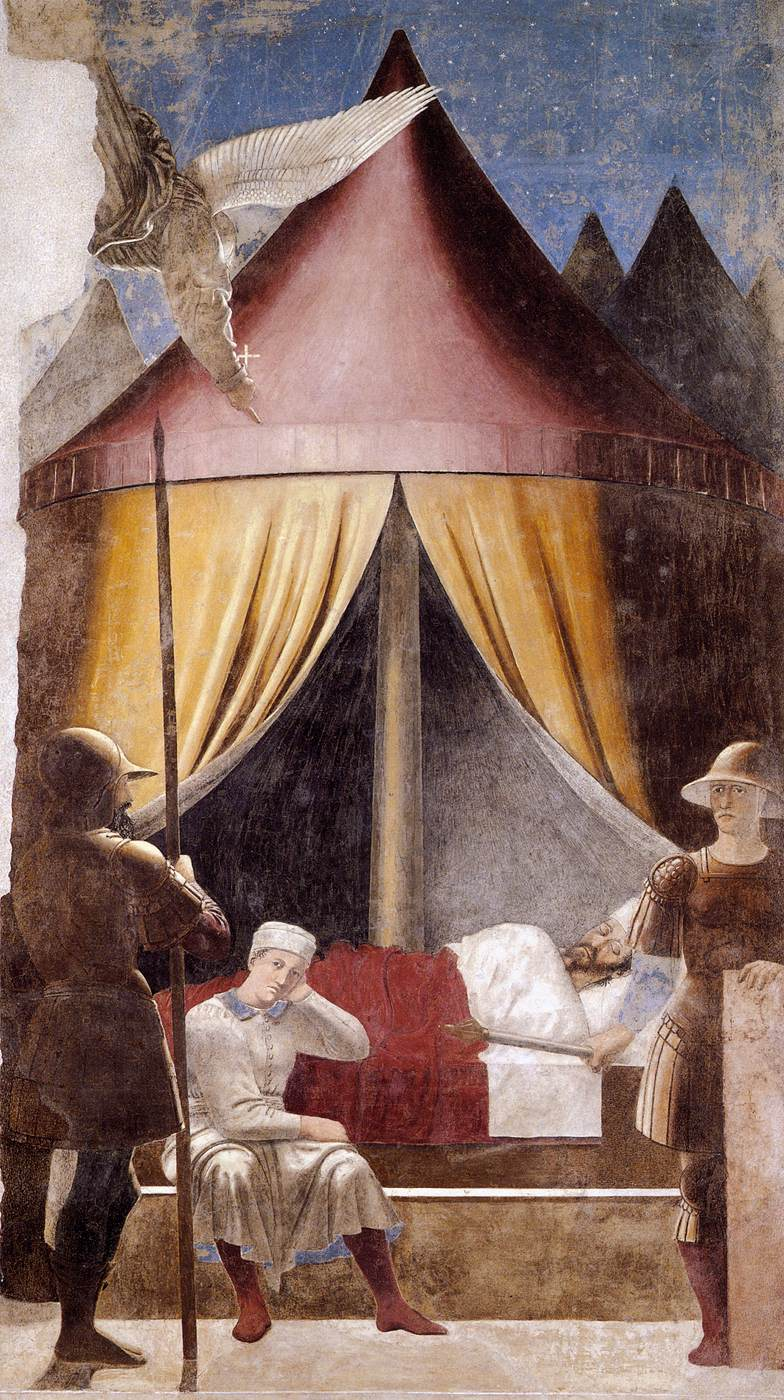
El sueño de Constantino, de Piero della Francesca, ca. 1452-1466.
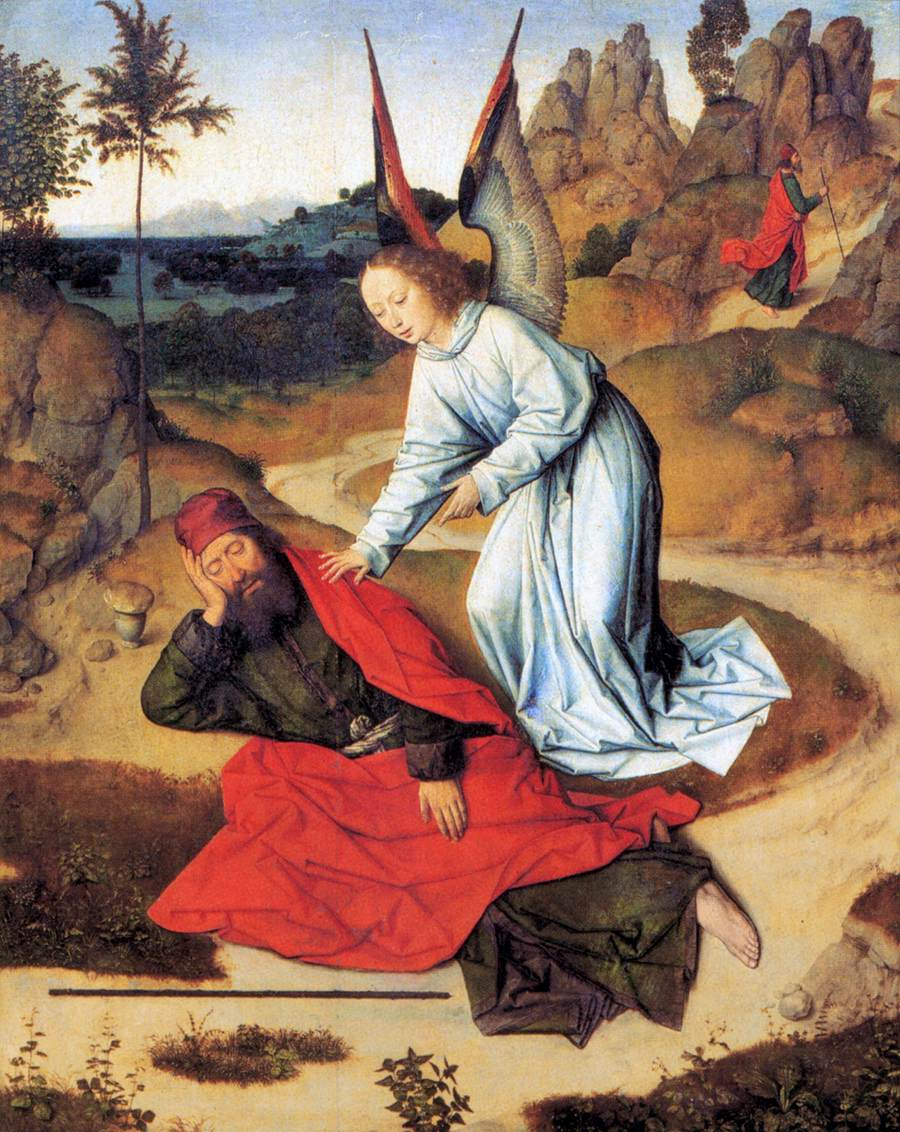
El sueño de Elías o Elías despertado por un ángel, de Dieric Bouts, ca. 1464-1468.
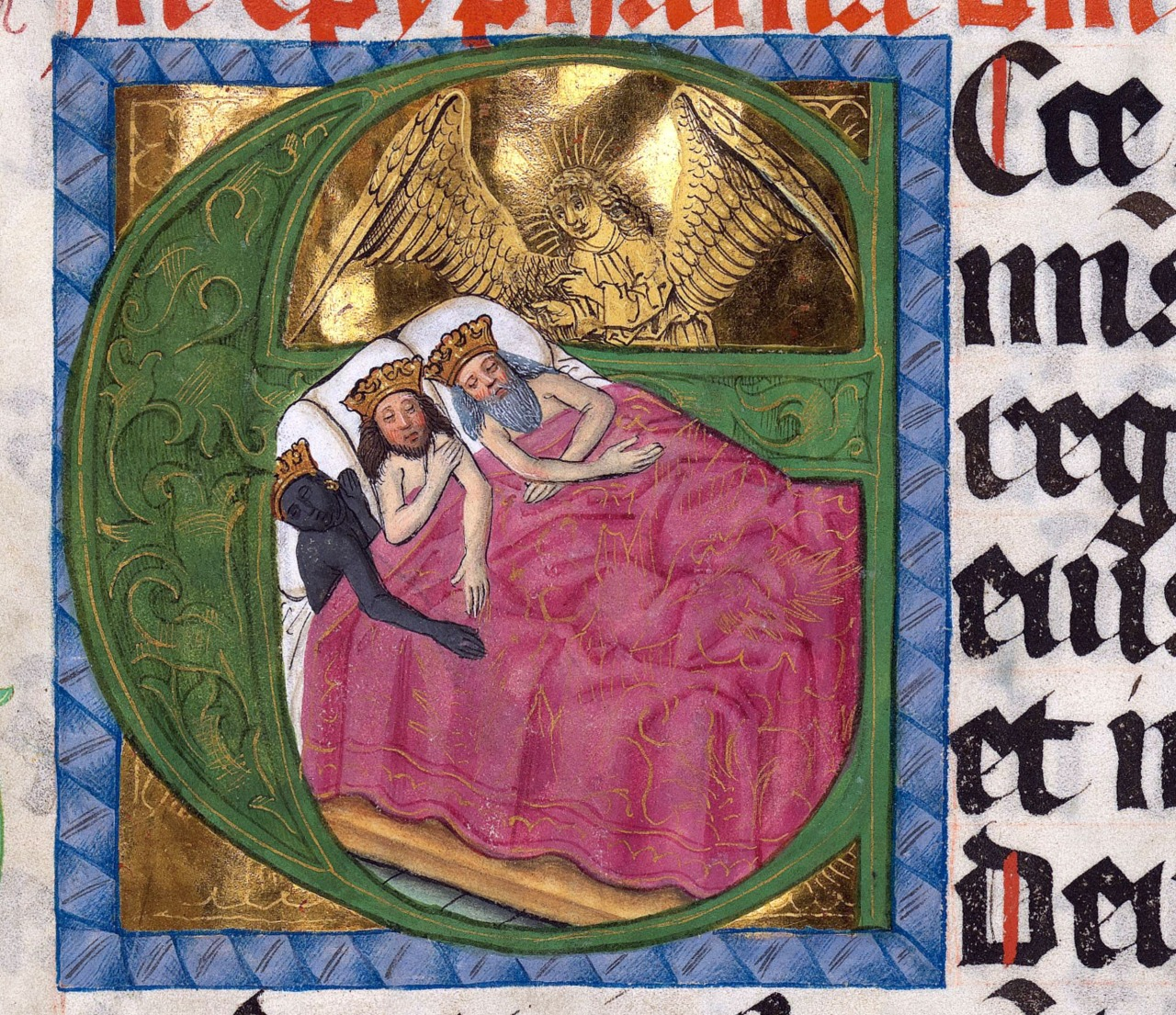
El sueño de los Reyes Magos en una ilustración del Misal de Salzburgo, ca. 1478-1489.
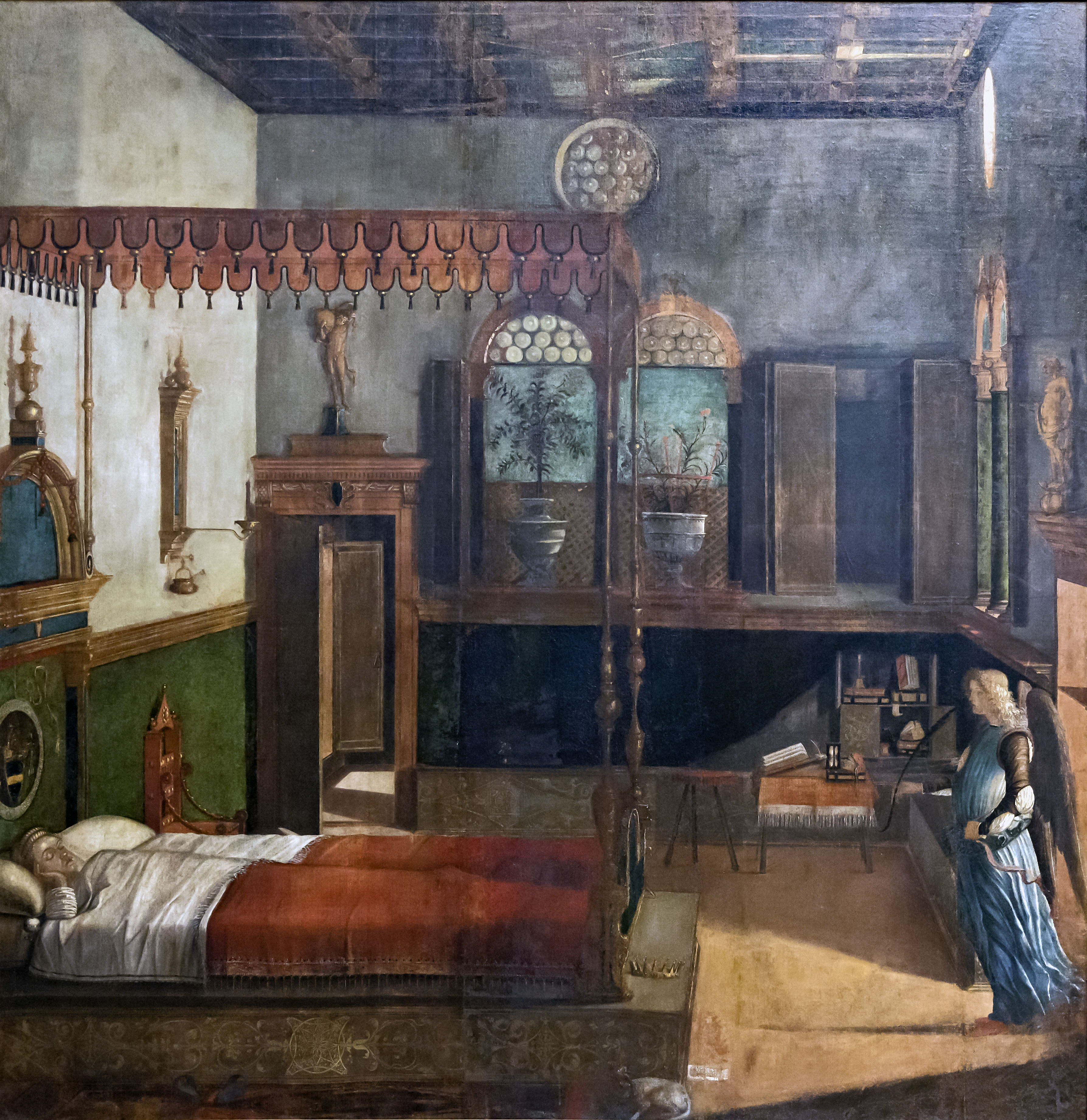
Sueño de Santa Úrsula, de Vittore Carpaccio, 1495.
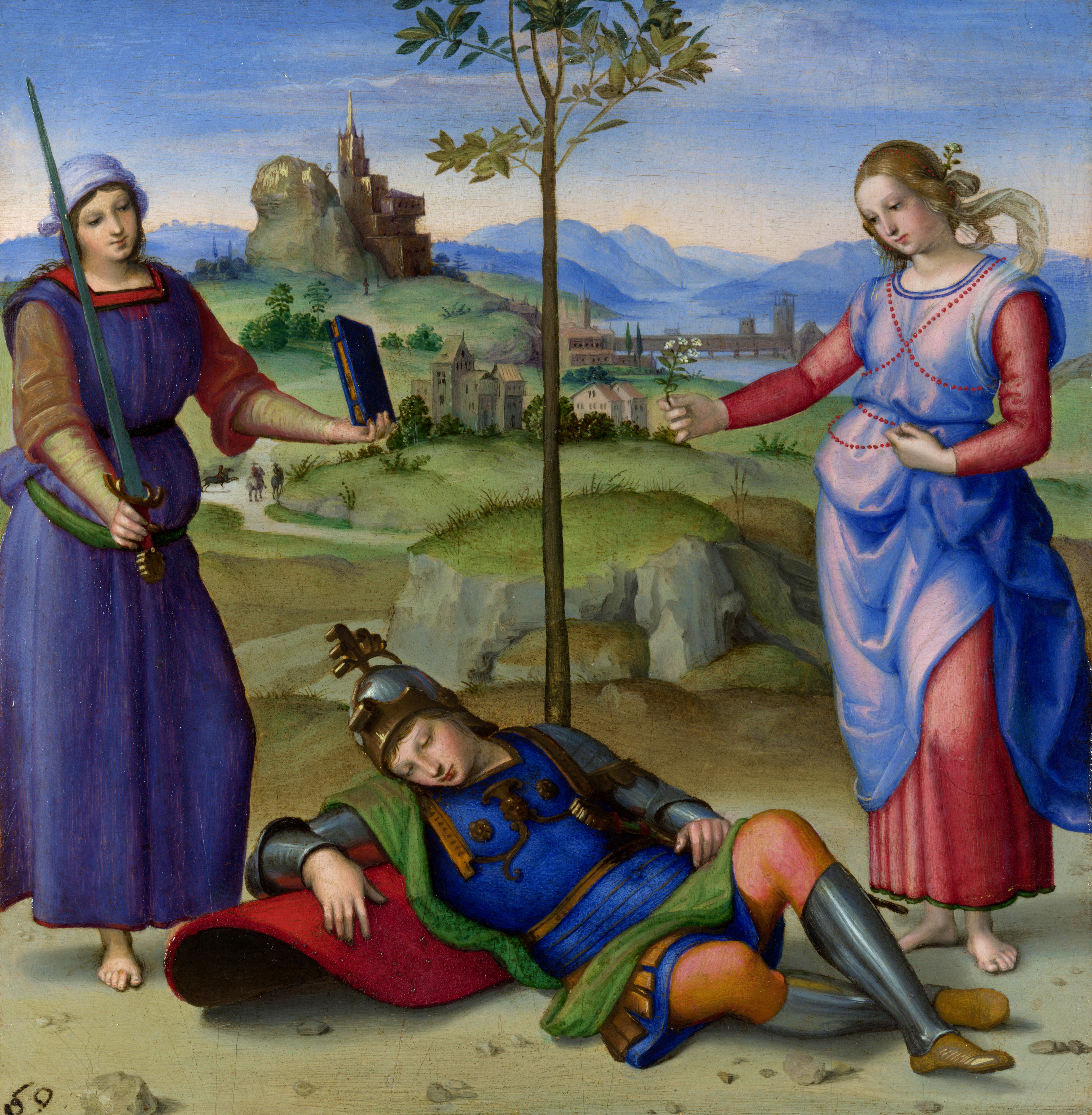
El sueño del caballero, de Rafael Sanzio, ca. 1504-1505.
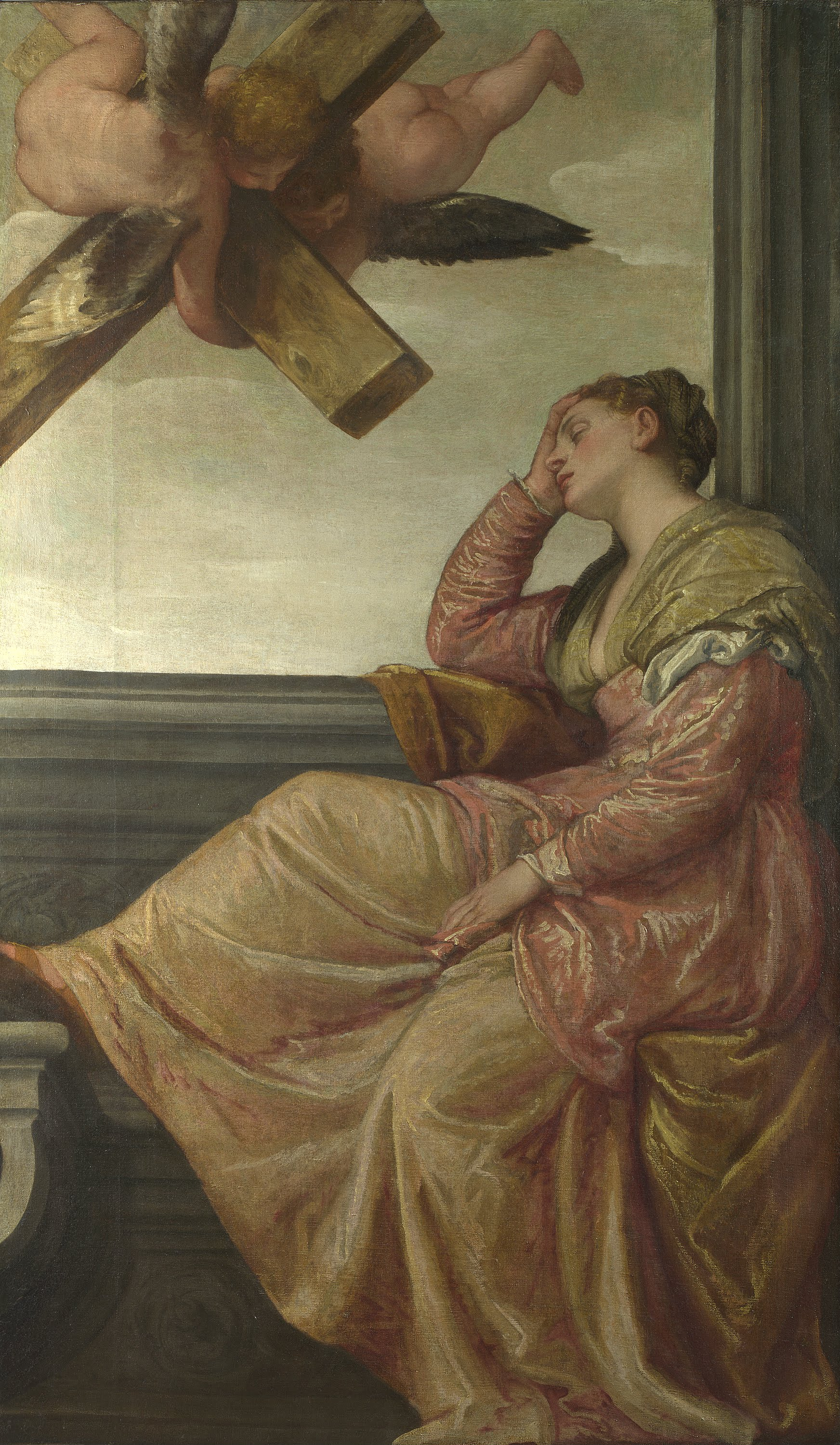
Sueño de Santa Elena, de Veronés, ca. 1570-1580.
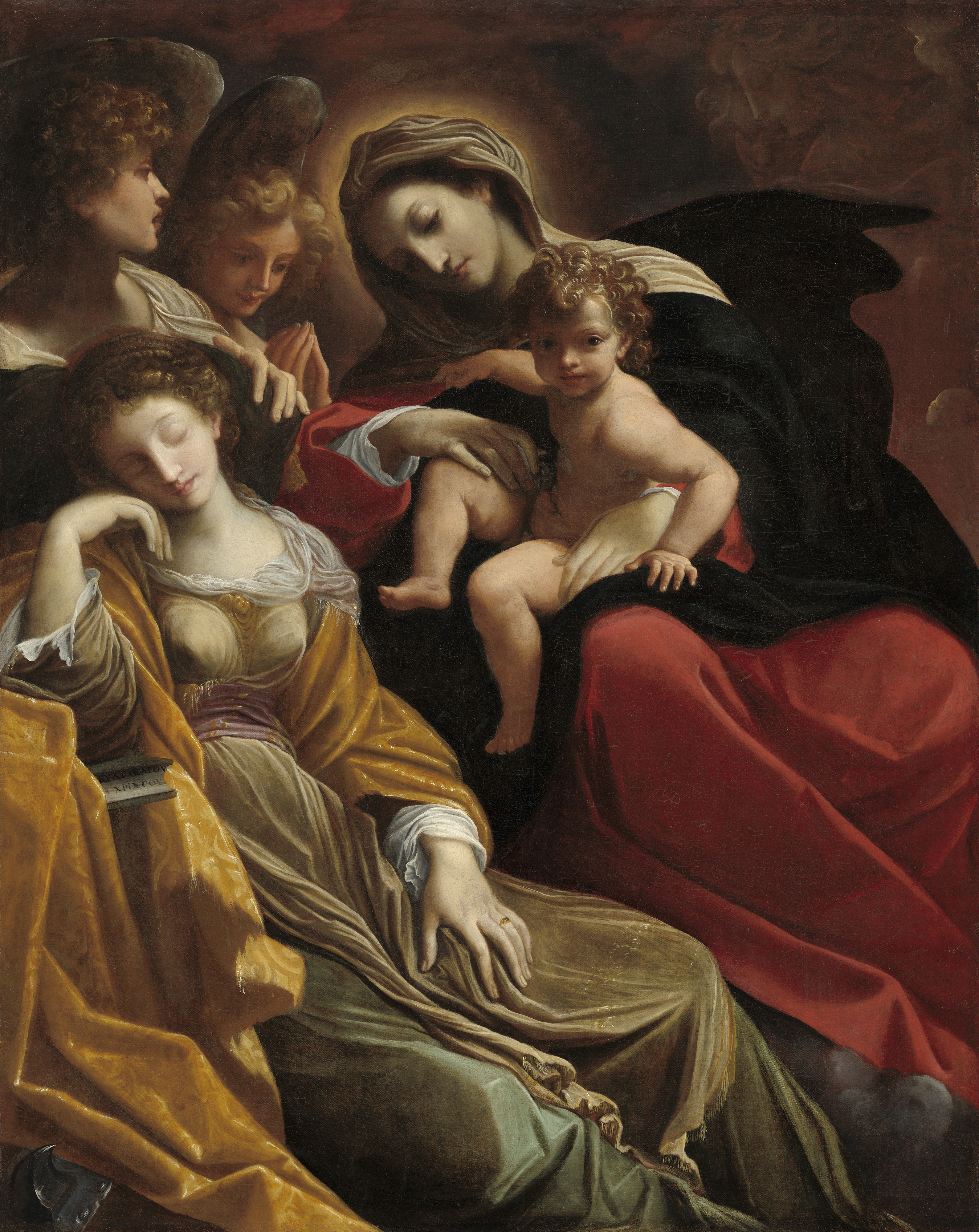
El sueño de Santa Catalina de Alejandría, de Lodovico Carracci, ca. 1593.
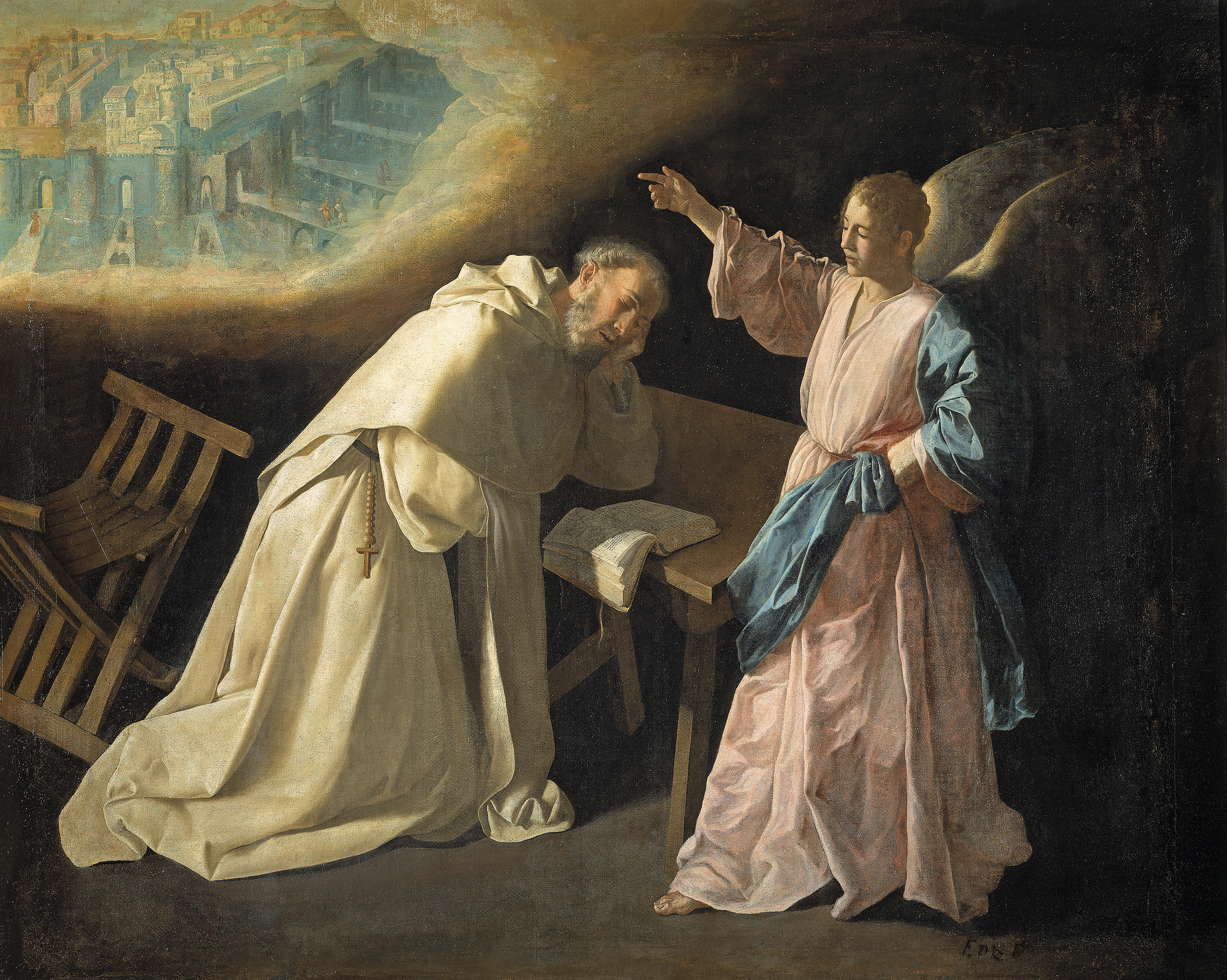
Visión de San Pedro Nolasco, de Francisco de Zurbarán, 1629.
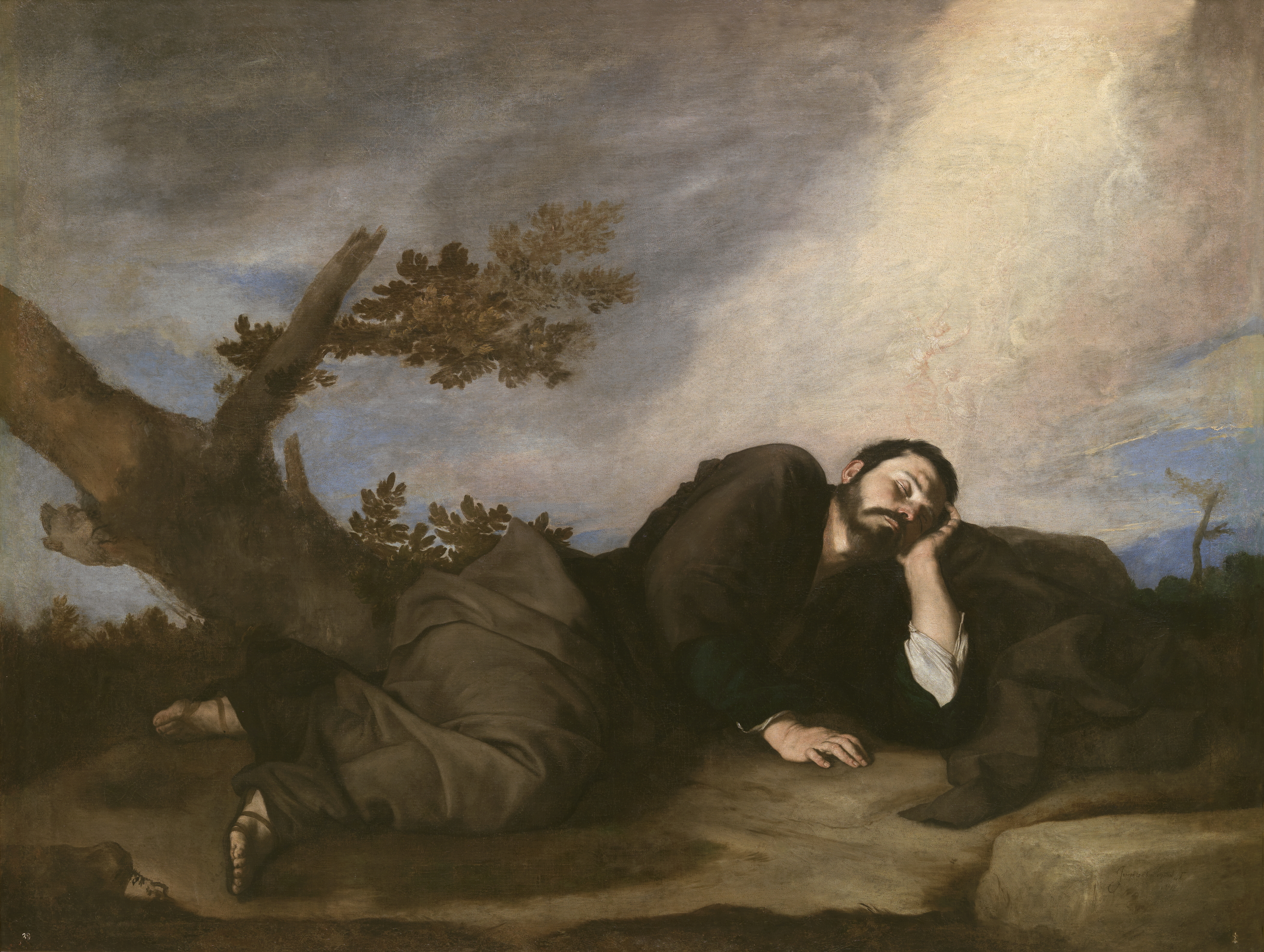
El sueño de Jacob, de José de Ribera, 1639.
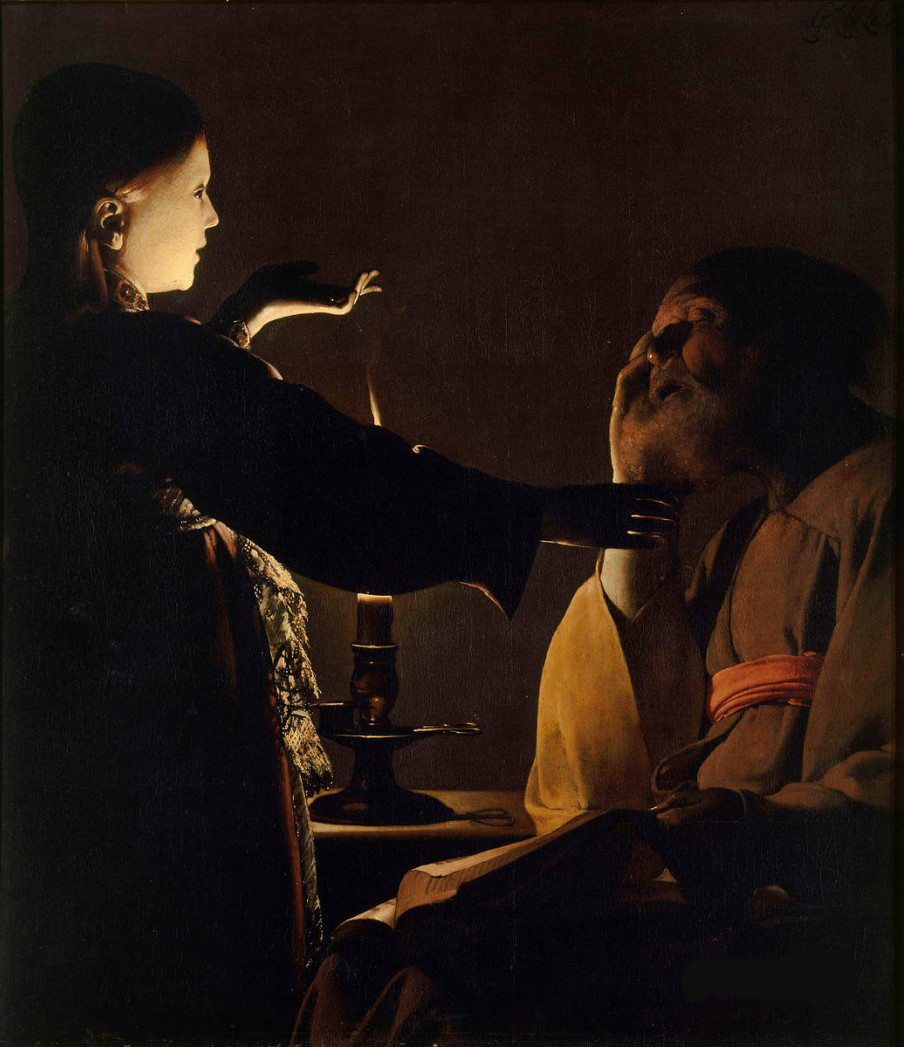
El sueño de San José, de Georges de La Tour, ca. 1640.
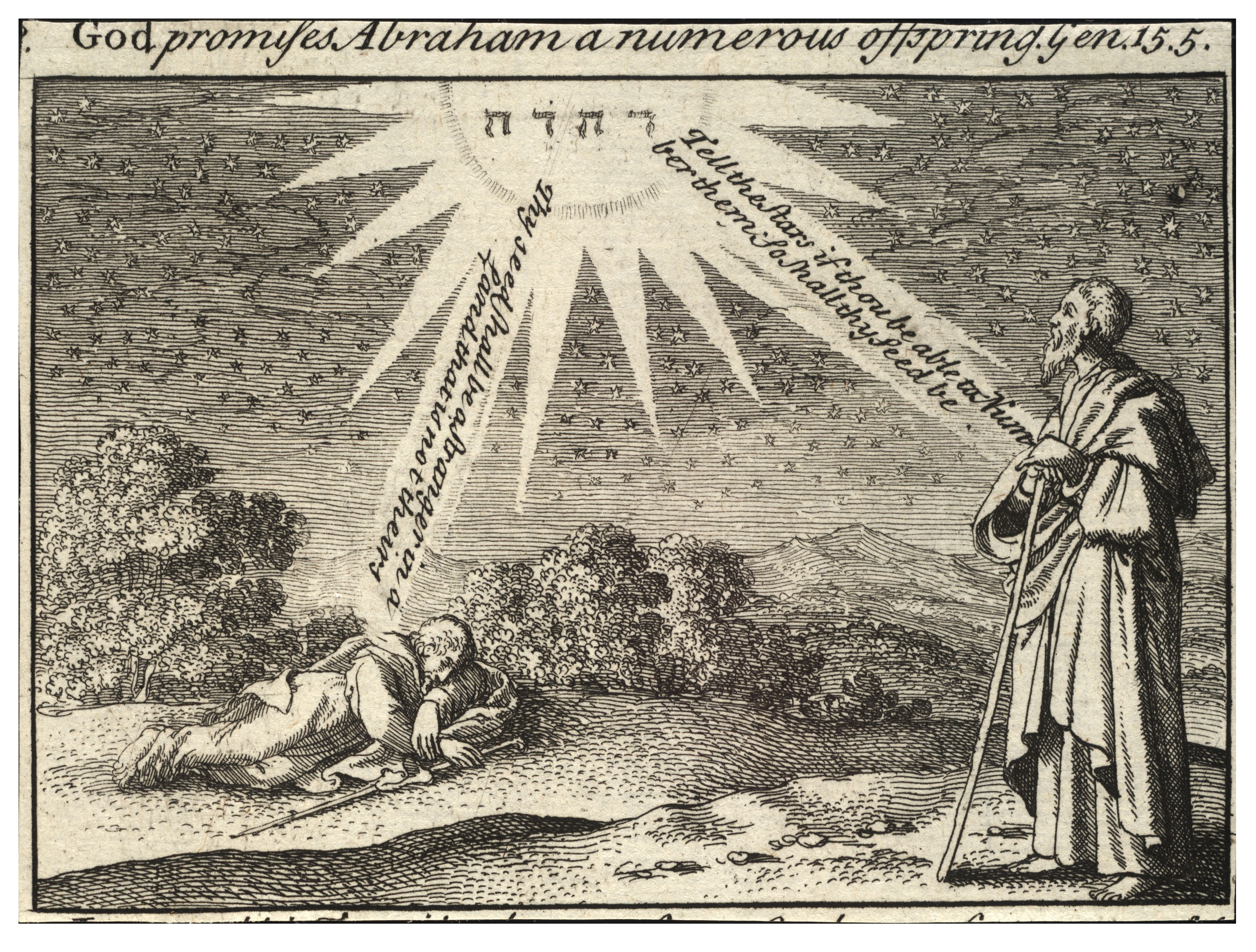
El sueño de Abraham en una ilustración de la Biblia de Wenceslas Hollar, siglo XVII.
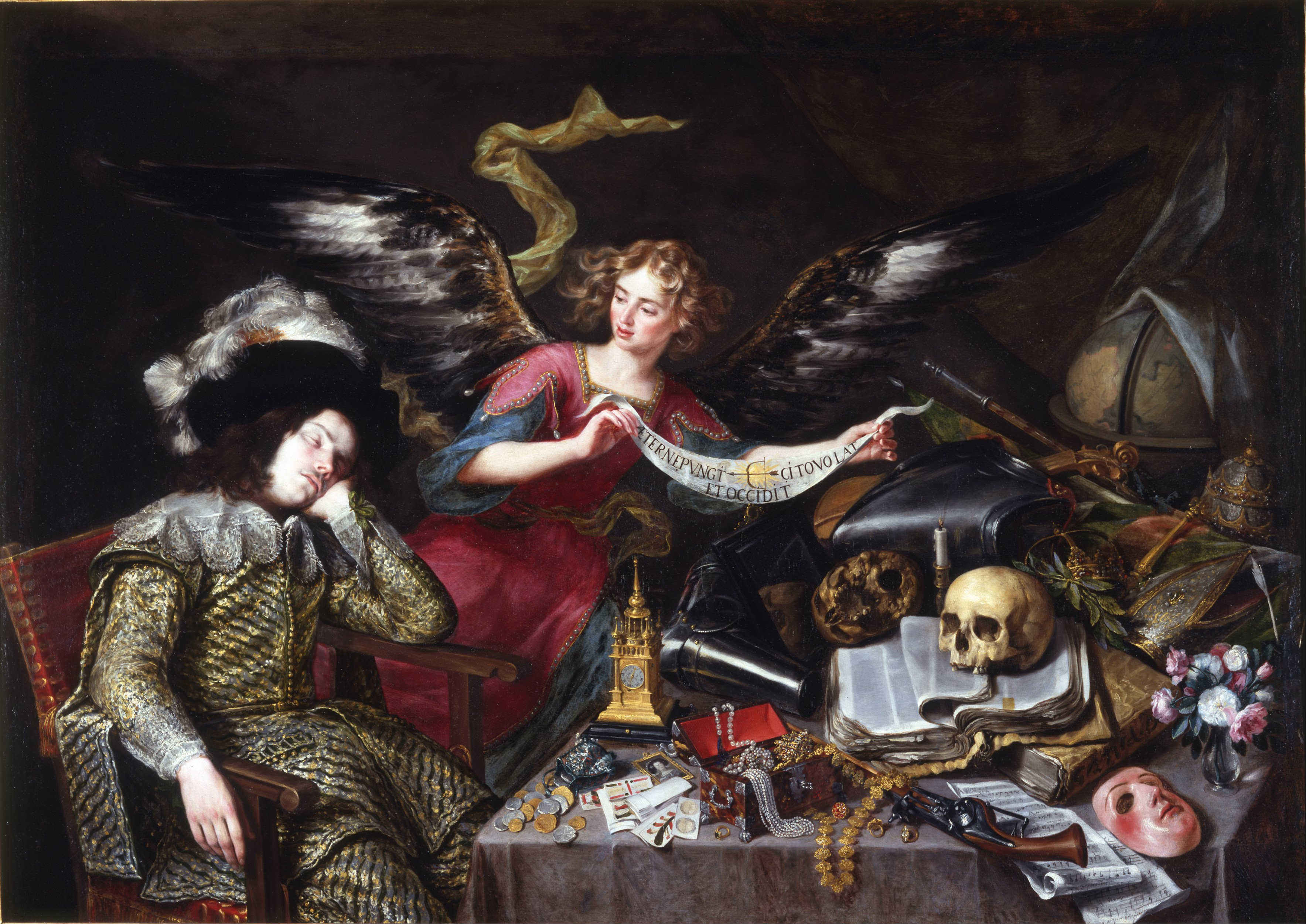
El sueño del caballero, de Antonio de Pereda, ca. 1650-1660.
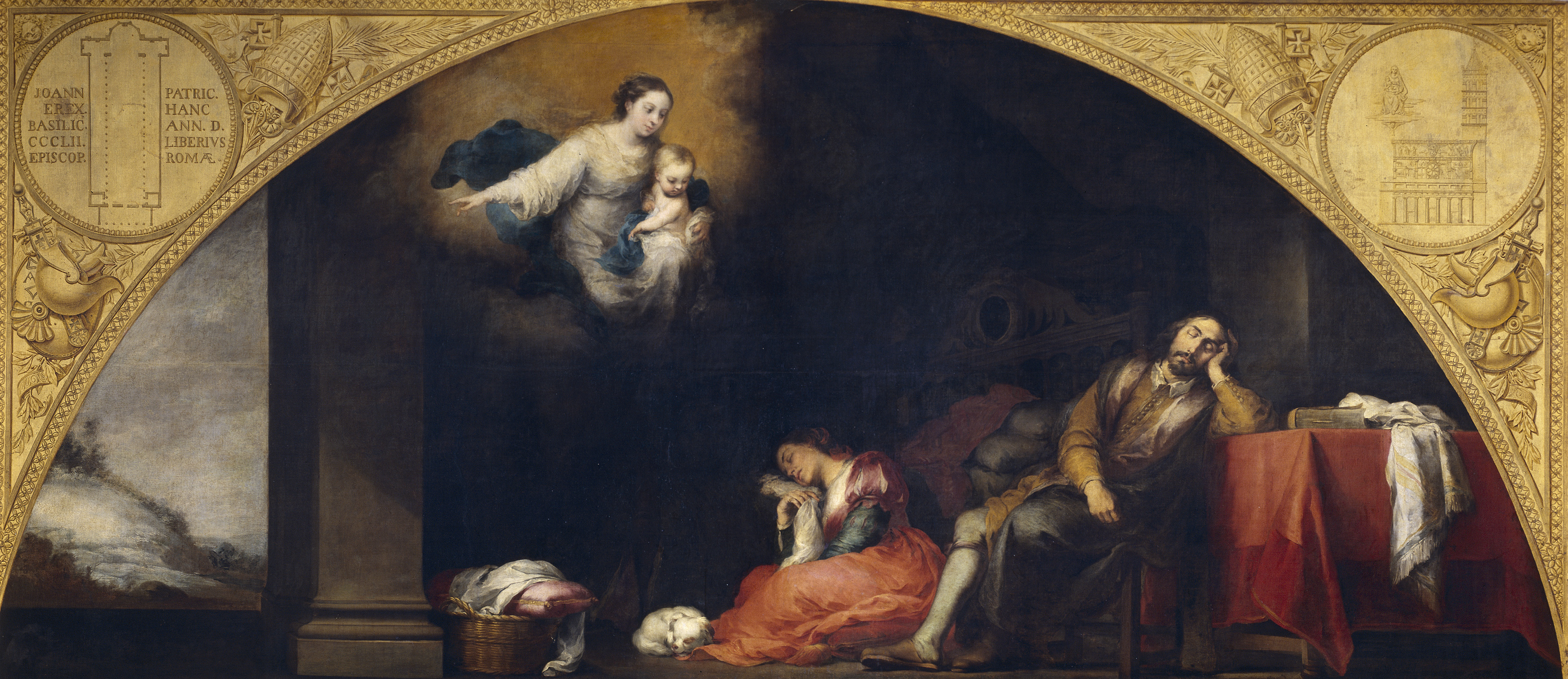
El sueño del patricio Juan, de Murillo, ca. 1664.
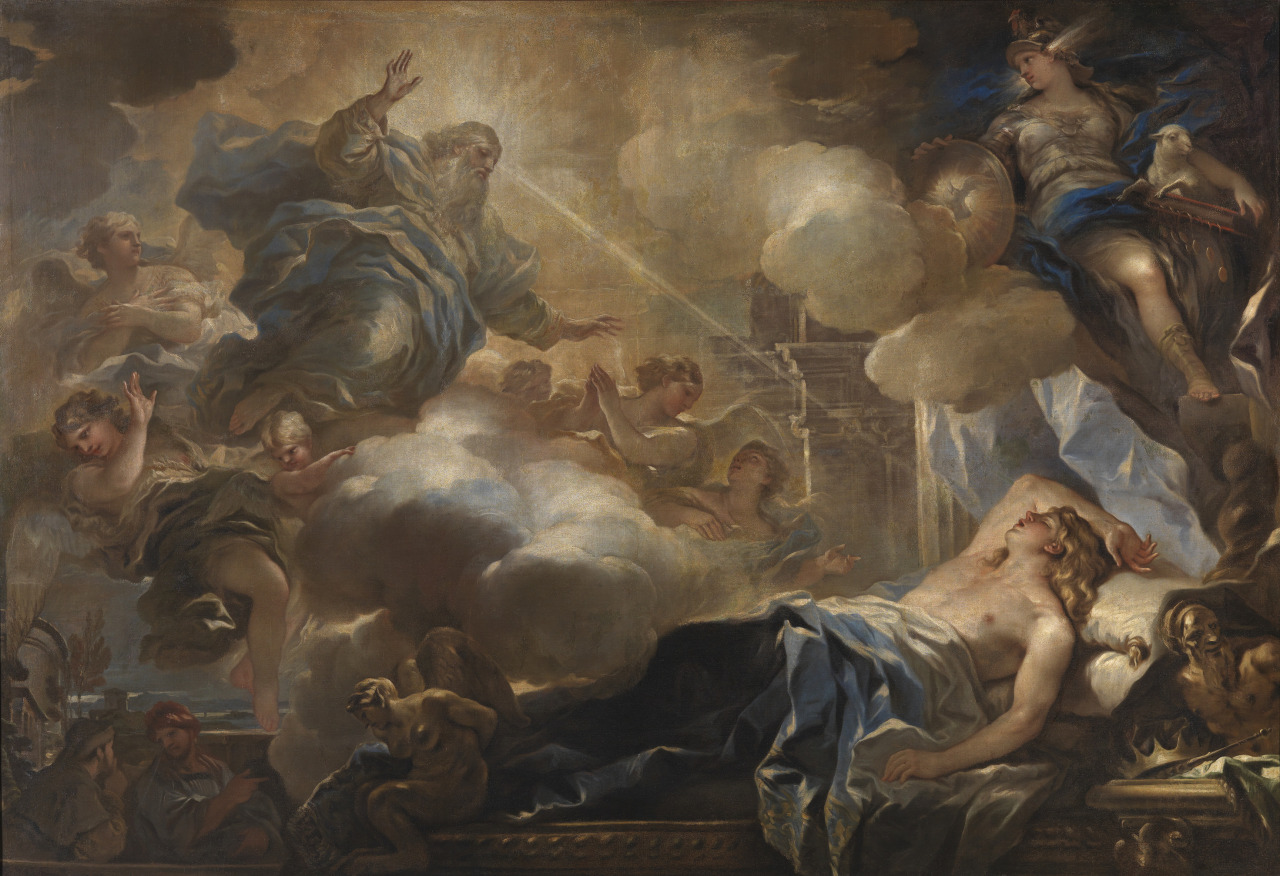
El sueño de Salomón, de Lucas Jordán, 1694-1696.
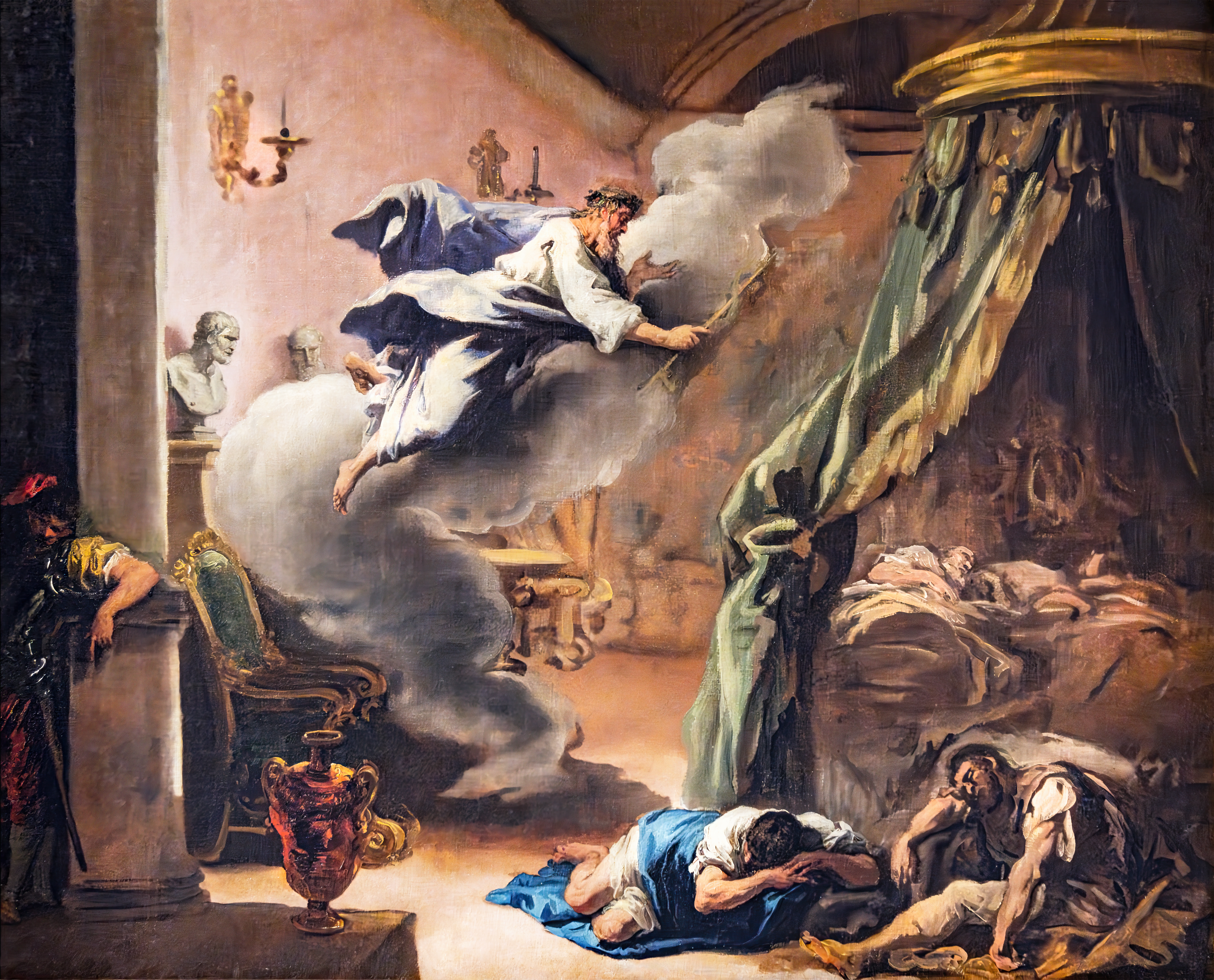
El sueño de Esculapio, de Sebastiano Ricci, ca. 1725-1730.
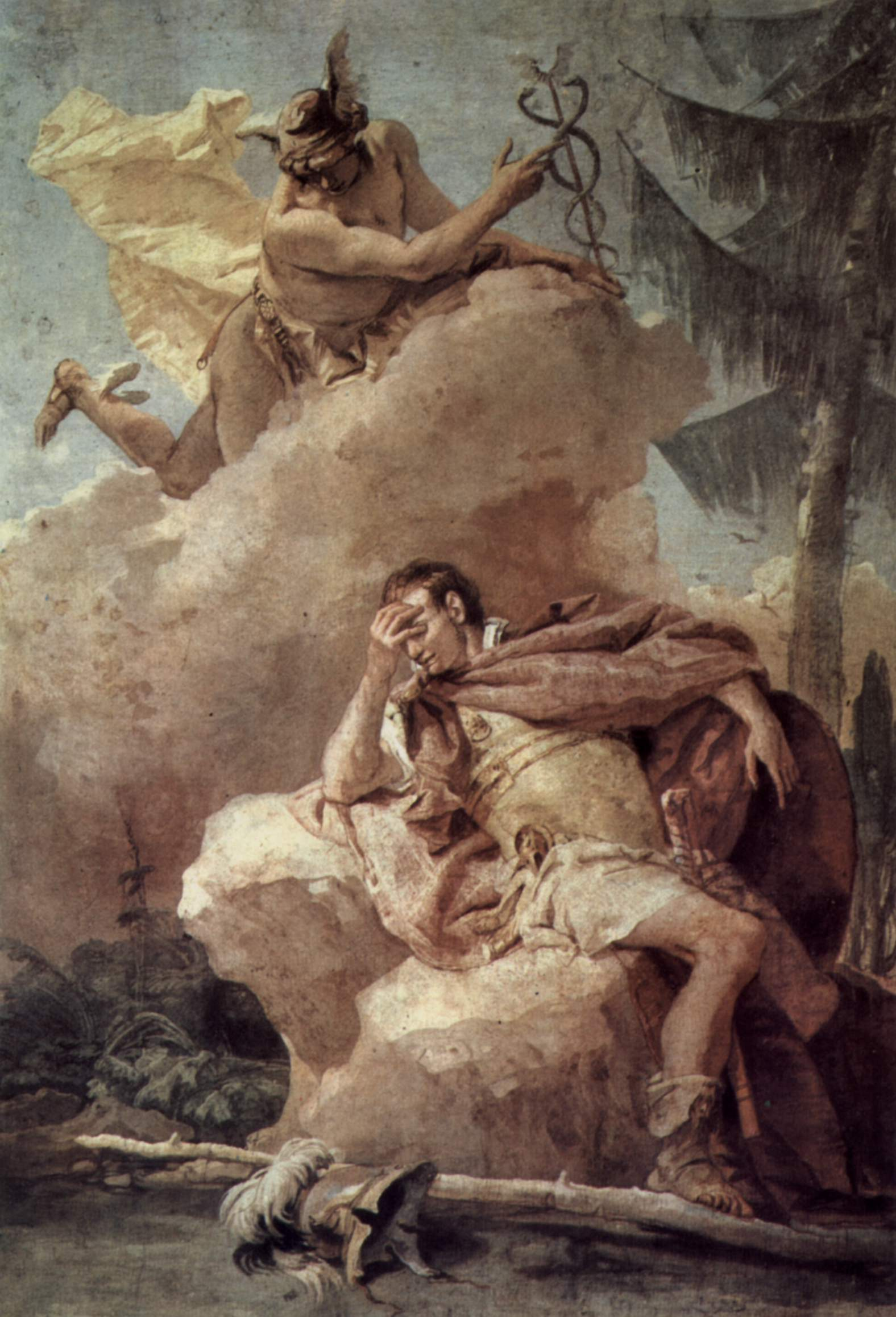
Mercurio se aparece a Eneas en sueños, de Giovanni Battista Tiepolo, 1757.

En el arte contemporáneo la representación de los sueños se ha hecho con mucha mayor libertad (Johann Heinrich Füssli, Salvador Dalí, Marc Chagall, etc.)

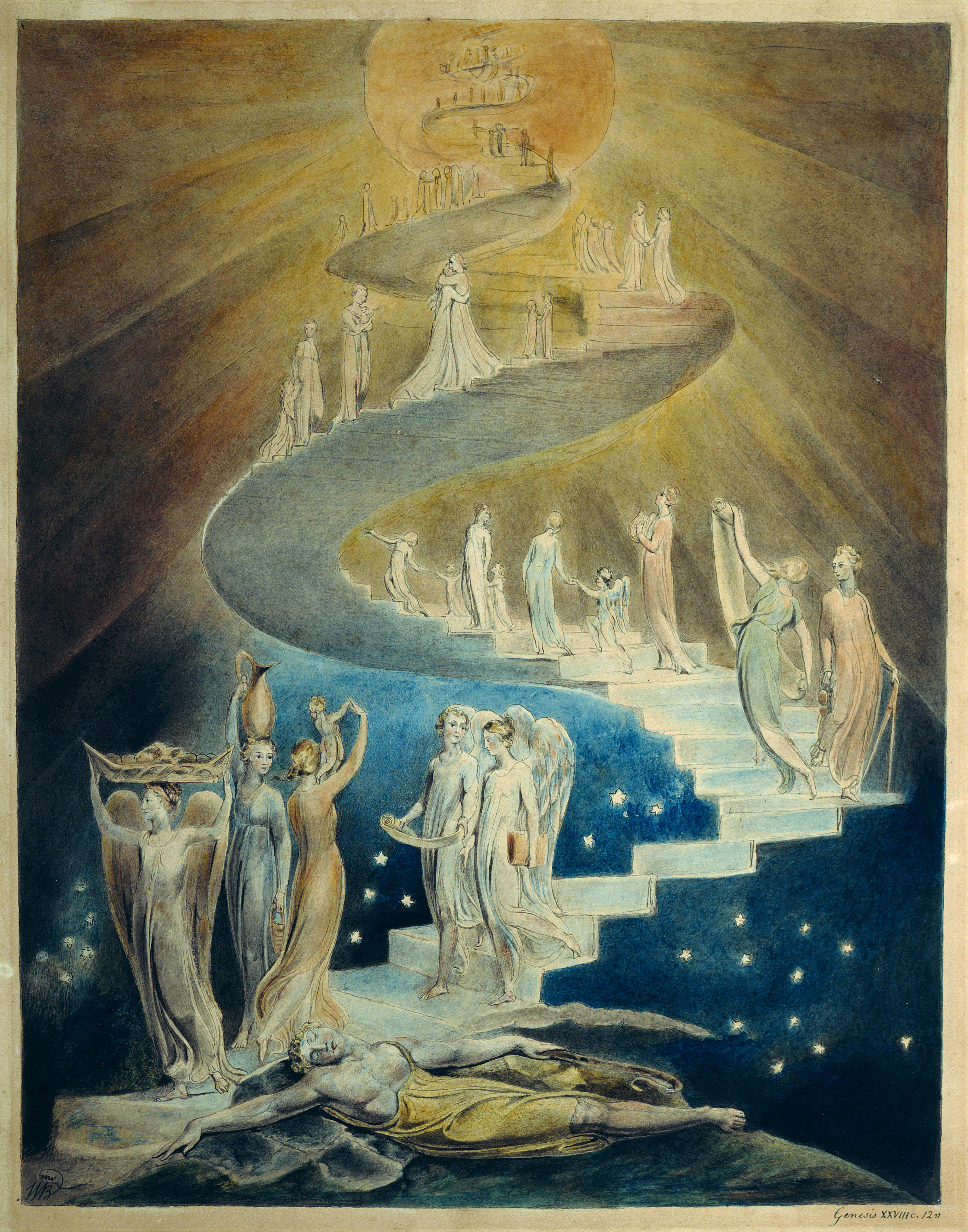
Escalera de Jacob, de William Blake, 1805.
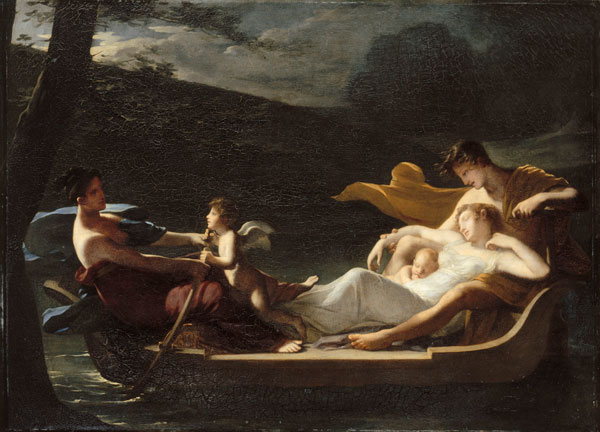
El sueño de la felicidad, de Constance Mayer, 1819.
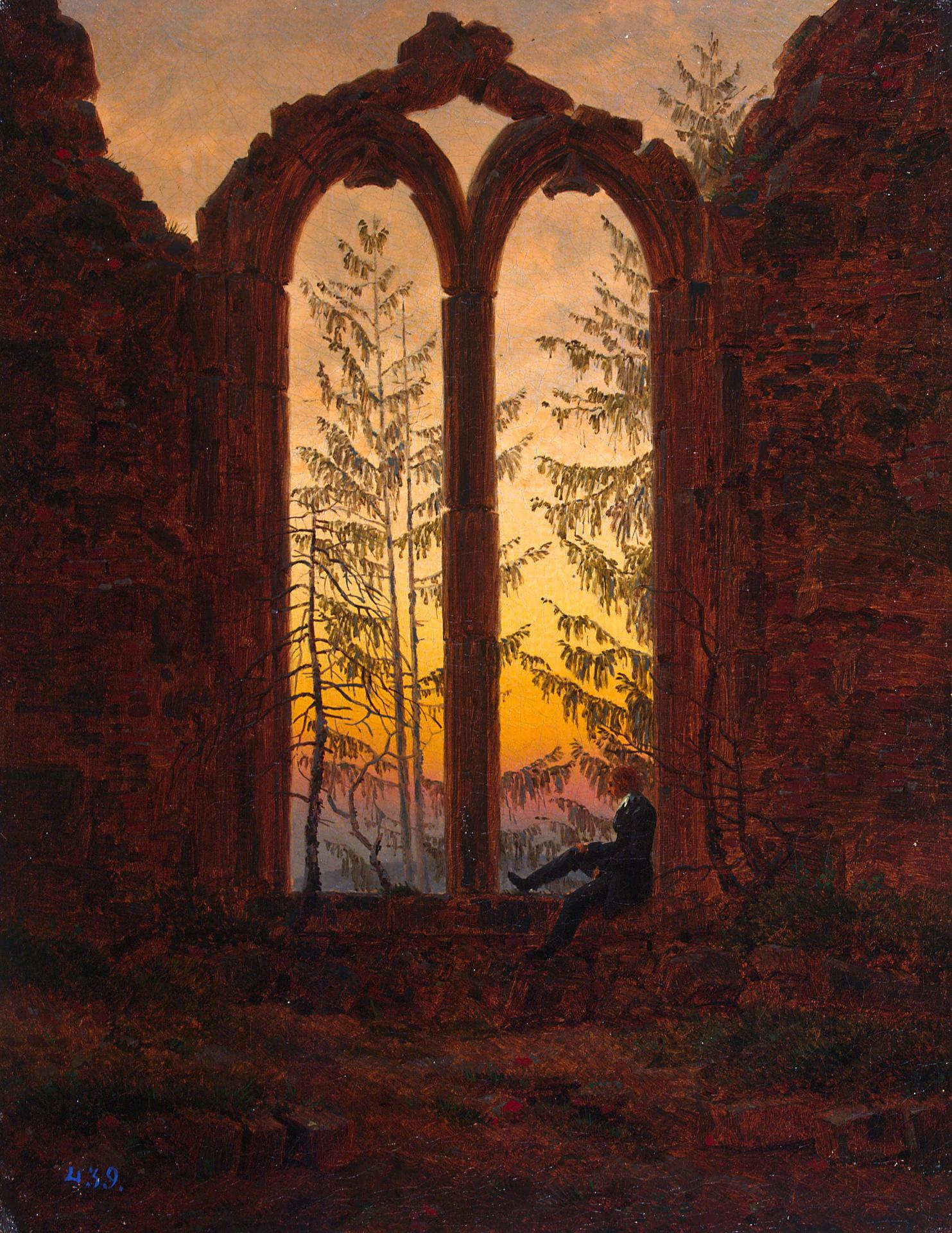
El soñador, de Caspar David Friedrich, ca. 1835.
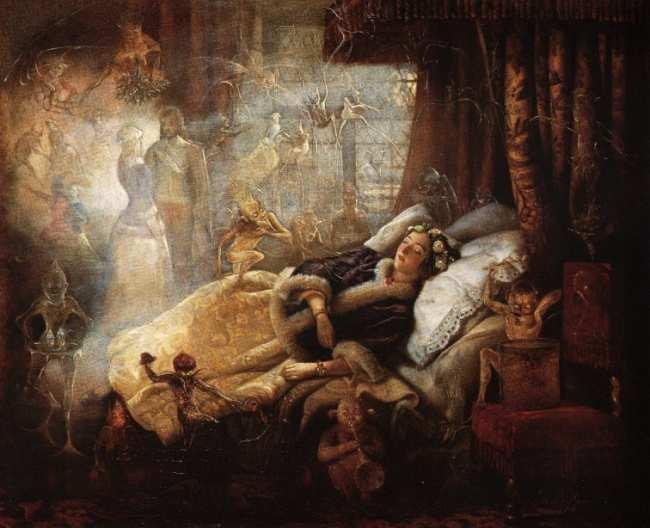
El material del que están hechos los sueños, de John Anster Fitzgerald, 1858.
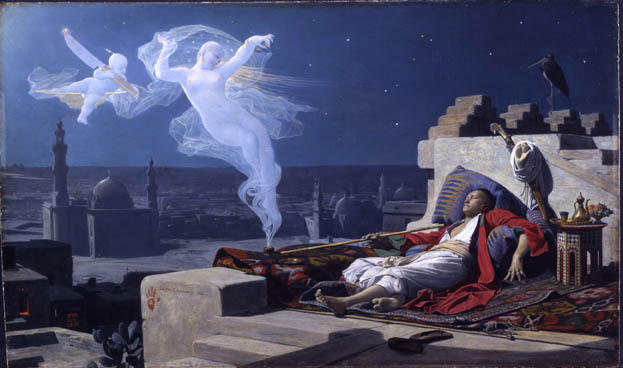
El sueño del eunuco, de Jean-Jules-Antoine Lecomte du Nouÿ, 1874.
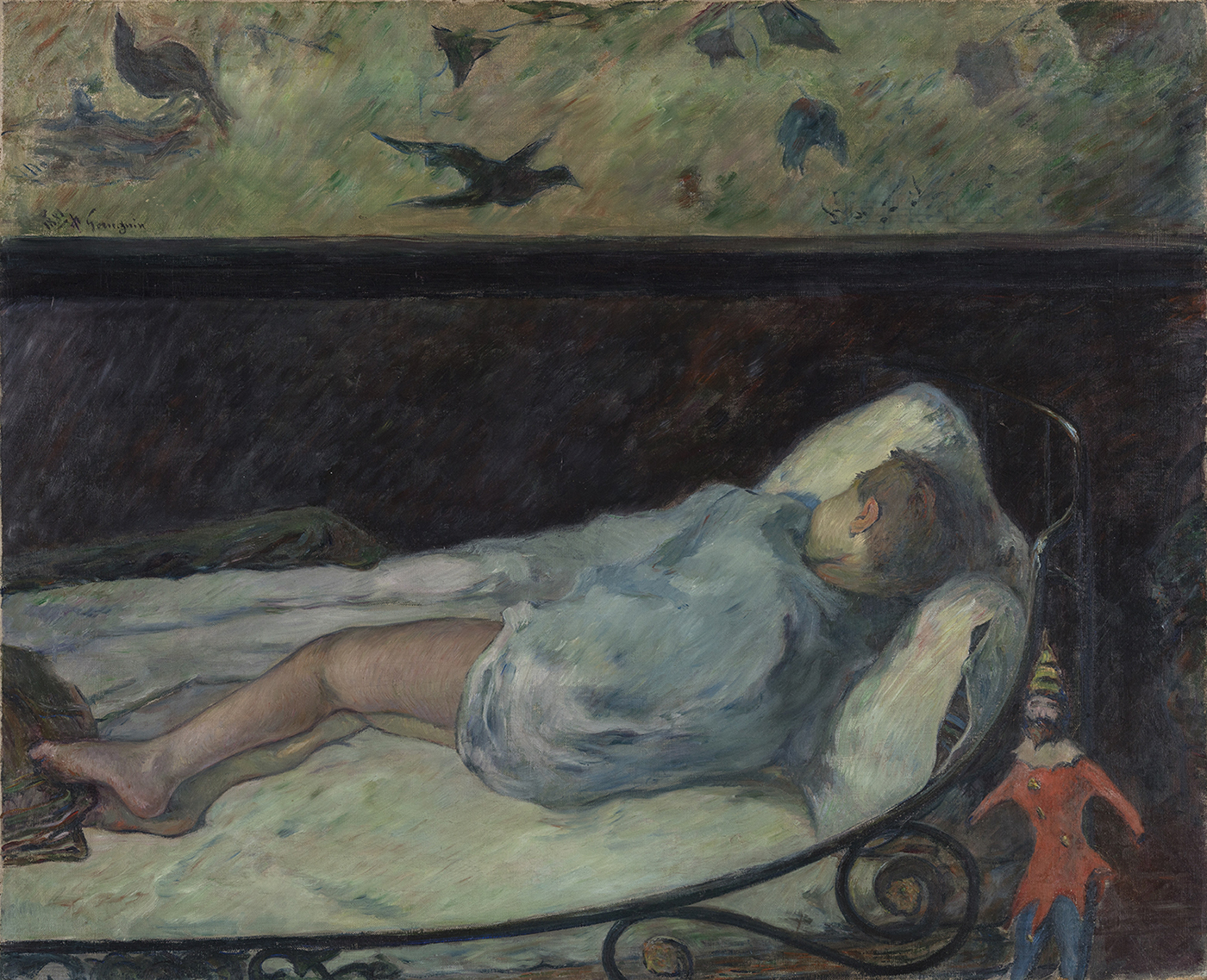
La pequeña sueña, de Paul Gauguin, 1881.
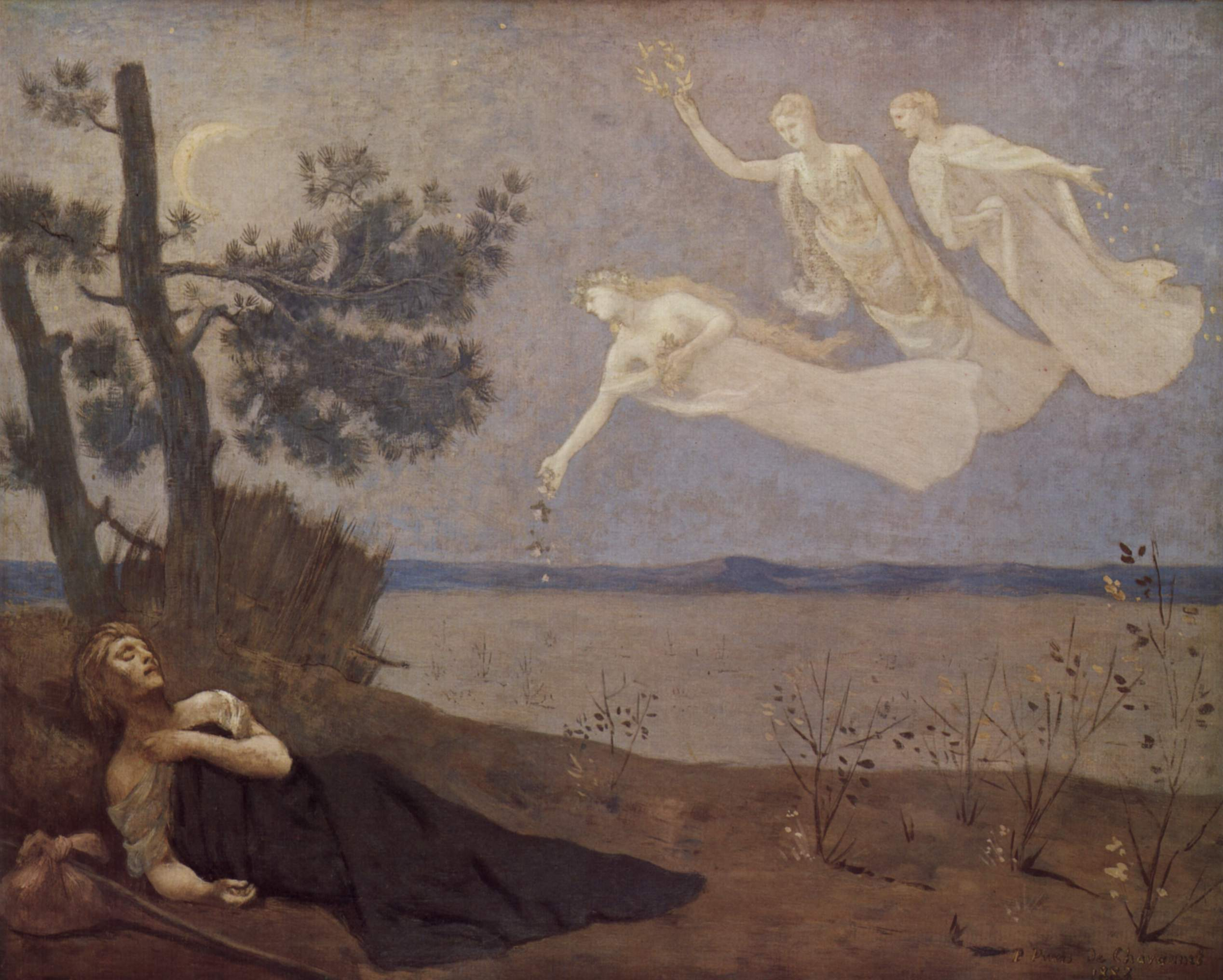
El sueño, de Pierre-Cécile Puvis de Chavannes, 1883.
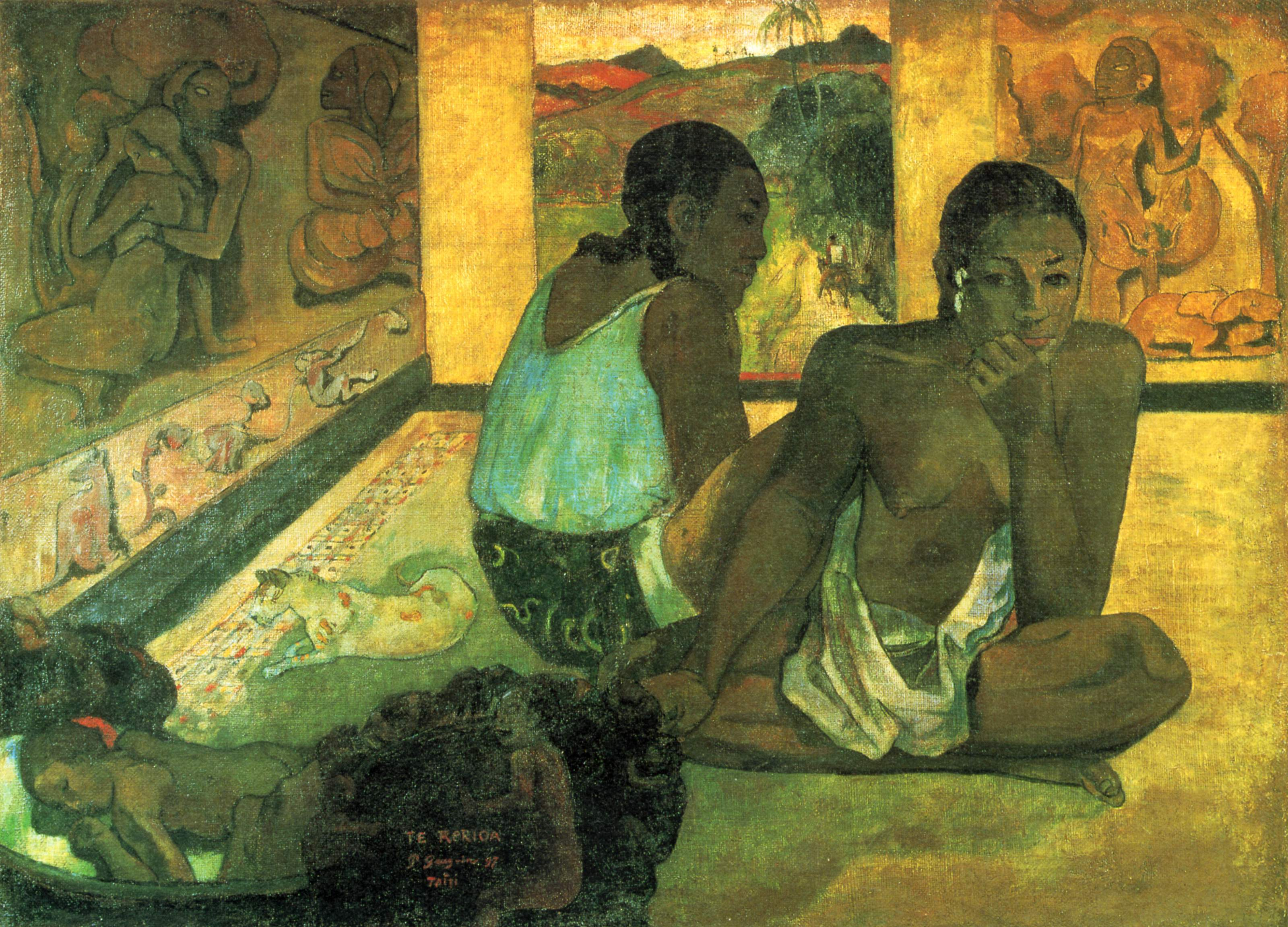
Ta reiroa ("el sueño"), de Paul Gauguin, 1897.
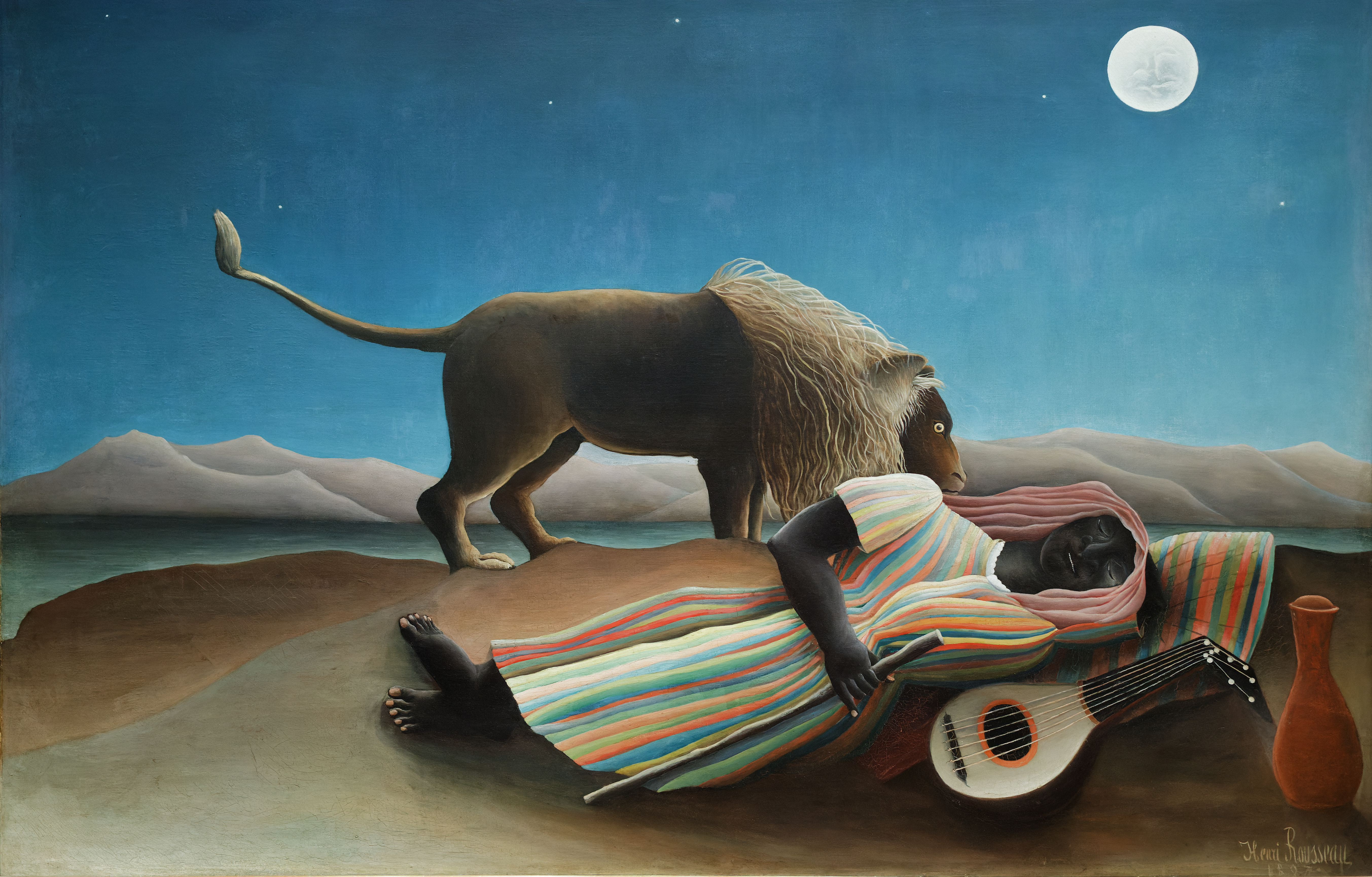
La gitana dormida, de Henri Rousseau "el Aduanero", 1897.
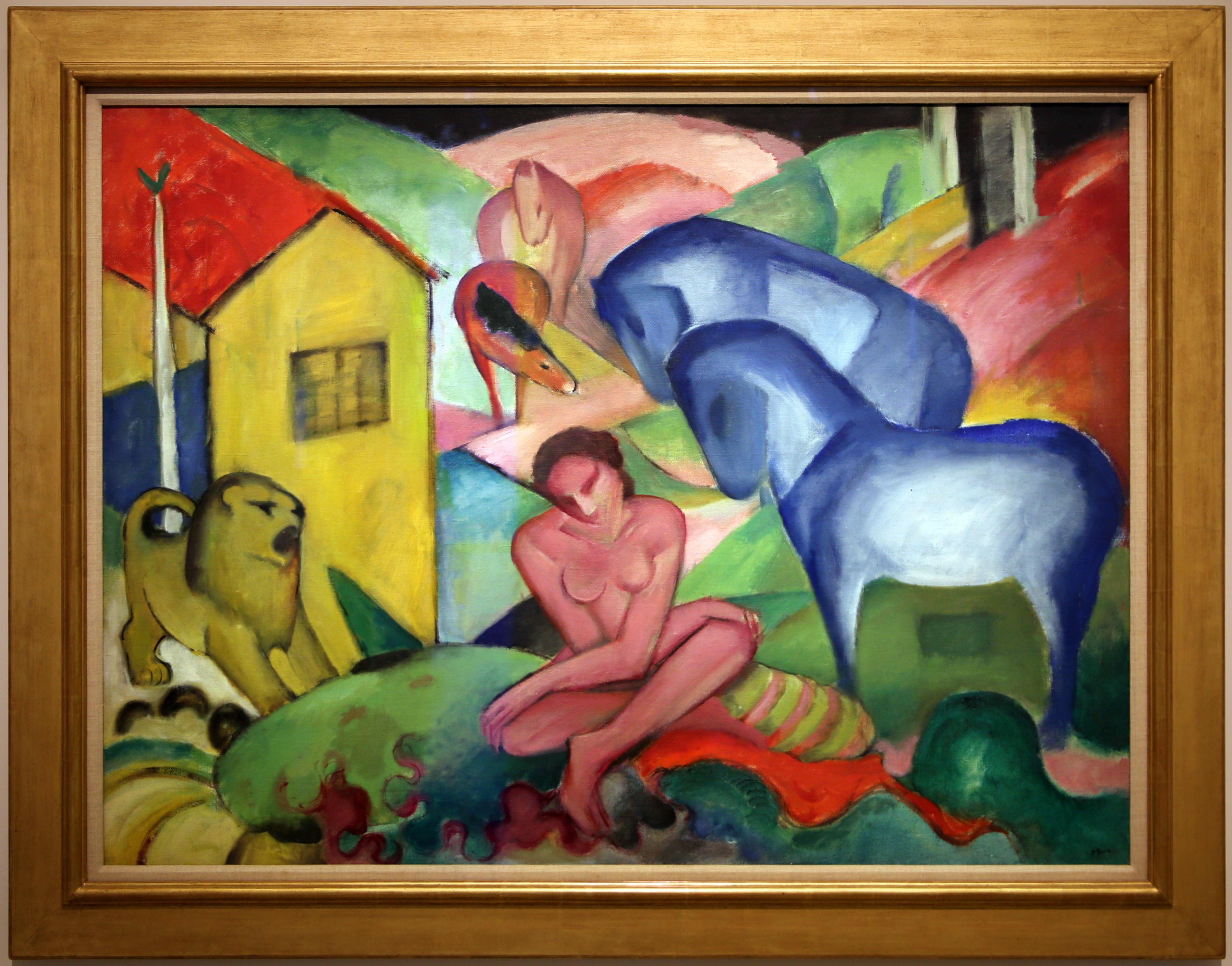
El sueño, de Franz Marc, 1912.
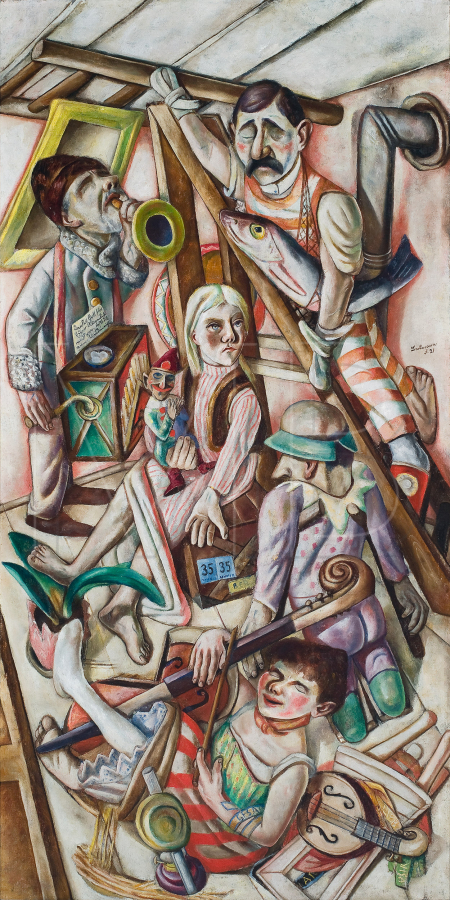
El sueño, de Max Beckmann, 1921.

### El sueño como recurso literario y cinematográfico
La utilización del sueño como recurso narrativo literario o cinematográfico es notable en algunas obras, y ha evolucionado en el tiempo, llegando a ser muy complejo y con muy distintas manifestaciones. Puede ser una mera justificación de lo inverosímil, lo obsceno o lo inconveniente, diferenciarse o asemejarse a la forma en que se trata la vigilia, tener entidad propia o conformar una parte de la narración enmarcada (mise en abyme), proporcionar un giro argumental que sorprenda al lector o espectador al revelarle que todo lo que creía real es un sueño, o hacerle dudar. La literatura científica, filosófica o ensayística en torno a los sueños es otra categoría bien distinta, aunque de no menor calidad literaria.

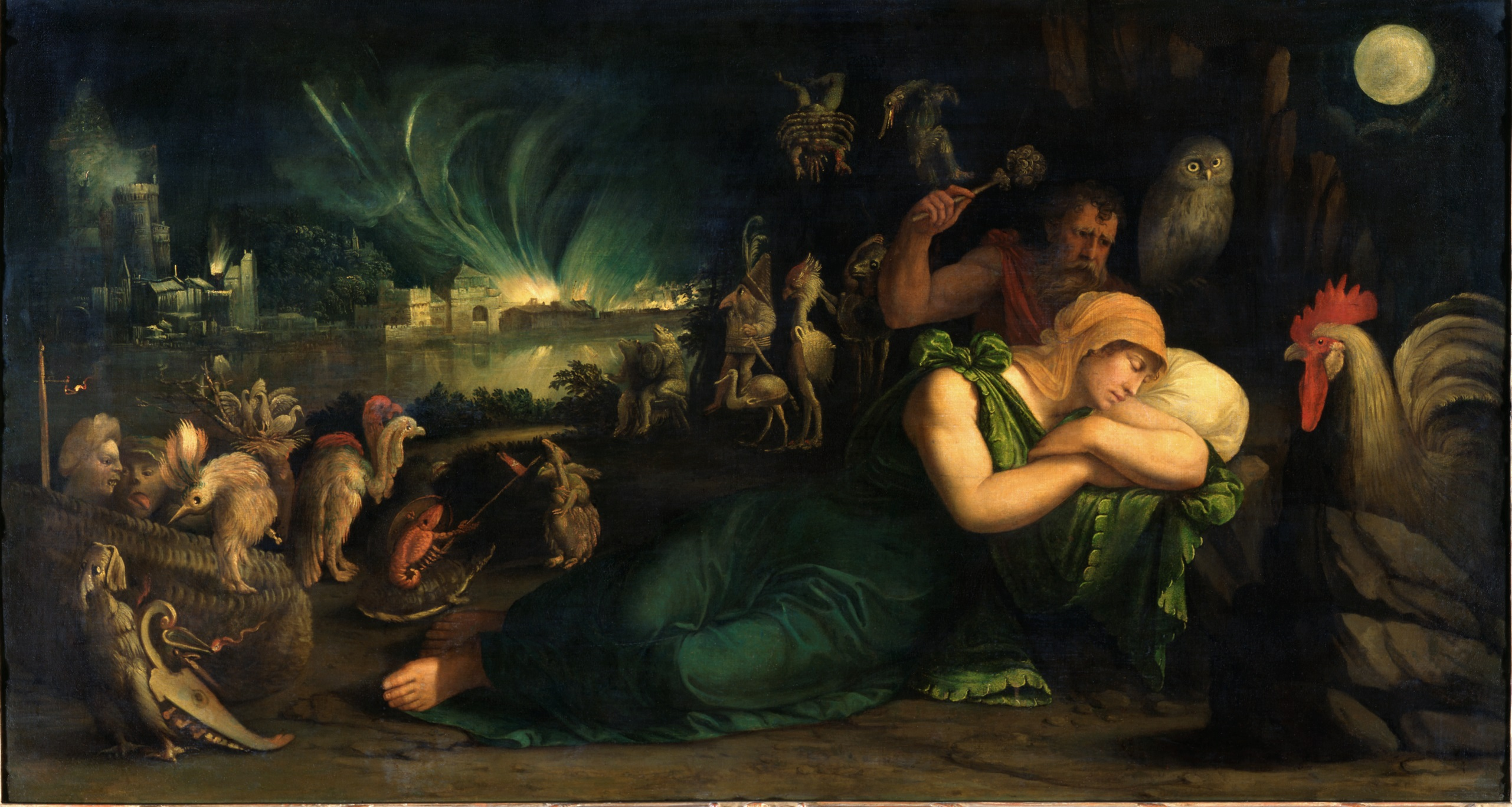
La noche, de Battista Dossi, 1544. Se la considera inspirada en la descripción de la "isla de los sueños" en Historia verdadera de Luciano de Samósata.

El recurso del sueño se utiliza en los poemas homéricos, en la Biblia, en el Atharvaveda, en Dante, en La Celestina, en la escuela mística española, en Juan Maldonado (Somnium, 1541), en Justo Lipsio (Somnium, 1581), en Shakespeare (El sueño de una noche de verano, ca. 1595), en Cervantes (Don Quijote de la Mancha, 1605-1615), en Kepler (Somnium, 1608), en Quevedo (Los sueños, 1627), en Calderón (La vida es sueño, 1635), en Milton (El paraíso perdido, 1667), en Diderot (Sueño de D'Alembert, 1769), en William Blake (A Dream, 1789 -una de las Canciones de Inocencia y de Experiencia-), y con características innovadoras en la literatura contemporánea a partir del Romanticismo, que "tendió a transformar el sueño en un procedimiento literario en el que el lirismo encuentra un fácil desarrollo". Mary Shelley indicó en el prólogo a la edición de 1831 de Frankenstein o El moderno Prometeo que lo concibió en un sueño; ejemplos más evidentes son: Eugenio Oneguin, de Alexander Pushkin (1823-1831), Cuento de Navidad, de Charles Dickens (1843), Un sueño en un sueño, de Edgar Allan Poe (1849), Aurelia, de Gérard de Nerval (1855), Las aventuras de Alicia en el país de las maravillas, de Lewis Carroll (1865). Desde la segunda mitad del siglo XIX y en el siglo XX, el sueño "se convierte en un elemento motor de la intriga, que complica o que resuelve. Metamorfosea la psicología del héroe, turba su razonamiento, modifica su conducta." De esta época son: El sueño, de August Strindberg (1901), Peter Pan y Wendy, de J. M. Barrie (1904-1911), La puerta en el muro, de H. G. Wells (1911), El forastero misterioso, de Mark Twain (1916), La búsqueda en sueños de la ignota Kadath, de H. P. Lovecraft (1927), Orlando, de Virginia Woolf (1928), La realidad del sueño, de Luigi Pirandello (publicado en Cuentos para un año, 1933), Finnegans Wake, de James Joyce (1938), Lord Mountdrago de W. Somerset Maugham (publicado en The Mixture as Before, 1940), buena parte de la obra de Jorge Luis Borges (como Las ruinas circulares, 1940), de Julio Cortázar (como Casa tomada -1946-, La noche boca arriba -1955-, Una flor amarilla -1956-, Axolotl -1956-, Segundo viaje -1982-, etc.), o Gabriel García Márquez (como Cien años de soledad, 1967), Ada o el ardor, de Vladímir Nabókov (1969), etc.

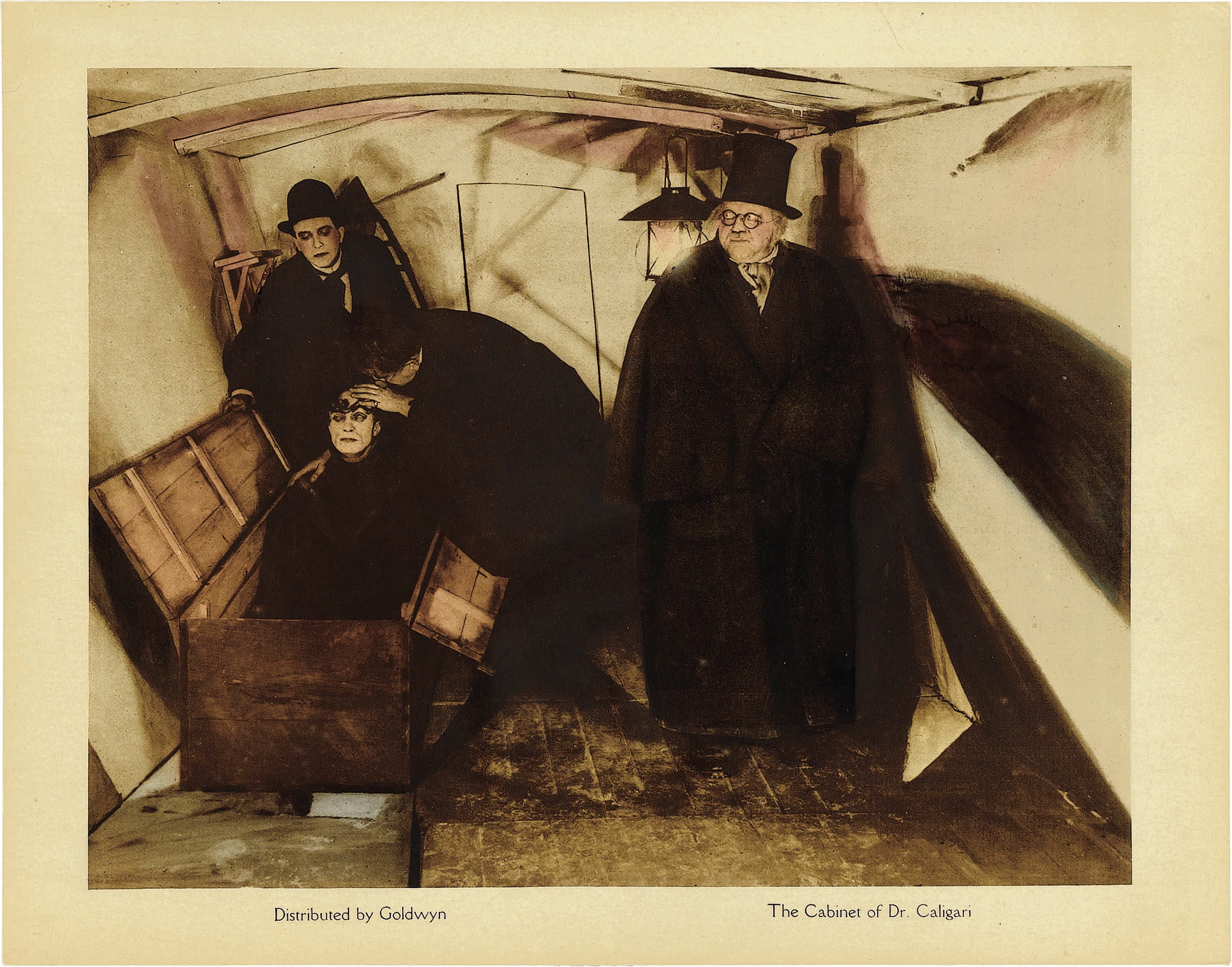
Fotograma de la escena de El gabinete del doctor Caligari (Robert Wiene, 1920) en la que se examina a un sonámbulo.

Entre las películas que lo utilizan están: El gabinete del doctor Caligari de Robert Wiene (1920), Sherlock Jr. de Buster Keaton (1924), Peter Ibbetson -Sueño de amor eterno- de Henry Hathaway (1935), The Wizard of Oz de Victor Fleming (1939), Bienvenido Mr. Marshall de Luis García Berlanga (1953), Fresas salvajes de Ingmar Bergman (1957), Vértigo de Alfred Hitchcock (1958), 8½ de Federico Fellini (1963), Pesadilla en Elm Street de Wes Craven (1984), Top Secret! de Val Kilmer (1984), Los Sueños de Akira Kurosawa (1990), My Own Private Idaho de Gus Van Sant (1991), Living in Oblivion de Tom DiCillo (1995), Abre los ojos de Alejandro Amenábar (1997), The Big Lebowski de los hermanos Coen (1998), Eyes Wide Shut de Stanley Kubrick (1999), The Matrix de las entonces hermanos Wachowski (1999), Waking Life de Richard Linklater (2001), Eternal Sunshine of the Spotless Mind y La Science des rêves de Michel Gondry (2004 y 2006), Paprika de Satoshi Kon (2006), Inception de Christopher Nolan (2010), Shutter Island de Martin Scorsese (2010), En cuerpo y alma de Ildikó Enyedi (2017); buena parte de la filmografía de Luis Buñuel, Andrei Tarkovsky, Sergei Parajanov o David Lynch, etc.

### Hipnosis en literatura y cine
Con características hasta cierto punto confluyentes, la hipnosis se ha utilizado también como tema argumental y recurso narrativo que llegó a generar un subgénero denominado "ficción hipnótica" por Arthur Quiller-Couch y "cuentos mesméricos" por Darko Suvin; siendo sus precedentes obras de la primera mitad del siglo XIX como El magnetizador de E. T. A. Hoffmann (1813) o La verdad sobre el caso del señor Valdemar de Edgar Allan Poe (1845).
Se trasladó al cine desde muy pronto: El gabinete del doctor Caligari de Robert Wiene (1920), El doctor Mabuse de Fritz Lang (1922 -basada en la novela de Norbert Jacques, 1921-), El misterioso Dr. Fu Manchú de Rowland V. Lee  (1929 -basada en las novelas de Sax Rohmer-), Svengali de Archie Mayo (1931 -basada en la novela Trillby de George du Maurier, 1894-); convirtiéndose en un subgénero del cine de terror que se ha denominado "hypnosis horror": Drácula de Tom Browning (1931 -basada en la adaptación teatral de la novela de Bram Stoker-), Spellbound -Recuerda- de Alfred Hitchcock (1945), El elemento del crimen de Lars von Trier  (1984), Morir todavía de Kenneth Branagh (1991), Doctor Sleep de Nick Willing (2002), Hipnos de David Carreras (2004 -basada en la novela de Javier Azpeitia, 1995-), Hypnotic de Robert Rodriguez (2023), etc. Incluso se ha intentado utilizar la propia obra cinematográfica como un instrumento hipnótico (o al menos hacer creer al espectador que se le está intentando hipnotizar), mediante técnicas cuyas denominaciones parafrasean las utilizadas para incrementar la espectacularidad de las proyecciones (Hypno-Vista, Psycho-Rama, HypnoScope o HypnoMagic), y que pretenden sugestionar con ciertos sonidos e imágenes (como la hypno-wheel -una espiral girando-) o con voces persuasivas: Terror in the Haunted House de Harold Daniels (1958), Horror en el Museo Negro de Arthur Crabtree (1959) o El ojo diabólico de George Blair (1960). Rápidamente pasaron de moda, aunque se les rinde homenaje en algunas producciones posteriores, como Angustia de Bigas Luna (1987) o Europa de Lars von Trier  (1991).